# Adoración de los pastores

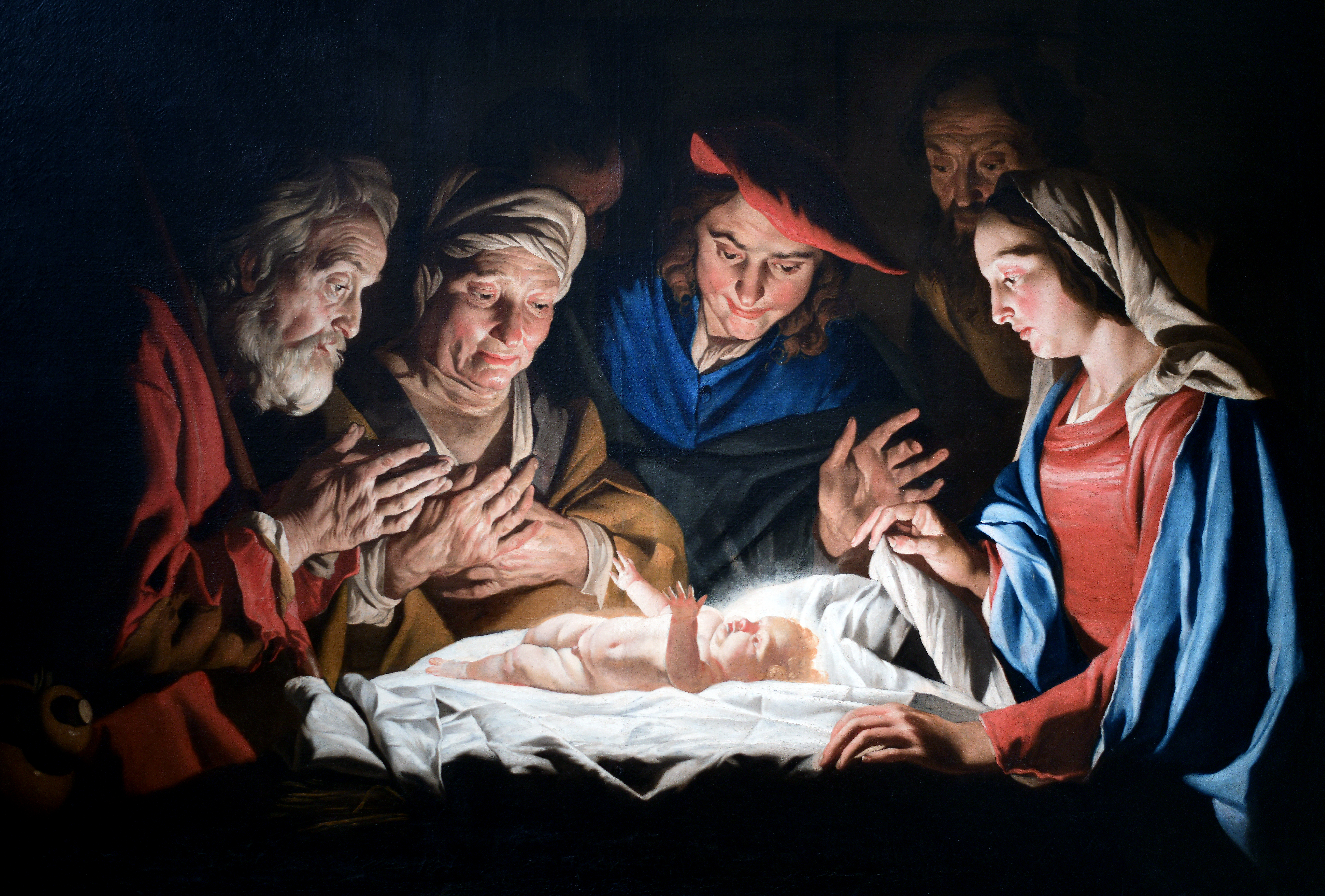
Mathias Stomer, ca. 1635-40.

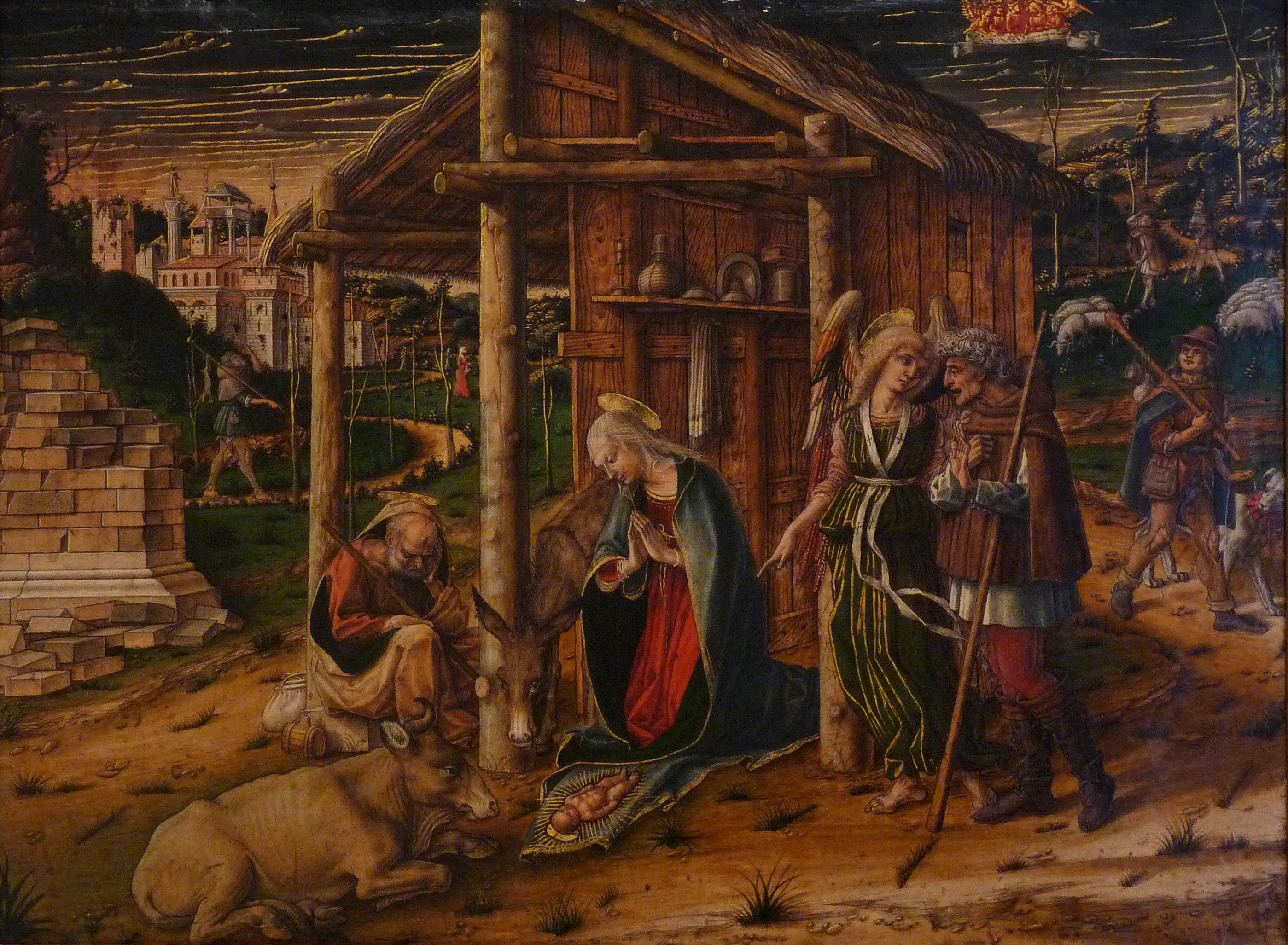
Carlo Crivelli, ca. 1490-1492.

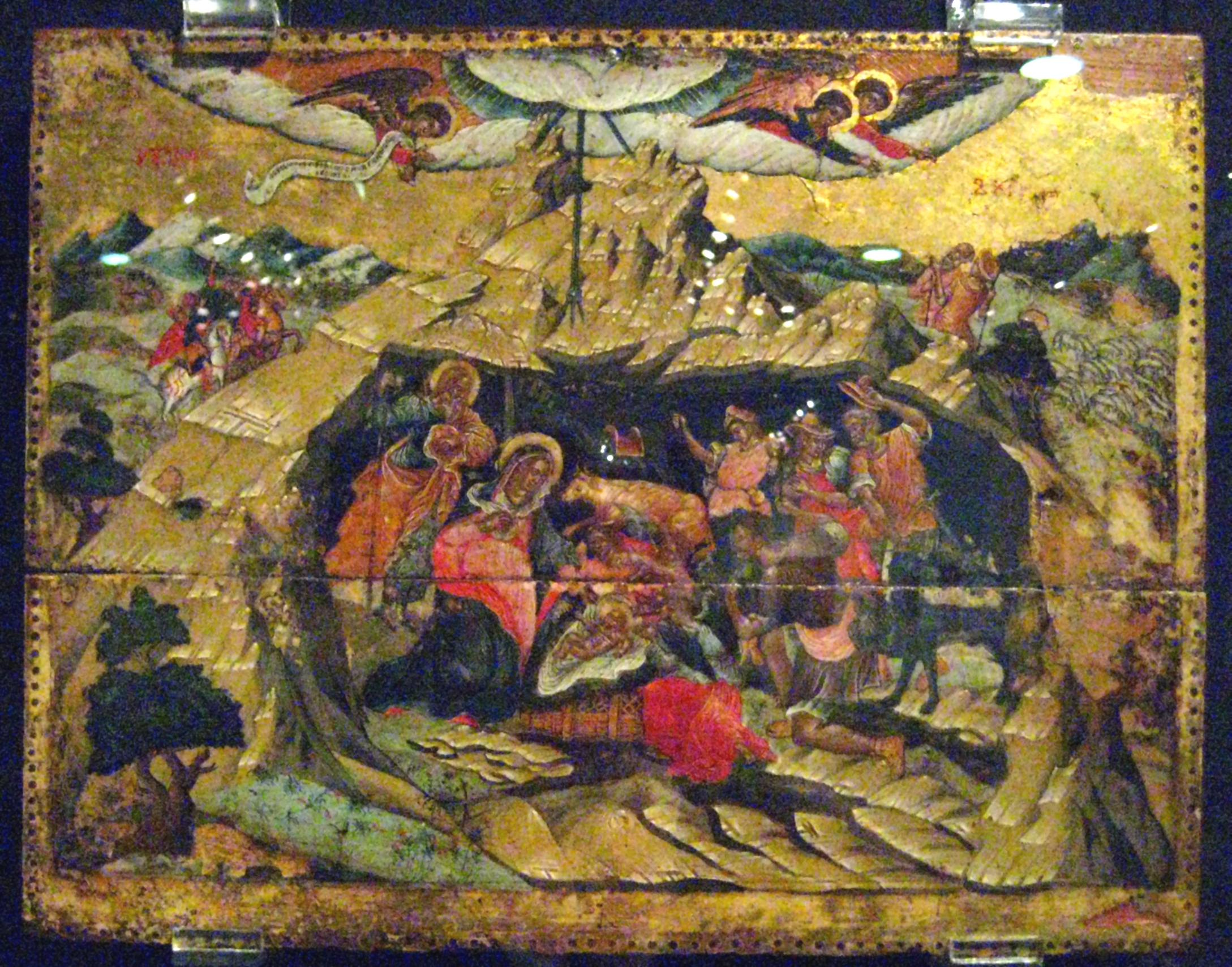
Icono de tradición bizantina, segunda mitad del.

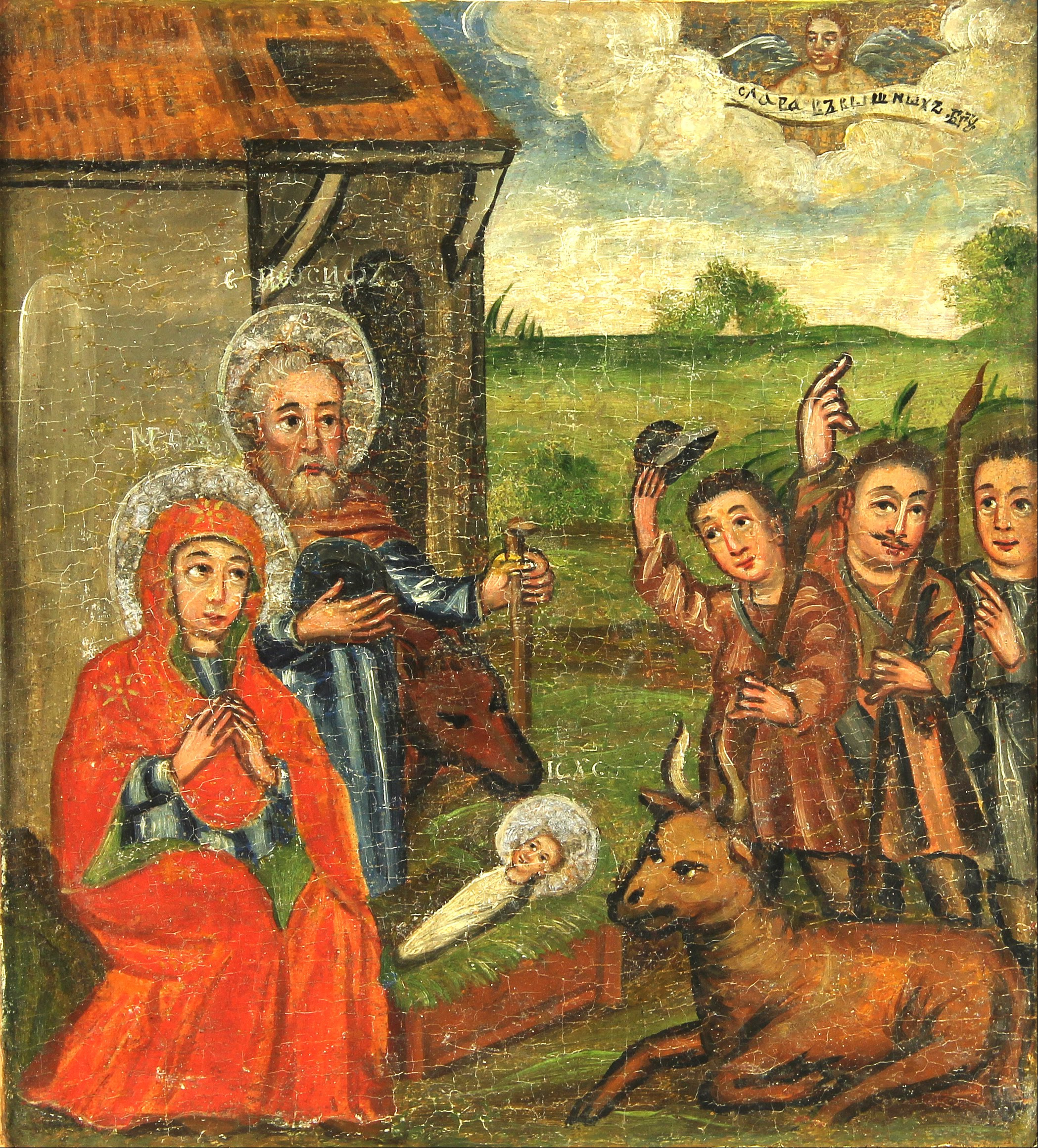
Icono ucraniano, segunda mitad del.

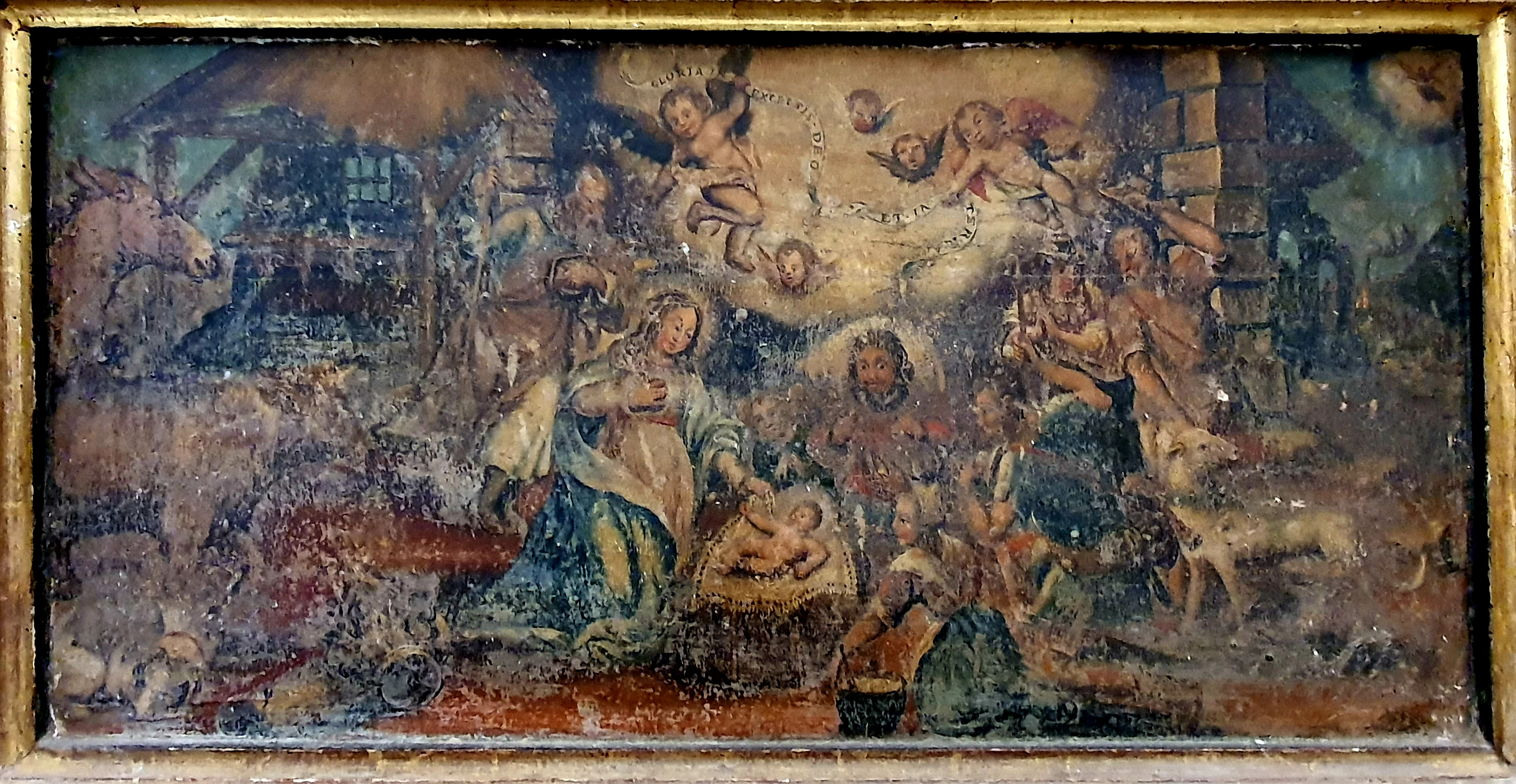
Pintura Barroca del Altar mayor de la Iglesia de la Asunción de Villamelendro de Valdavia con una interpretación iconográfica popular de la Adoración de los pastores.

Adoración de los pastores es la denominación convencional de un episodio evangélico y un tema muy frecuente en el arte cristiano.
Como parte del ciclo de la Natividad, se sitúa inmediatamente después del nacimiento de Jesús y de la anunciación a los pastores. Tras recibir el mensaje angélico de que el Mesías ha nacido, los pastores acuden a su lugar del nacimiento, típicamente descrito como un pesebre, cobertizo o portal de Belén. Se basa en el relato del Evangelio de Lucas, que no aparece en ningún otro de los canónicos. La escena se presenta muy a menudo en contraposición con la de la adoración de los Reyes Magos.

## Citas bíblicas
San Lucas lo relata de la siguiente manera:

Había unos pastores por aquellos contornos, que dormían al raso y vigilaban por turno su rebaño durante la noche. De improviso un ángel del Señor se les presentó, y la gloria del Señor los rodeó de luz. Y se llenaron de un gran temor. El ángel les dijo: —No temáis. Mirad, voy a anunciaros una gran alegría, que lo será para todo el pueblo: 11hoy os ha nacido, en la ciudad de David, el Salvador, que es el Cristo, el Señor; y esto os servirá de señal: encontraréis a un niño envuelto en pañales y reclinado en un pesebre. De pronto apareció junto al ángel una muchedumbre de la milicia celestial, que alababa a Dios diciendo: «Gloria a Dios en las alturas y paz en la tierra a los hombres en los que Él se complace». Cuando los ángeles les dejaron, marchándose hacia el cielo, los pastores se decían unos a otros: —Vayamos a Belén para ver esto que ha ocurrido y que el Señor nos ha manifestado. Y fueron presurosos y encontraron a María y a José y al niño reclinado en el pesebre. Al verlo, reconocieron las cosas que les habían sido anunciadas sobre este niño. Y todos los que lo oyeron se maravillaron de cuanto los pastores les habían dicho. María guardaba todas estas cosas ponderándolas en su corazón. Y los pastores regresaron, glorificando y alabando a Dios por todo lo que habían oído y visto, según les fue dicho.

- Según el texto de Reina-Valera, una de las traducciones de la Biblia al español más frecuentemente utilizadas entre los protestantes hispanohablantes, que lo describe así:

Sucedió que cuando los ángeles se fueron de ellos al cielo, los pastores se dijeron unos a otros: Pasemos, pues, hasta Belén, y veamos esto que ha sucedido, y que el Señor nos ha manifestado. Vinieron, pues, apresuradamente, y hallaron a María y a José, y al niño acostado en el pesebre. Y al verlo, dieron a conocer lo que se les había dicho acerca del niño. Y todos los que oyeron, se maravillaron de lo que los pastores les decían. Pero María guardaba todas estas cosas, meditándolas en su corazón. Y volvieron los pastores glorificando y alabando a Dios por todas las cosas que habían oído y visto, como se les había dicho.
Lucas, 2:15-20

## Interpretación de la Iglesia católica
Las palabras pronunciadas por los ángeles a los pastores durante el nacimiento de Jesús clarificaban su significado. Jesús no era un niño común, sino que era el "Salvador, el Mesías, el Señor". La divinidad de Jesús no se manifestaba de manera evidente en su apariencia como un niño, por lo que era necesario revelar este aspecto a través de la intervención de los ángeles. 

Necesita ser manifestado lo que de suyo es oculto, no lo que es patente. El cuerpo del recién nacido era manifiesto; pero su divinidad estaba oculta, y por tanto era conveniente que se manifestara aquel nacimiento por medio de los ángeles, que son ministros de Dios; por eso apareció el ángel rodeado de claridad, para que quedase patente que el recién nacido era “el esplendor de la gloria del Padre”.

Las palabras de los ángeles dirigidas a los pastores no solo proclamaban la identidad excepcional de Jesús como el Salvador y el Mesías, sino que también señalaban los dones supremos que traía consigo: el reconocimiento de la gloria divina y la paz para la humanidad. La adoración de los pastores adquiere un significado más profundo al comprender que la salvación traída por Cristo no estaba limitada a una raza o condición particular. Por el contrario, estaba destinada a alcanzar a hombres de todas las razas y situaciones. La elección de manifestarse a pastores de diversas condiciones subraya la universalidad de la salvación que Cristo ofrecía.«Los pastores eran israelitas; los magos, gentiles; aquéllos vinieron de cerca; éstos, de lejos, pero unos y otros coincidieron en la piedra angular» 
El evangelista dice que los pastores que fueron deprisa a Belén, porque «nadie busca a Cristo perezosamente». También se comentó que tras la Anunciación,  Nuestra Señora, había ido cum festinatione, deprisa, a visitar a  Santa Isabel. El que ha abierto las puertas de su alma a Dios, en su corazón vive con alegría la visita del Señor, y esa alegría da alas a su corazón.

## Iconografía
Las convenciones del tema permiten a los pintores lucirse con el tratamiento de la luz, al tratarse de una escena nocturna, y poderse establecer el cuerpo del Niño Jesús como un foco de luz espiritual (como hace Corregio en su versión, denominada popularmente La Notte -"la noche"-); también permite la pintura de animales y el tratamiento diferencial de los ropajes, de las  expresiones y las carnaciones, contrastando la rusticidad de los pastores y la vejez de San José con las figuras del Niño y la Virgen María.
La presencia de un cordero (como en las versiones de Lotto, Veronés, El Greco -Madrid-, Mayno, Zurbarán, Ribera, Murillo o Luca Giordano) suele interpretarse como un simbolismo del sacrificio de Cristo (Agnus Dei -"cordero de Dios"-); mientras que la presencia de la mula y el buey proviene de los Evangelios apócrifos (el Pseudo-Mateo) y ha sido objeto de reciente polémica por la referencia que a su ausencia de los canónicos hizo Benedicto XVI en su libro La infancia de Jesús ("en el portal no había animales", en el Evangelio "no se habla de animales", pero al ser un pesebre "el lugar donde comen los animales, la iconografía cristiana captó muy pronto ese motivo y colmó esa laguna").
La representación de la escena se conformó muy bien a la nueva sensibilidad de la plástica gótica, en la que se busca un Cristo más humano y se insiste en su pobreza. Al propio San Francisco de Asís se le atribuye el inicio de la tradición del belenismo.

### Pintura
Trecento del Gótico italiano:
La representación de la virgen recostada, recuperándose del parto, proviene de la tradición bizantina, de origen aún más antiguo, con modelos sirios. La opción por representar un entorno arquitectónico, en lugar de una gruta, es la convención del arte occidental desde algunos modelos carolingios.

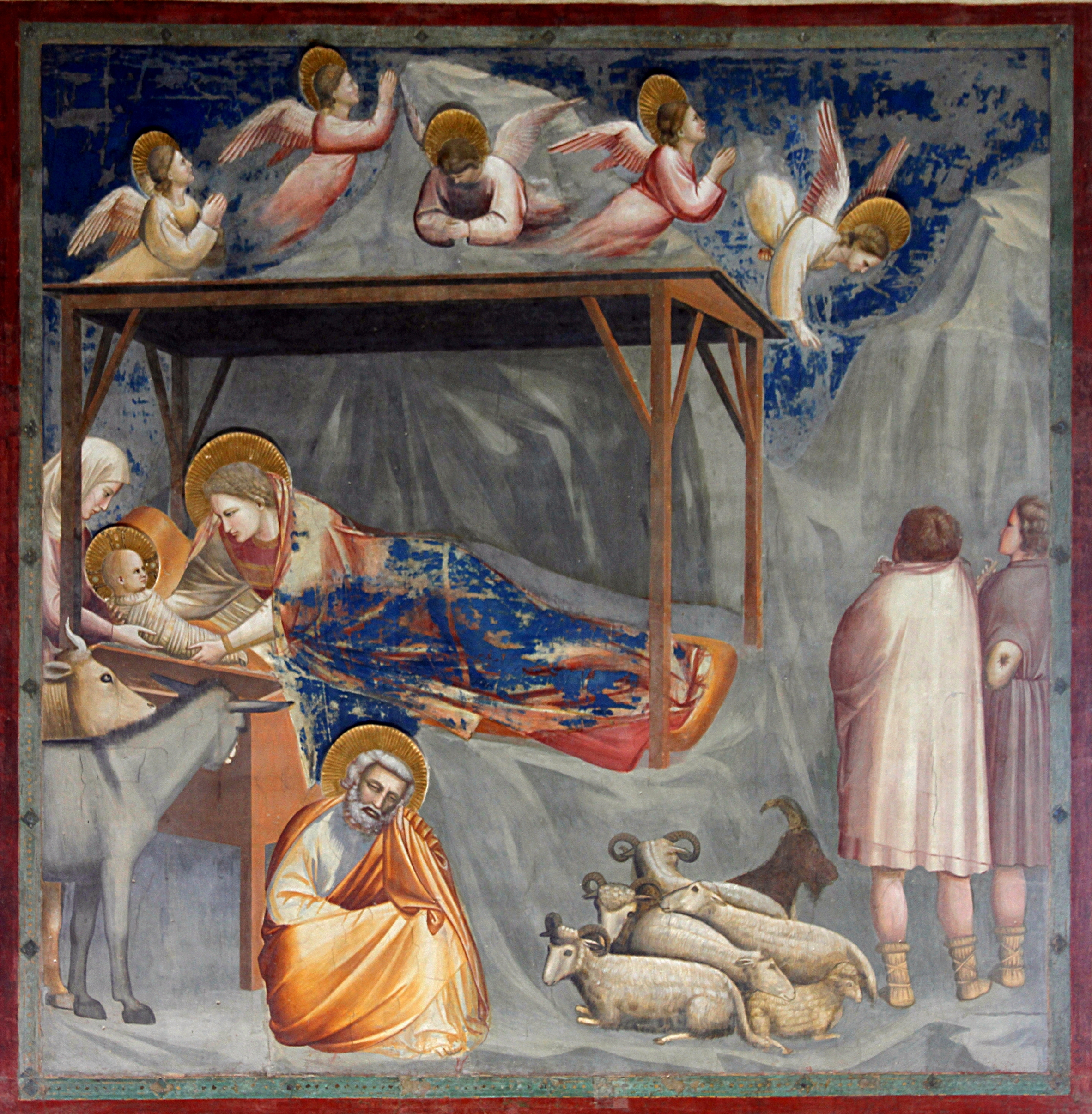
Giotto, frescos de la Capilla de los Scrovegni, ca. 1303-1305.
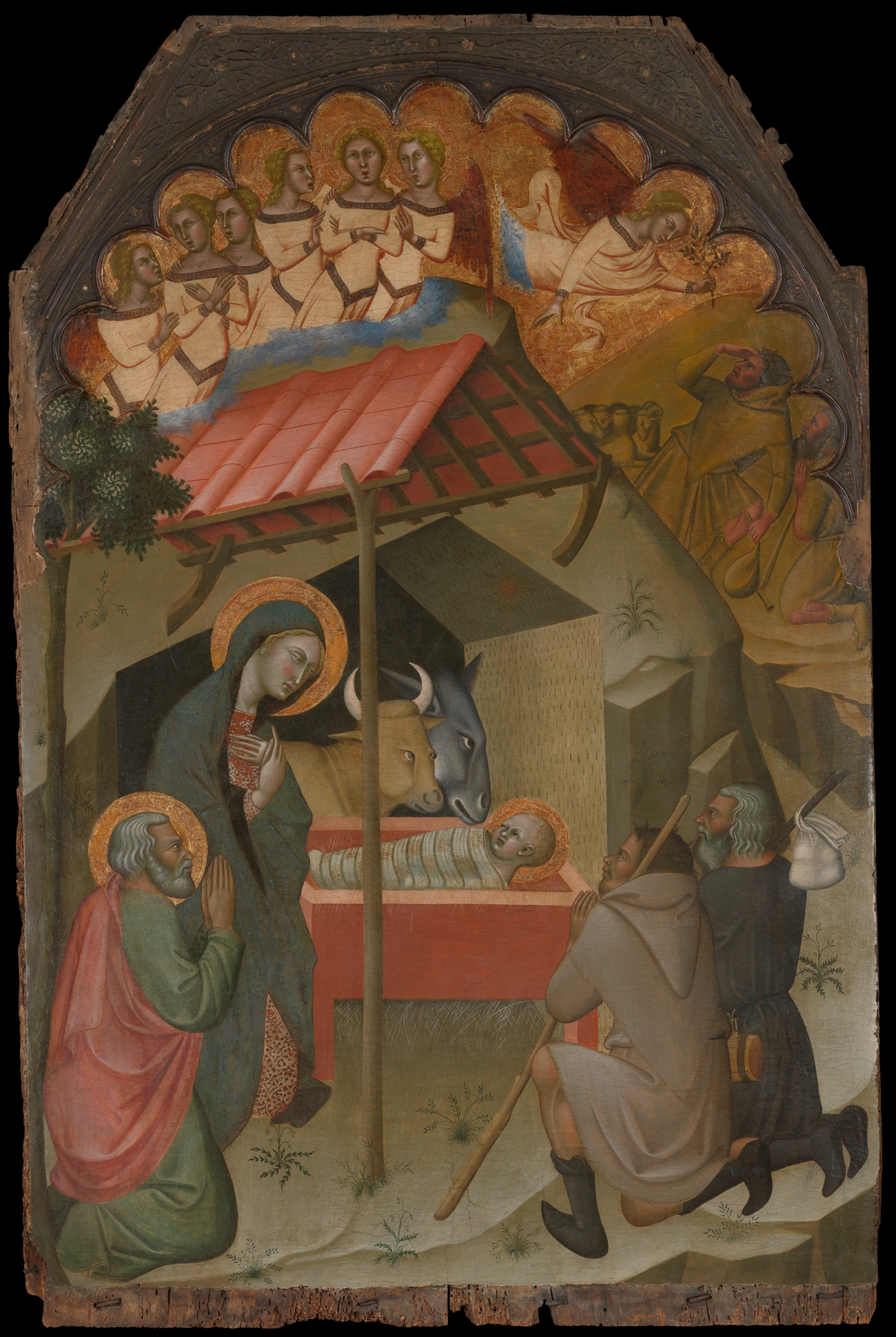
Bartolo di Fredi, ca. 1374, Metropolitan Museum of Art. La virgen ya no aparece recostada, pero las convenciones bizantinas están muy presentes: se tratan conjuntamente el tema de la Anunciación y el de la Adoración, y aunque el "pesebre" está bajo un "portal", este es el frontispicio de una gruta, que es donde se guardan la mula y el buey.
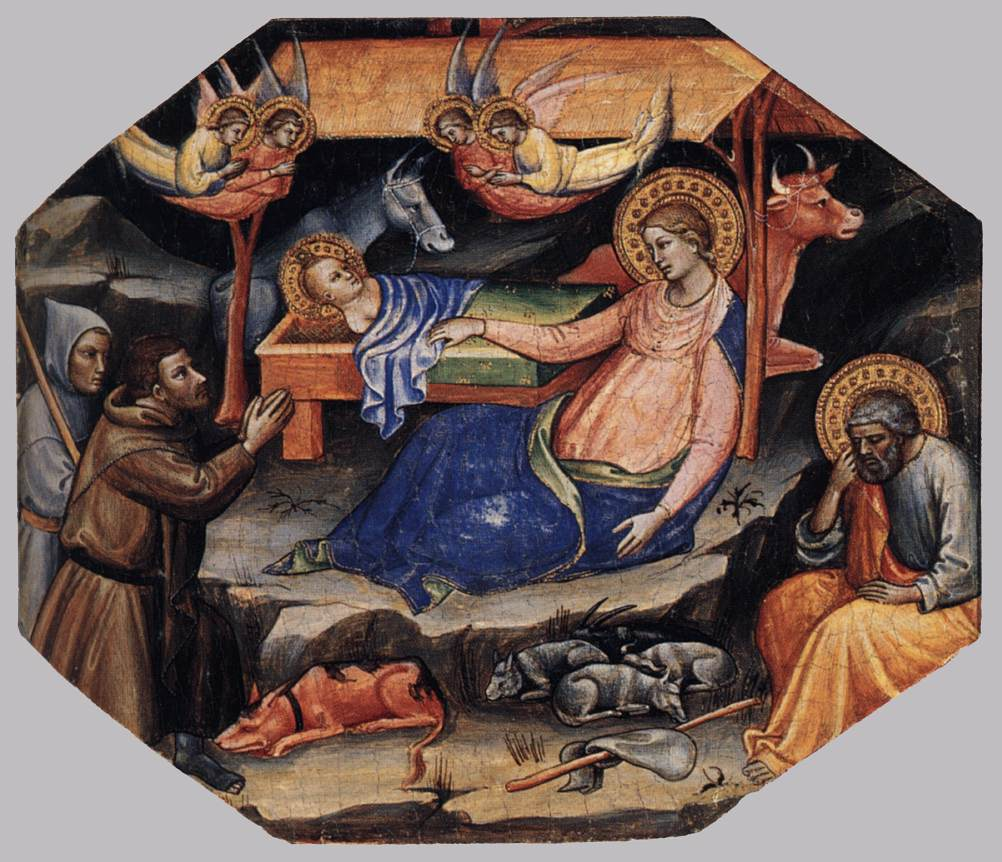
Mariotto di Nardo (antes de 1424).[13]Ficha en el Met

Quattrocento del Renacimiento italiano, primitivos flamencos y primitivos españoles:

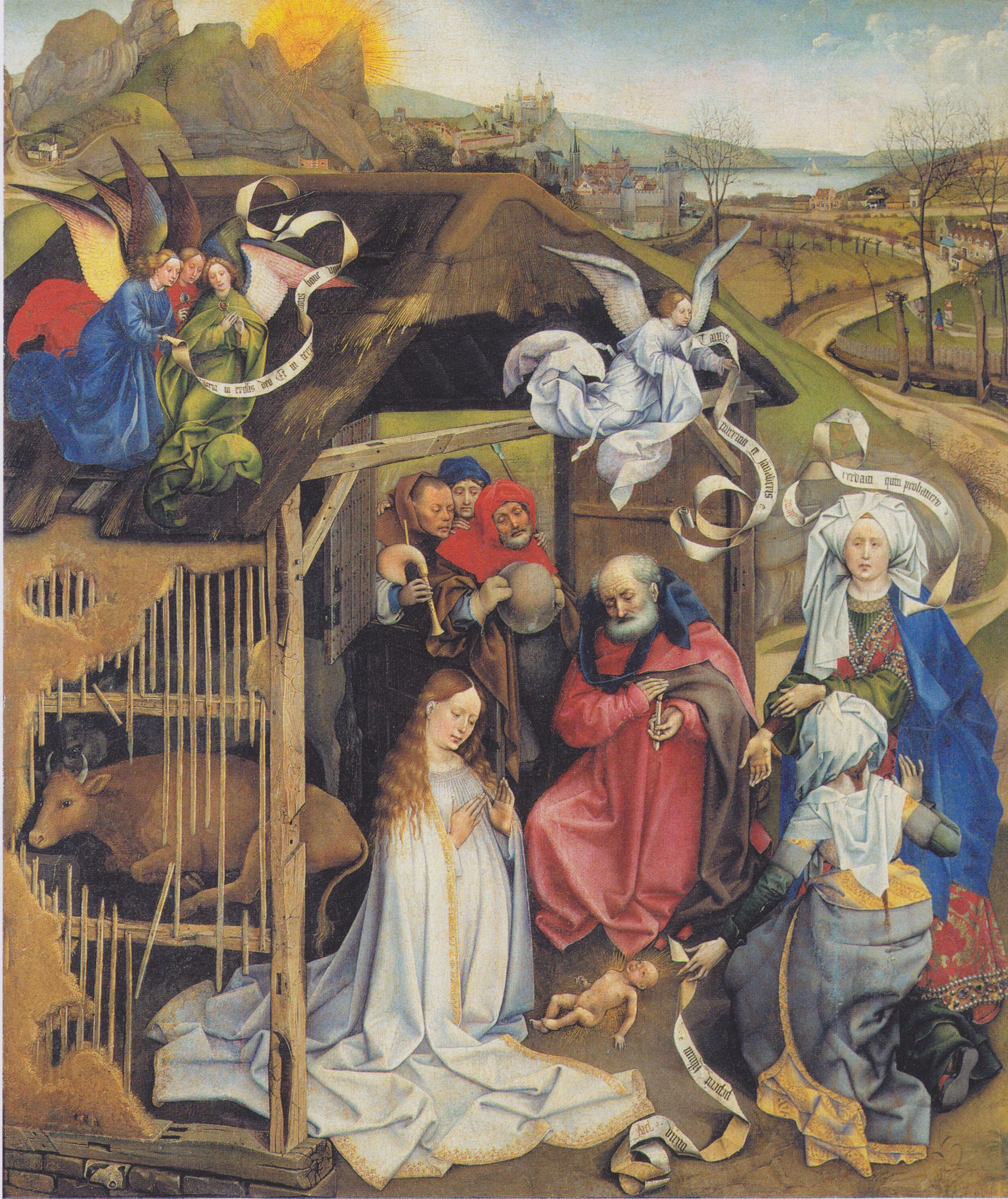
Roberto Campin, ca. 1420
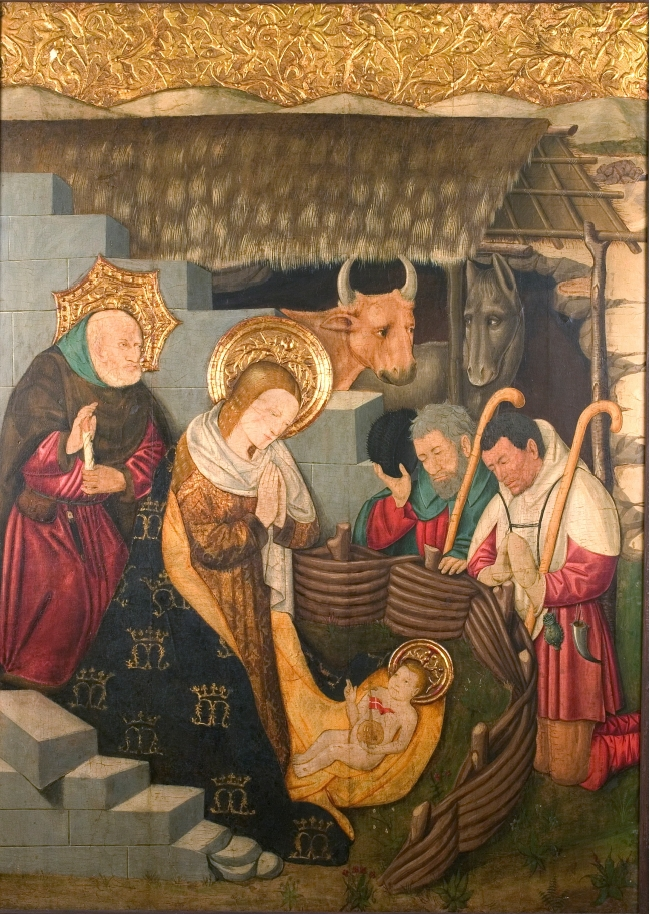
Retablo de Peralta de la Sal, de Jaume Ferrer II y Pedro García de Benavarre, ca. 1450.
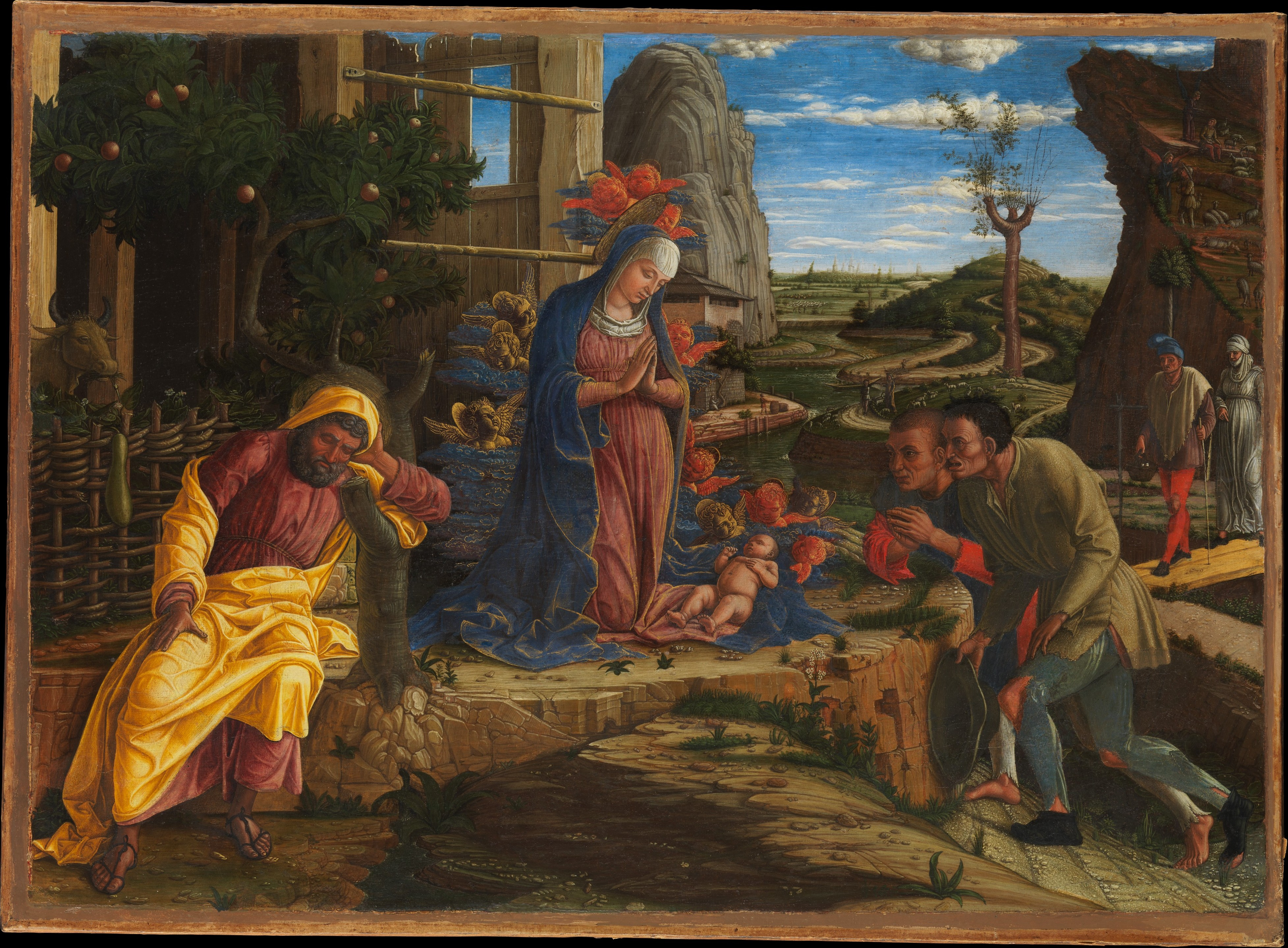
Andrea Mantegna, 1451-1453.
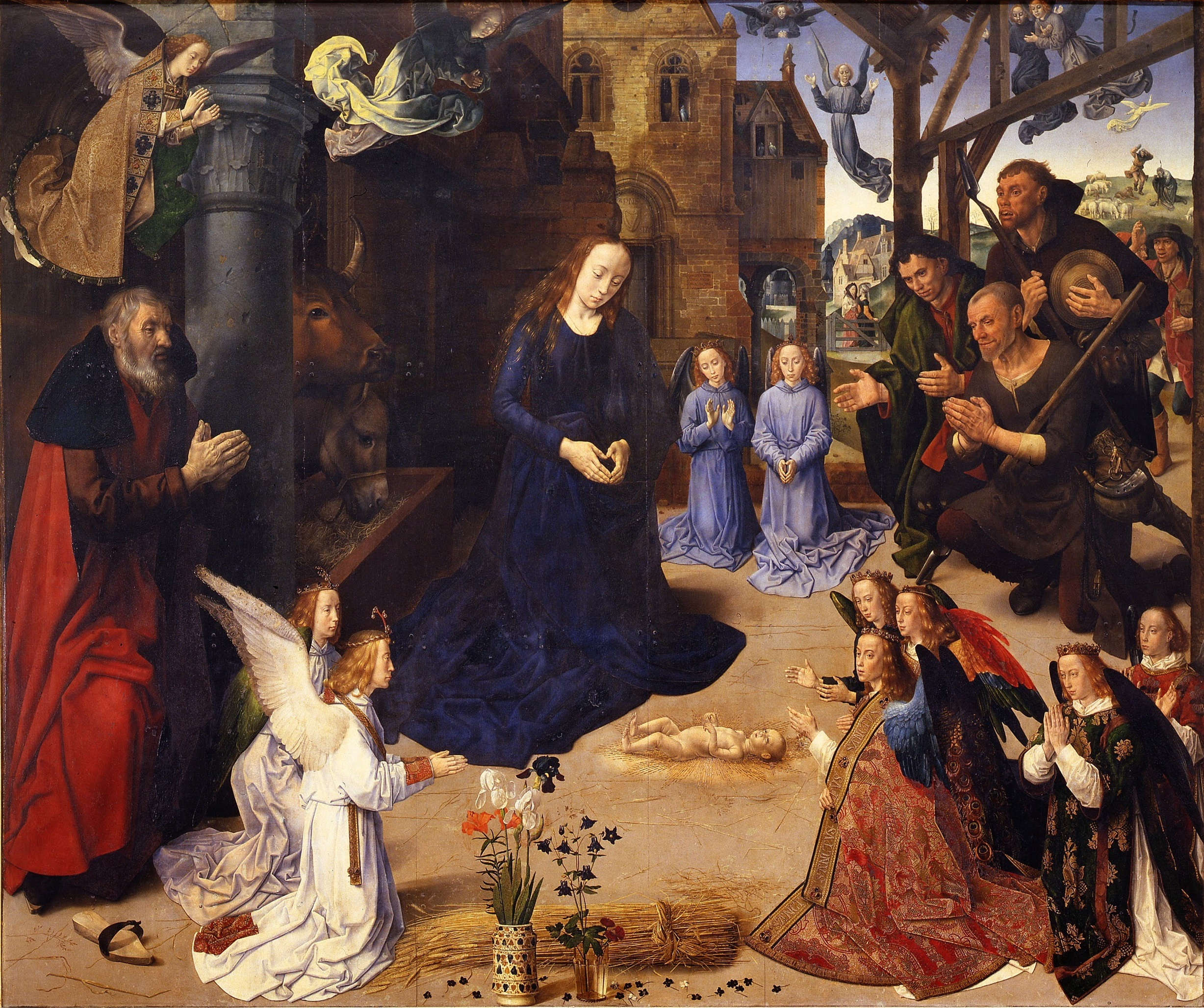
La tabla central del Tríptico Portinari de Hugo van der Goes, 1476-1478, exportada de Flandes a Italia, tuvo gran impacto. El mismo autor tiene otra obra con el mismo tema: Adoración de los pastores (Hugo van der Goes), 1480.
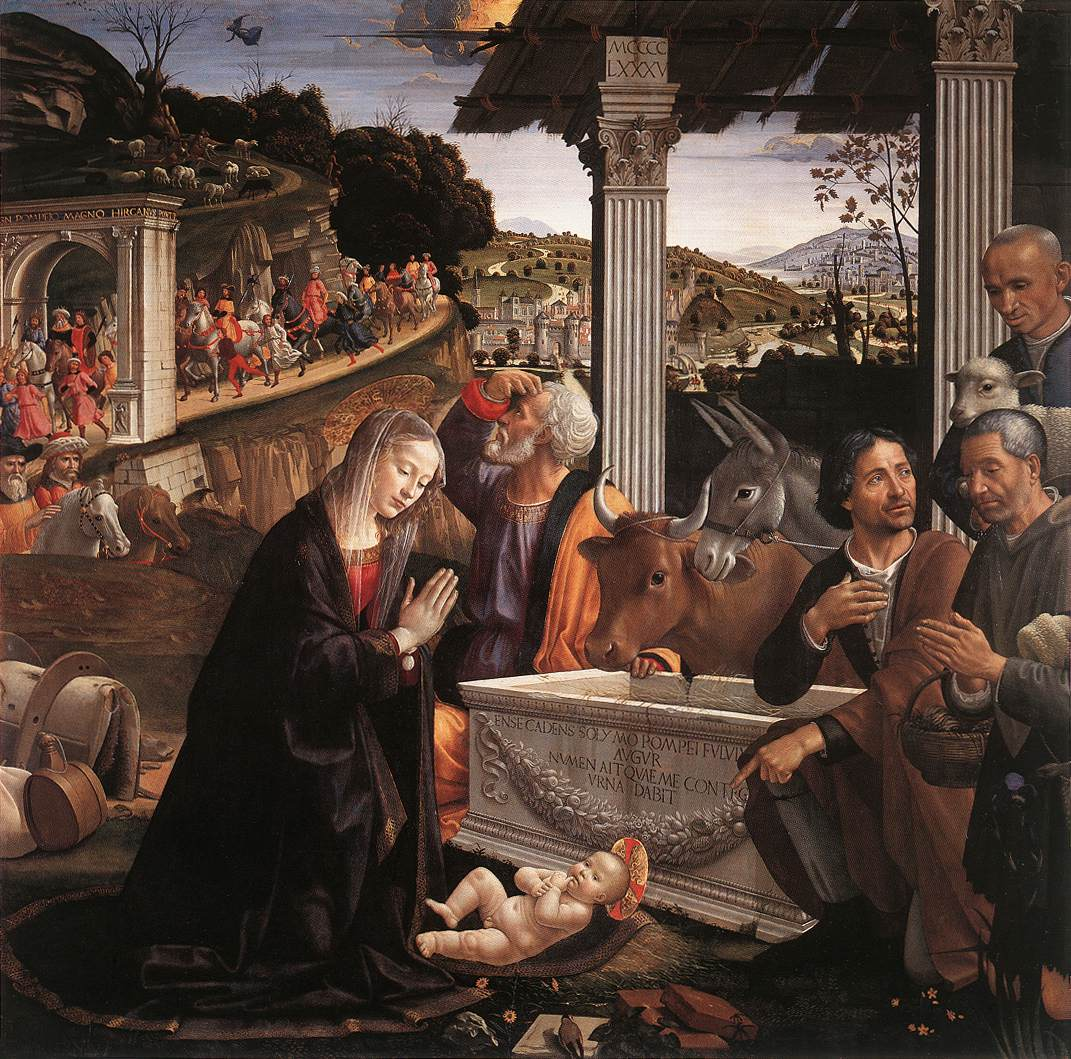
Domenico Ghirlandaio, 1485, pintado para la Capilla Sassetti[15] de la iglesia de la Santa Trinidad de Florencia. Se refleja la influencia que tuvo en Italia la llegada del Tríptico Portinari.
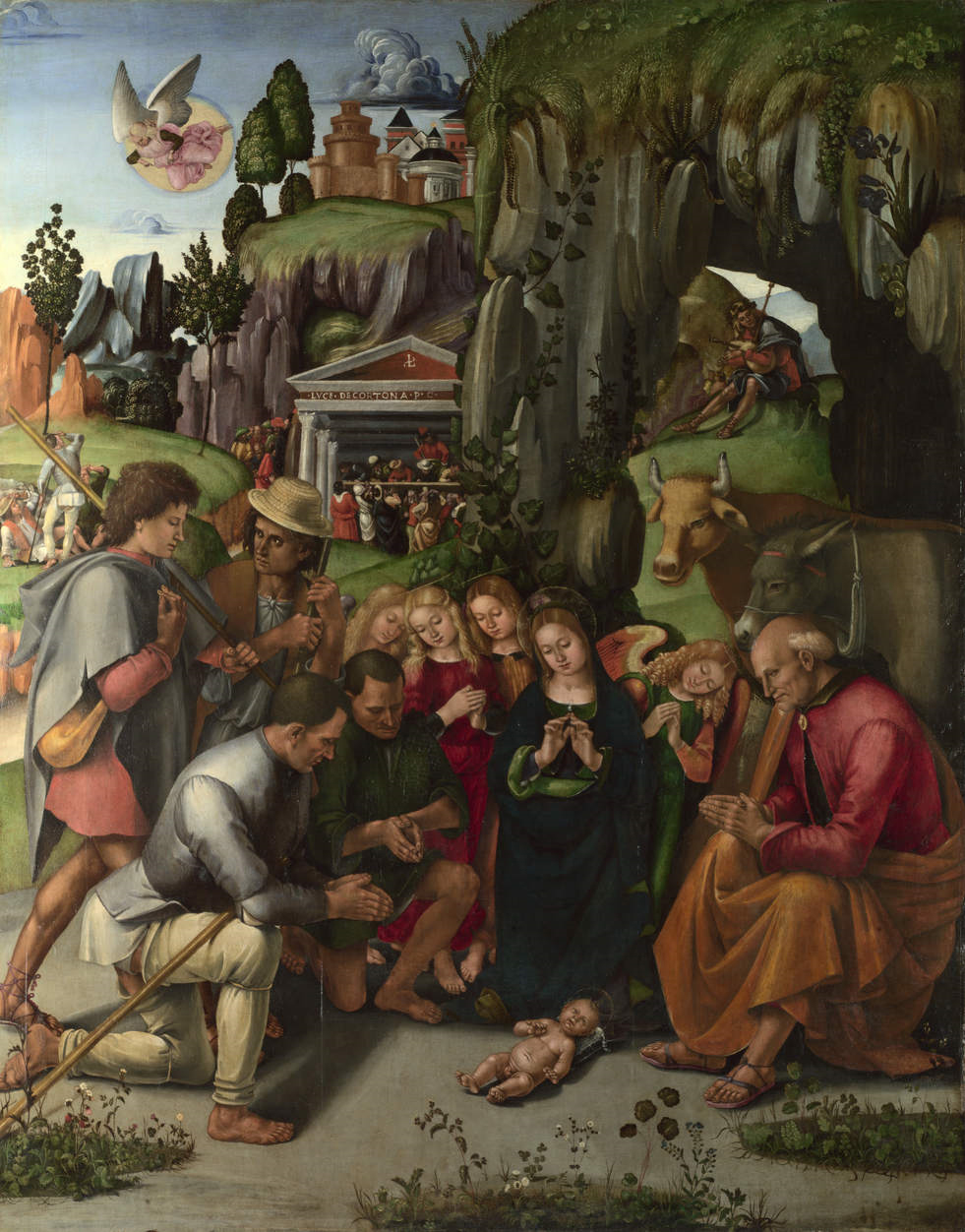
Luca Signorelli, ca. 1496.
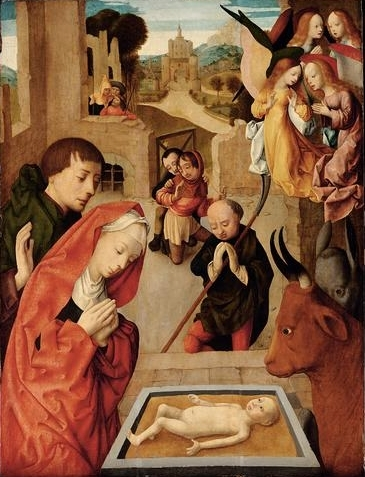
Maestro de la Virgo inter Virgines, ca. 1500.

A finales del XV y comienzos del siglo XVI, Perugino, muy interesado por el tema de la Adoración del Niño, lo pintó en numerosas ocasiones, varias de las cuales representan la Adoración de los pastores. Entre las que se conservan están las de la colección Albani-Torlonia de Roma, el Collegio del Cambio, de Perugia, la iglesia-museo de San Francesco de Montefalco el Victoria and Albert Museum, el Art Institute of Chicago y la Galleria Nazionale dell'Umbria.

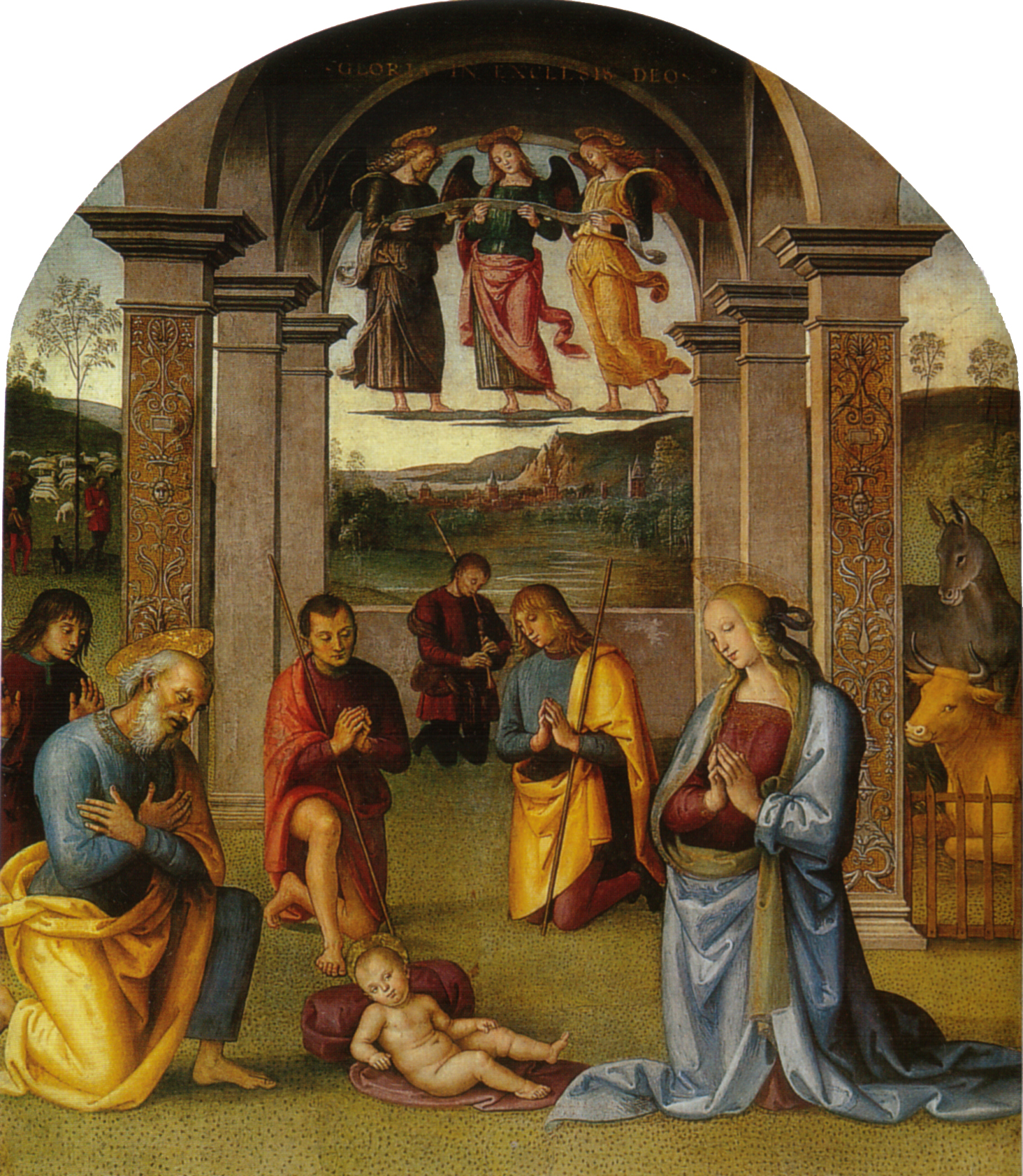
Fresco, ca. 1496-1500, Sala delle Udienze del Collegio del Cambio,[22] Perugia.
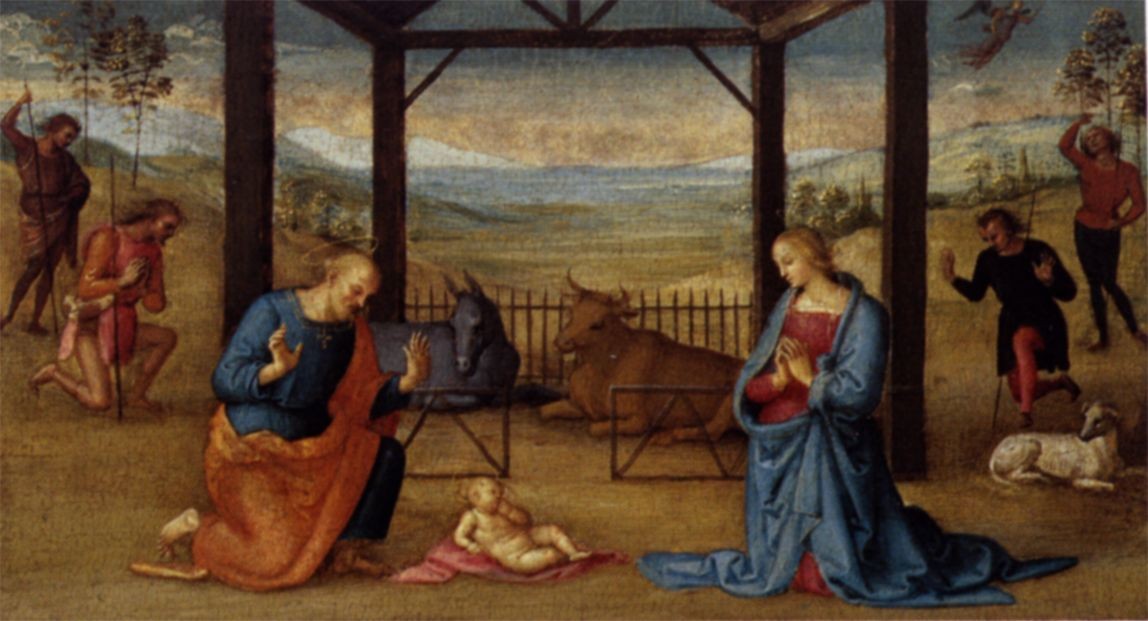
Temple sobre tabla, ca. 1500-1505, Art Institute de Chicago. Junto con otras tres tablas, conformaba la predela de un retablo.
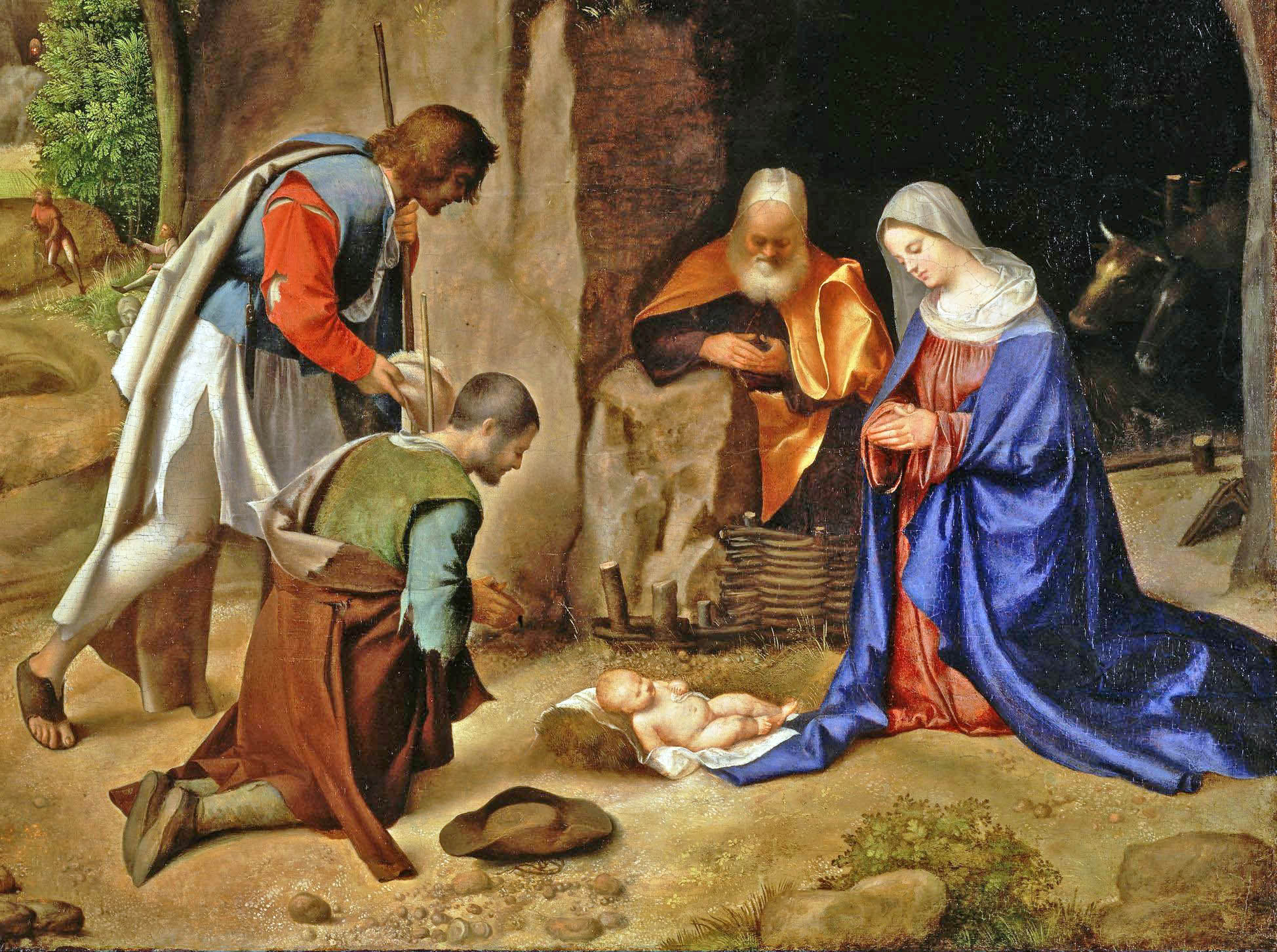
Óleo sobre tabla, ca. 1505-1510, La adoración de los pastores o Natividad Allendale, Galería Nacional de Arte de Washington D. C.
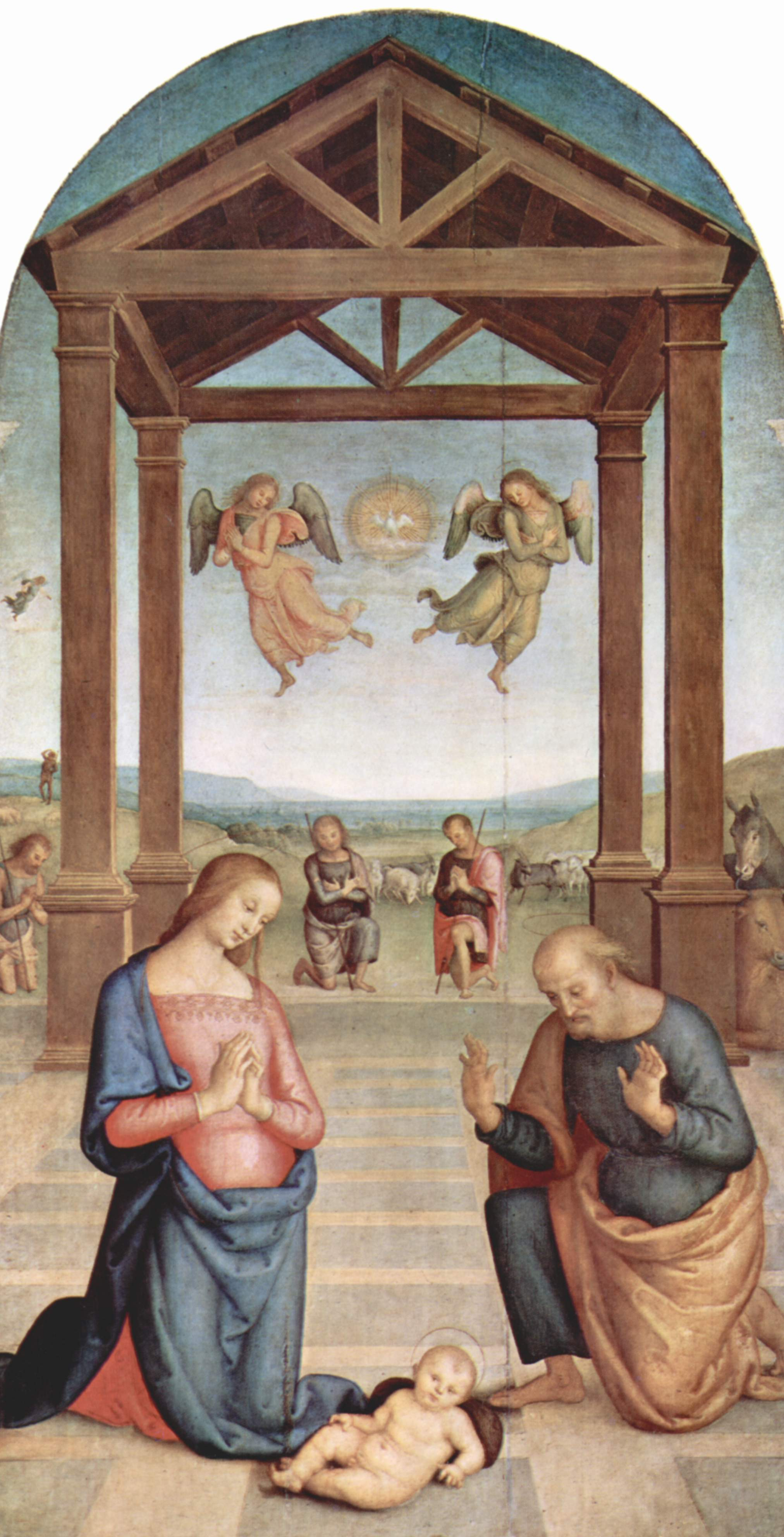
Retablo de San Agustín, 1506-1510, actualmente en la Galleria Nazionale dell'Umbria.
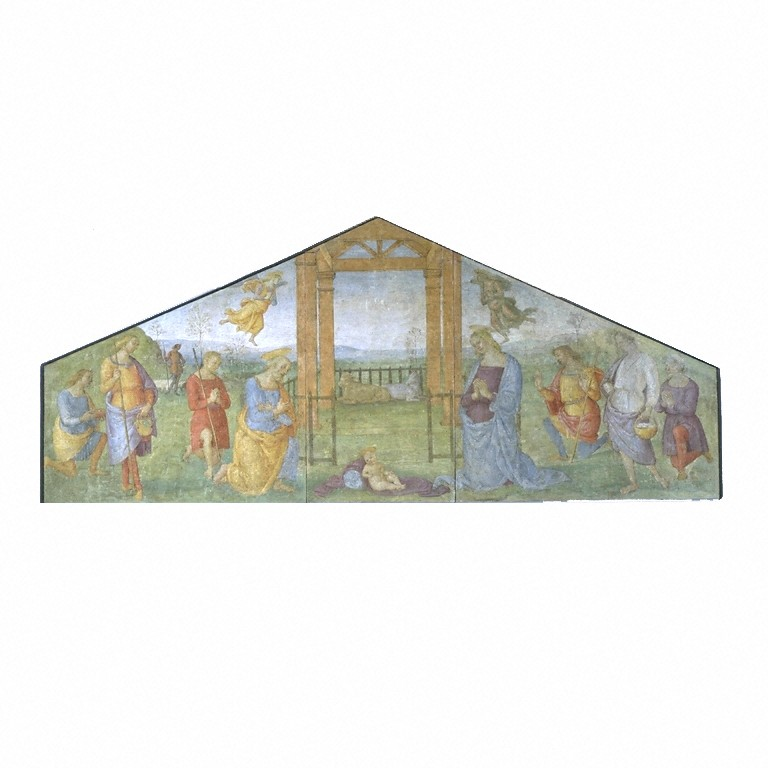
Fresco, Santa Maria dell'Annunziata de Fontignano,[25] 1522-1523. Se extrajo para su venta a mediados del siglo XIX y se exhibe actualmente en el Victoria and Albert Museum de Londres). Es una de sus últimas obras.
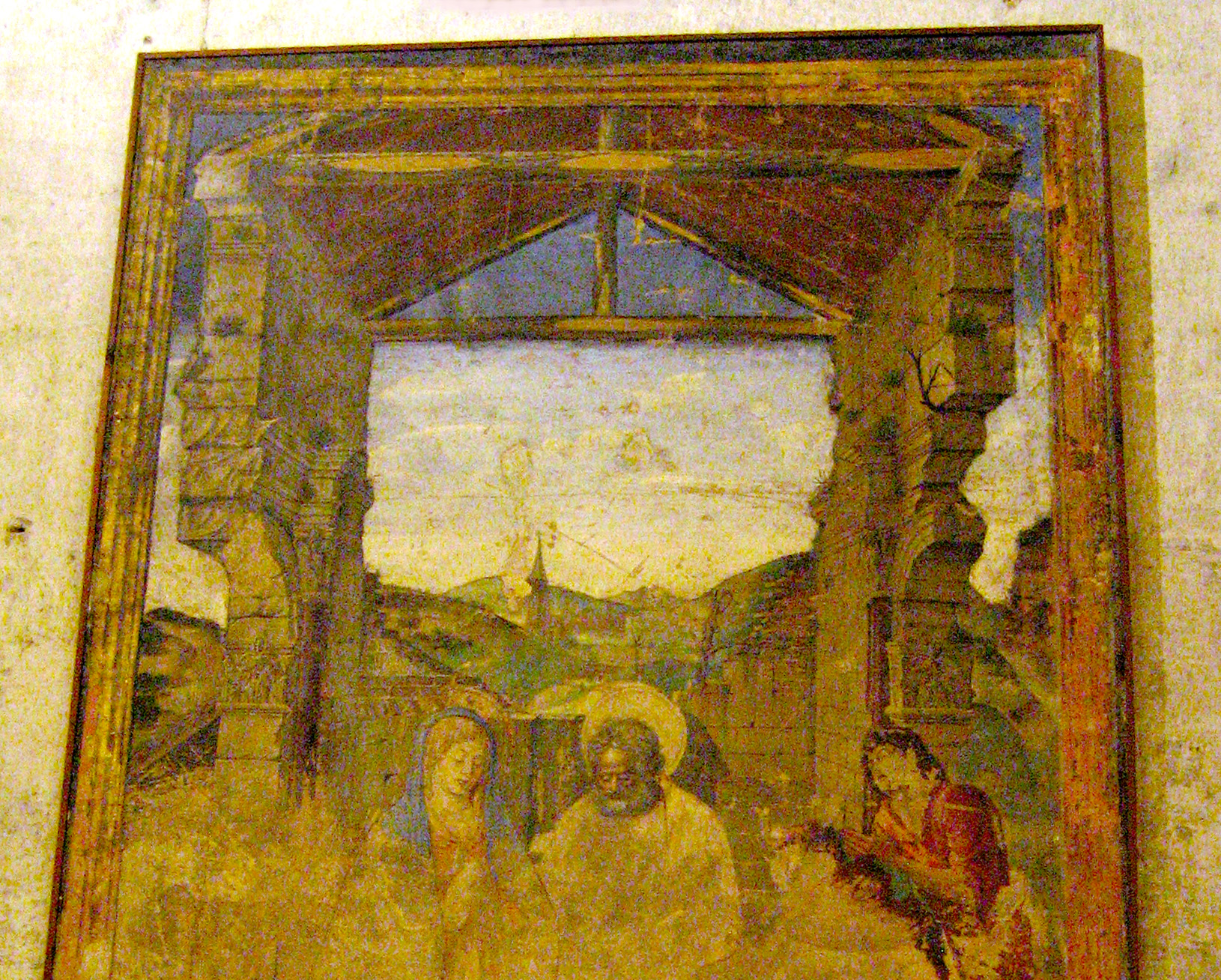
Compárese el entorno arquitectónico que caracteriza las Adoraciones de Perugino con el del fresco del mismo tema de Paolo de San Leocadio en la catedral de Valencia, fechable en 1472.
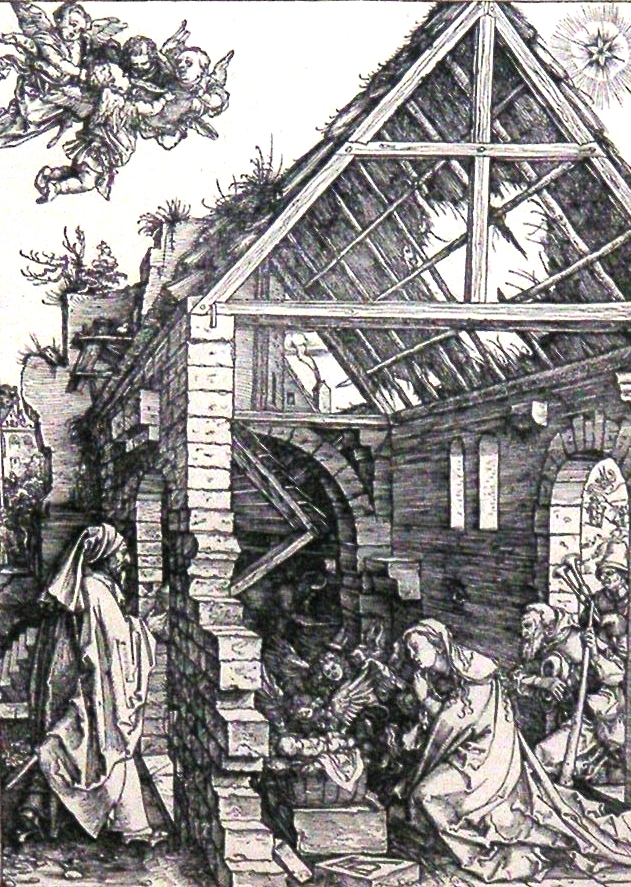
Compárese con el grabado de Alberto Durero, 1511.

Renacimiento pleno y Manierismo:

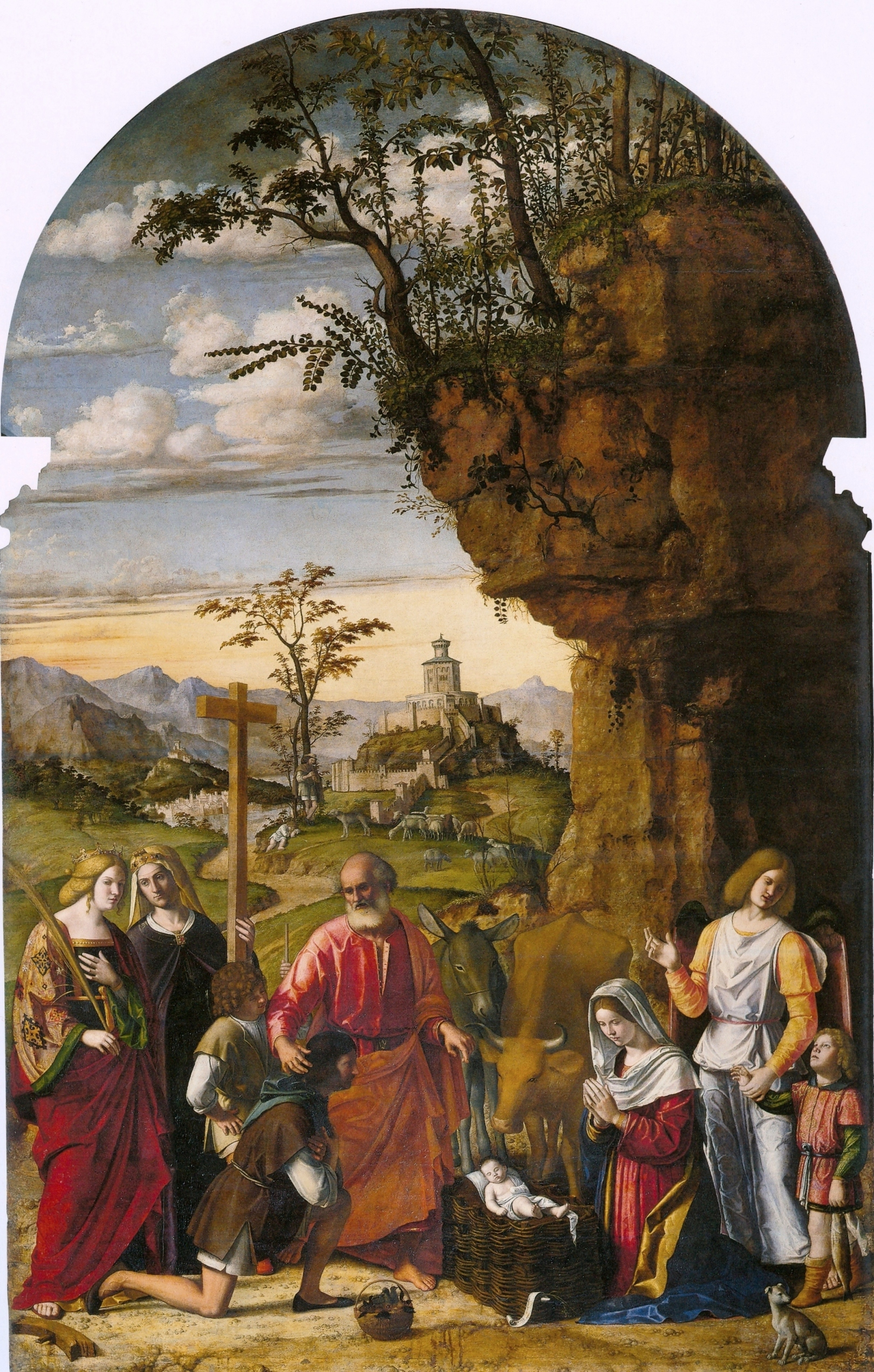
Cima da Conegliano, 1508.
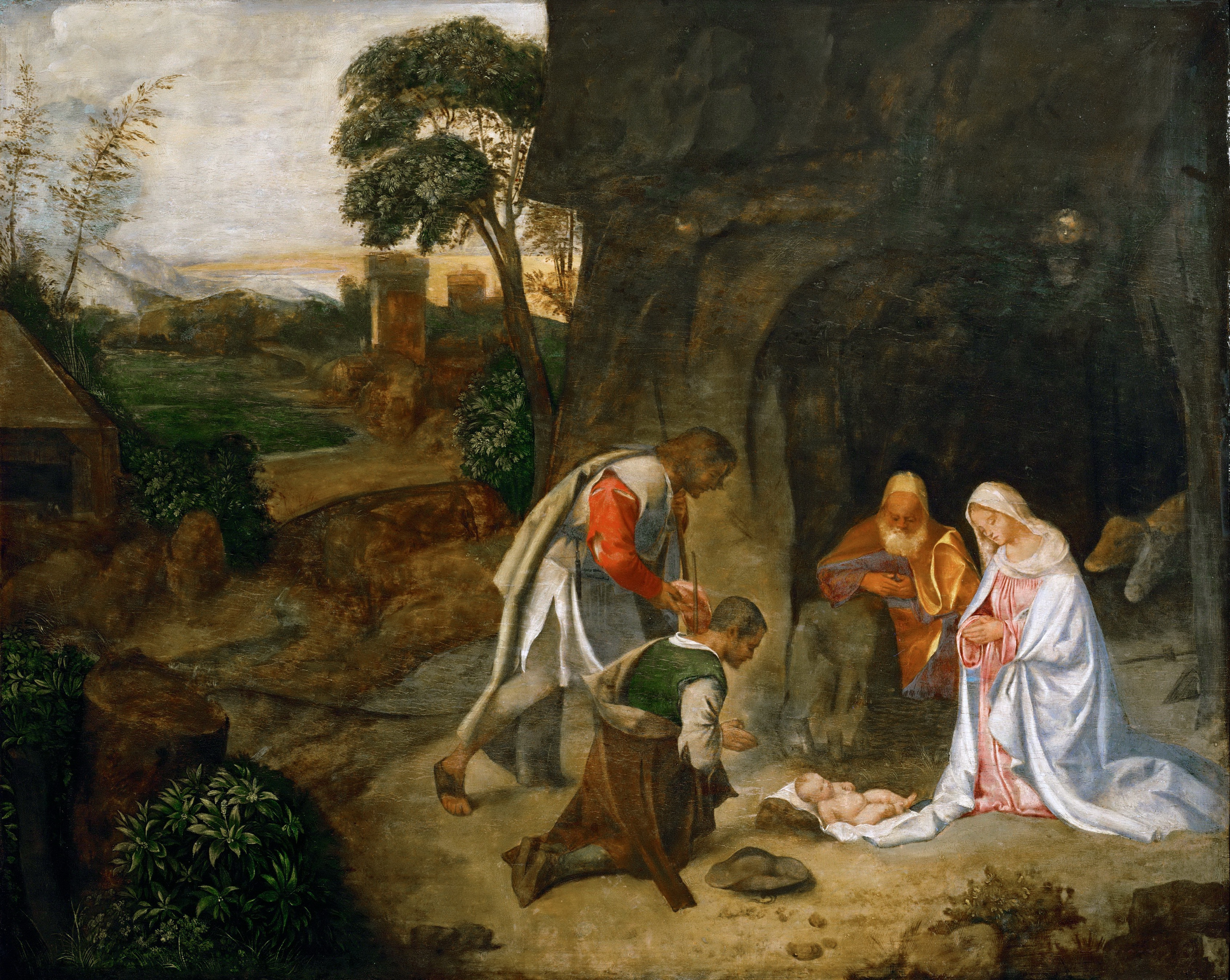
Giorgione, ca. 1510.
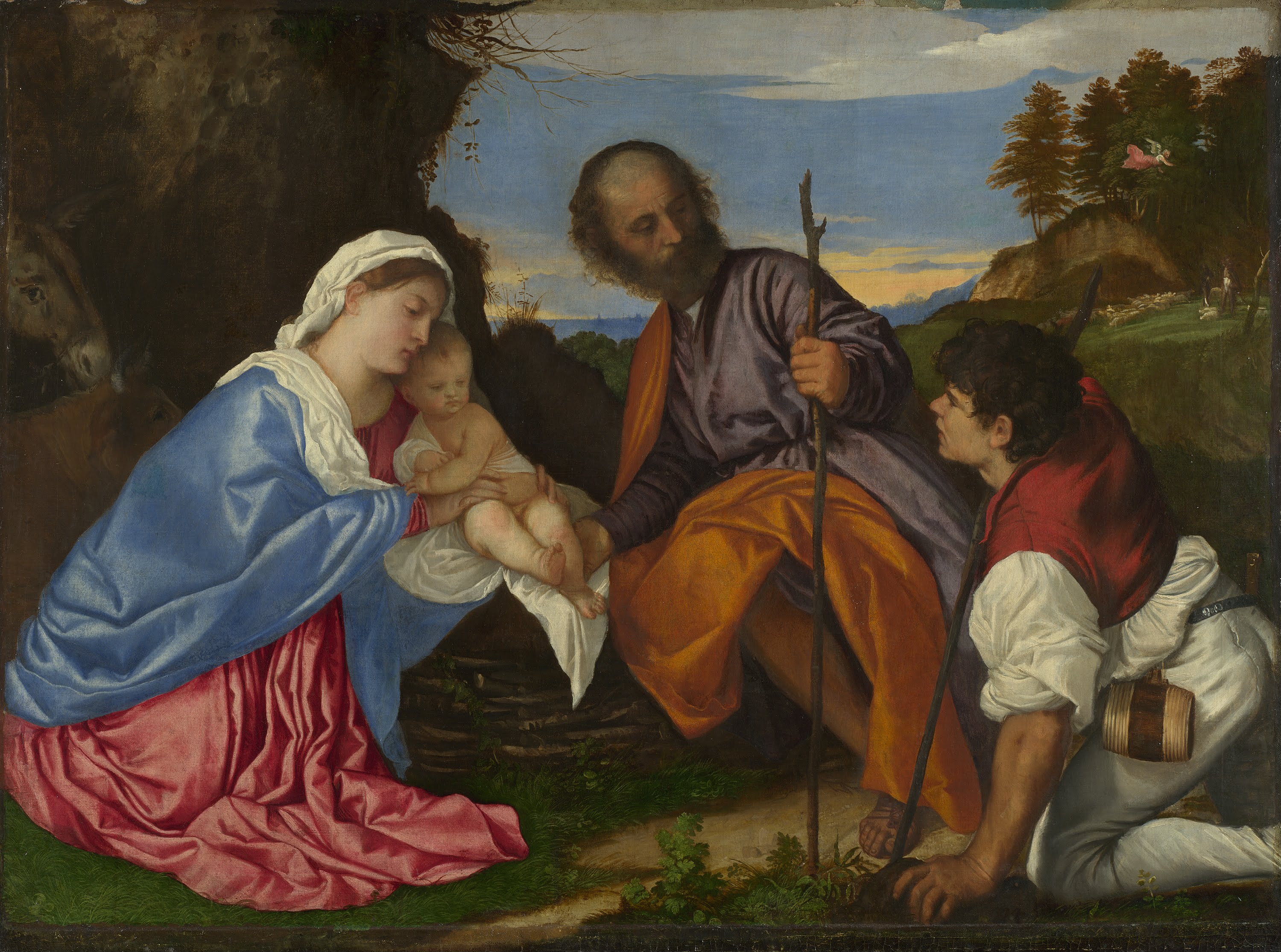
Tiziano, ca. 1510.[28] También se conserva un dibujo de 1570.
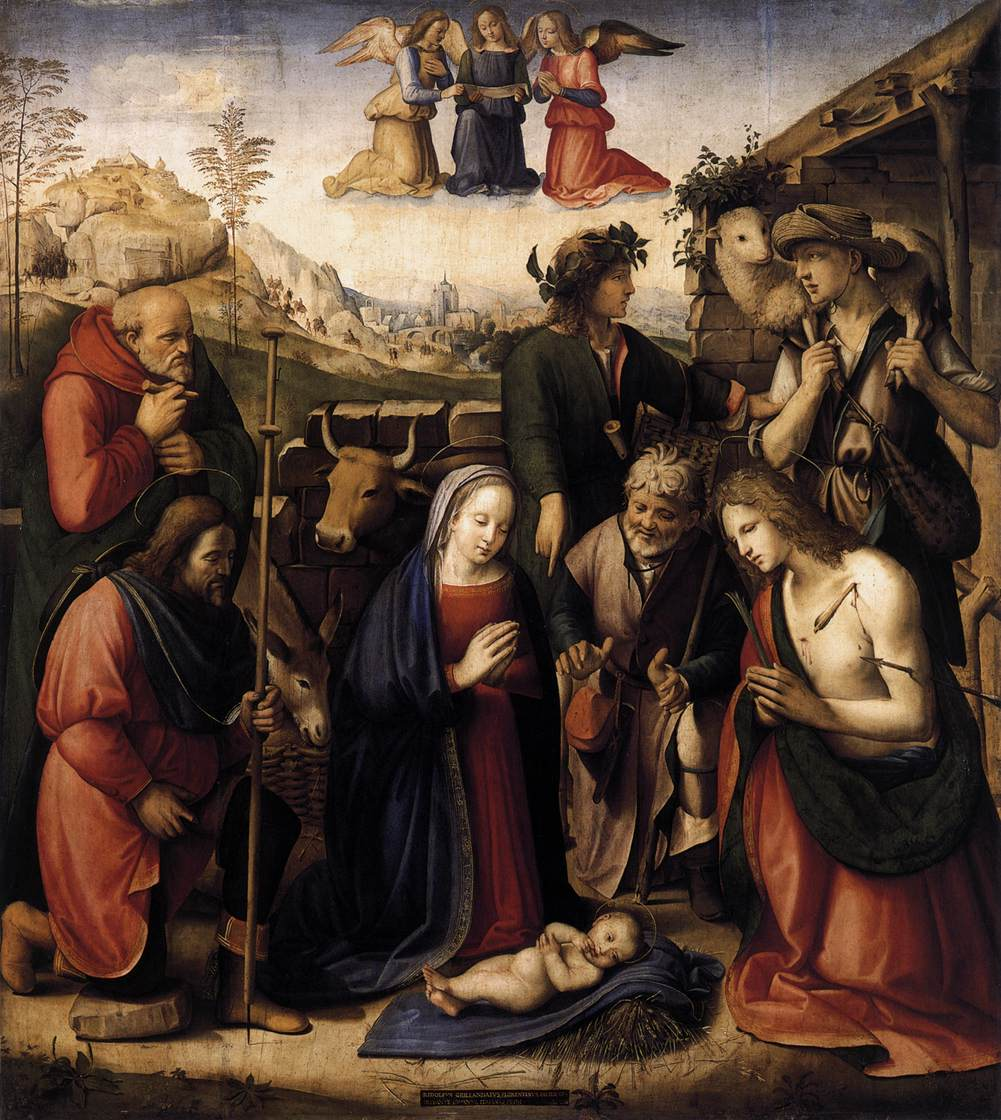
Ridolfo Ghirlandaio, 1510. No debe confundirse con Domenico, su padre.
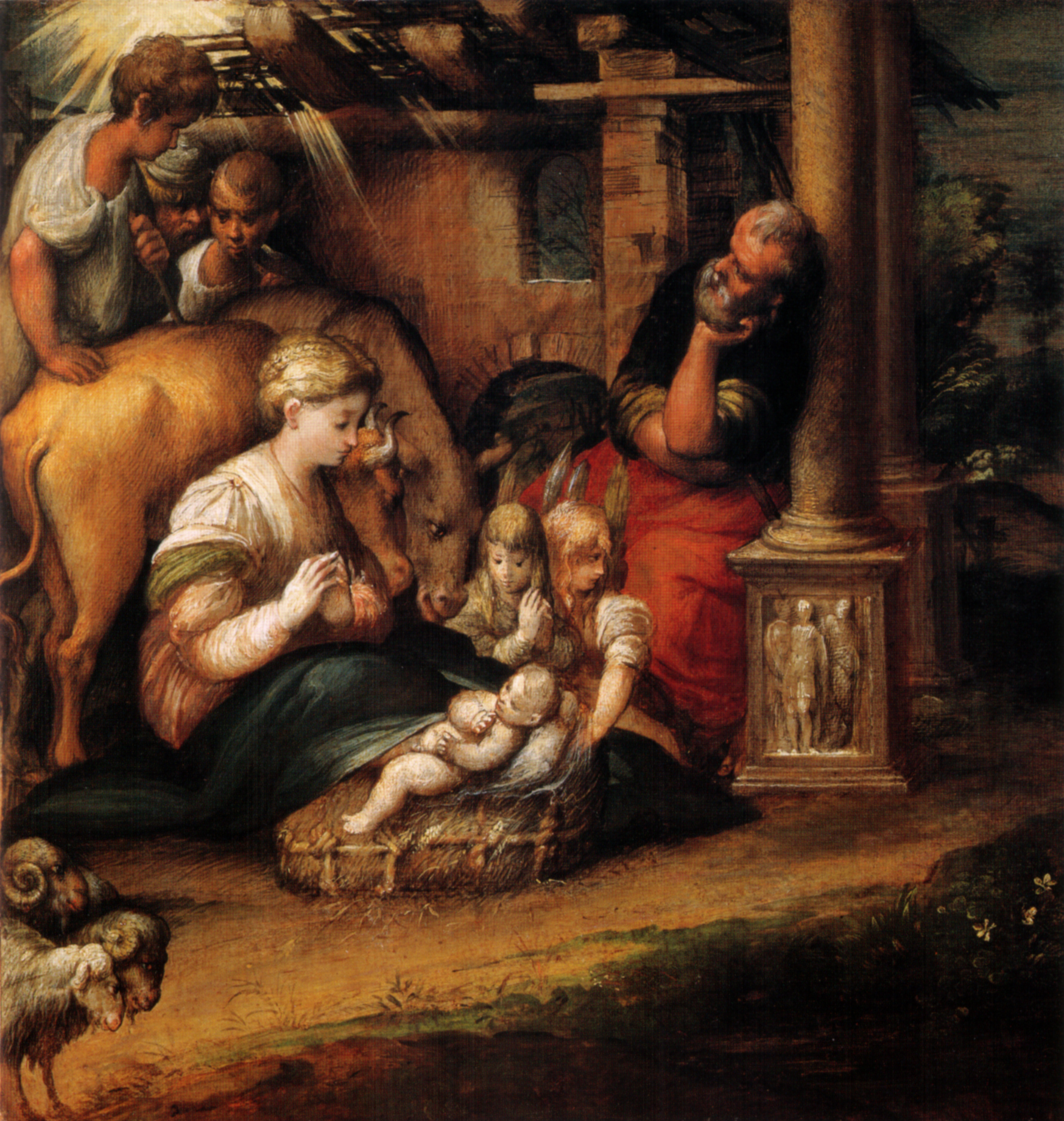
Parmigianino, ca. 1521.
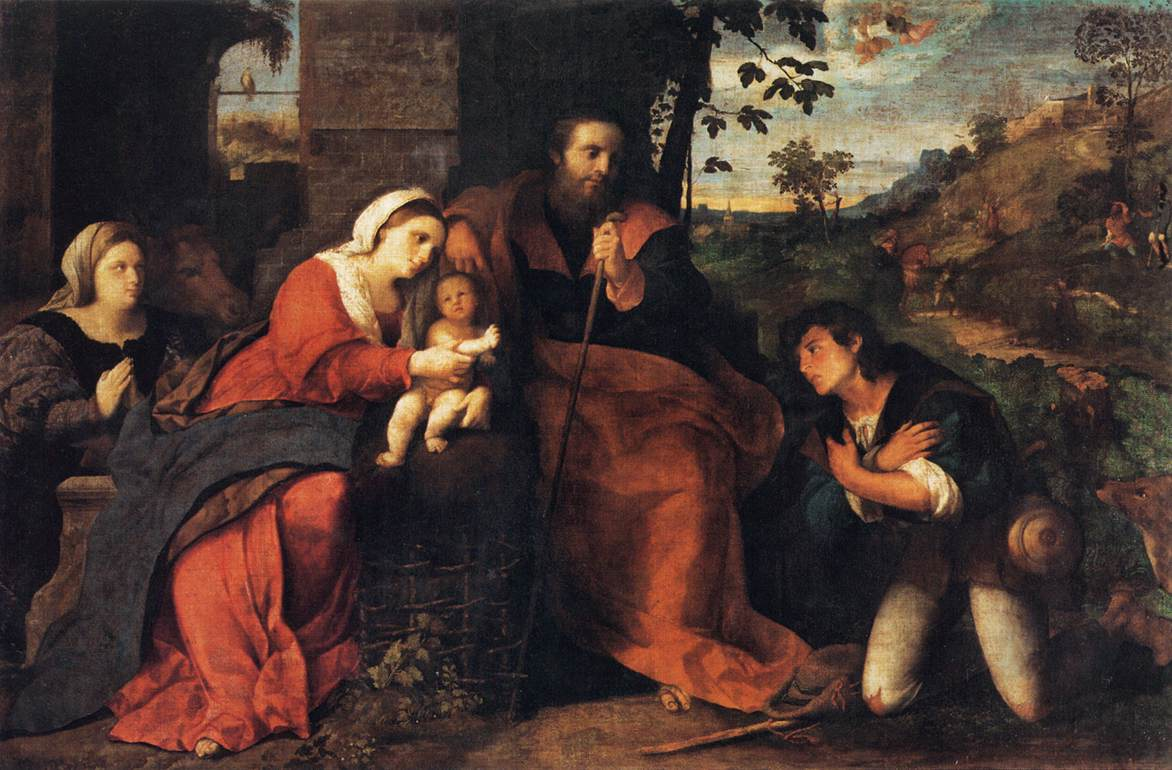
Palma el Viejo, ca. 1523.
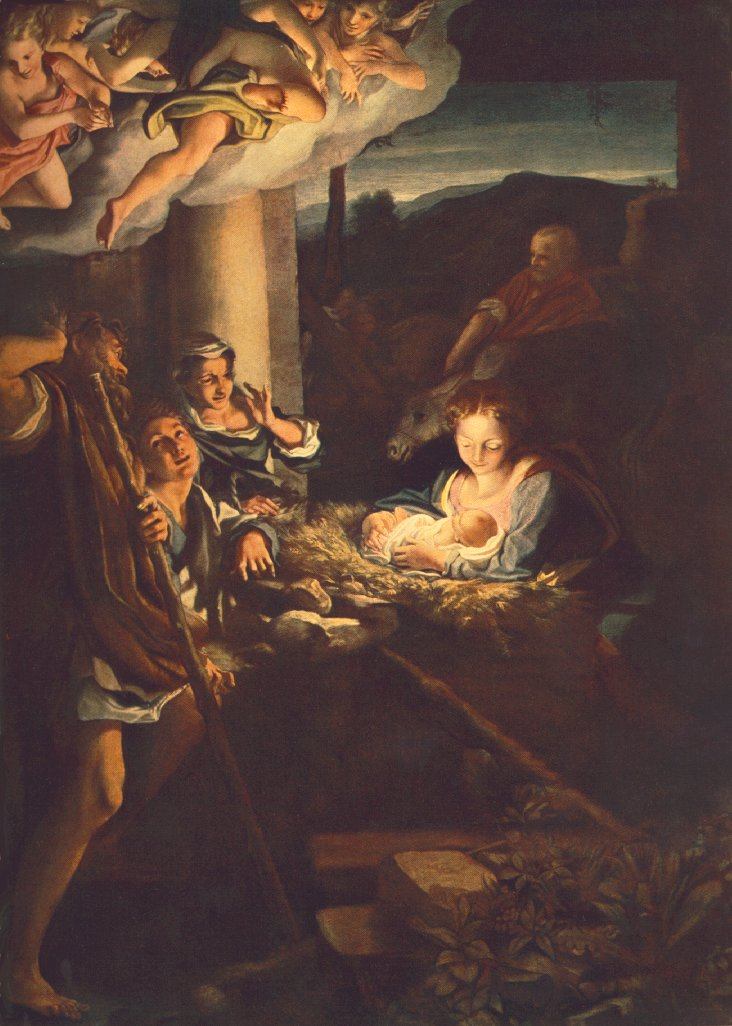
Adoración de los pastores (Correggio), ca. 1530.
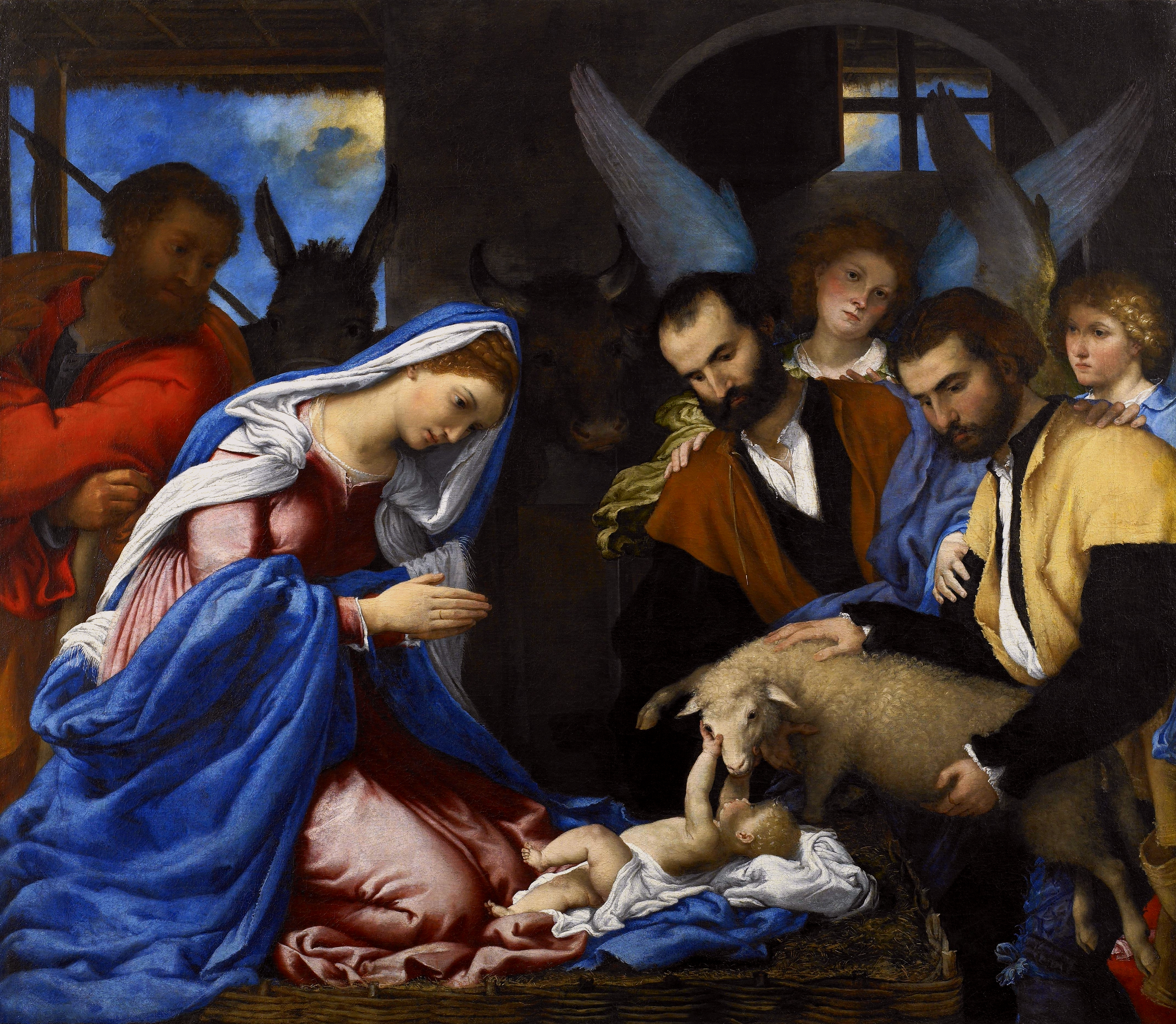
Lorenzo Lotto, ca. 1534.
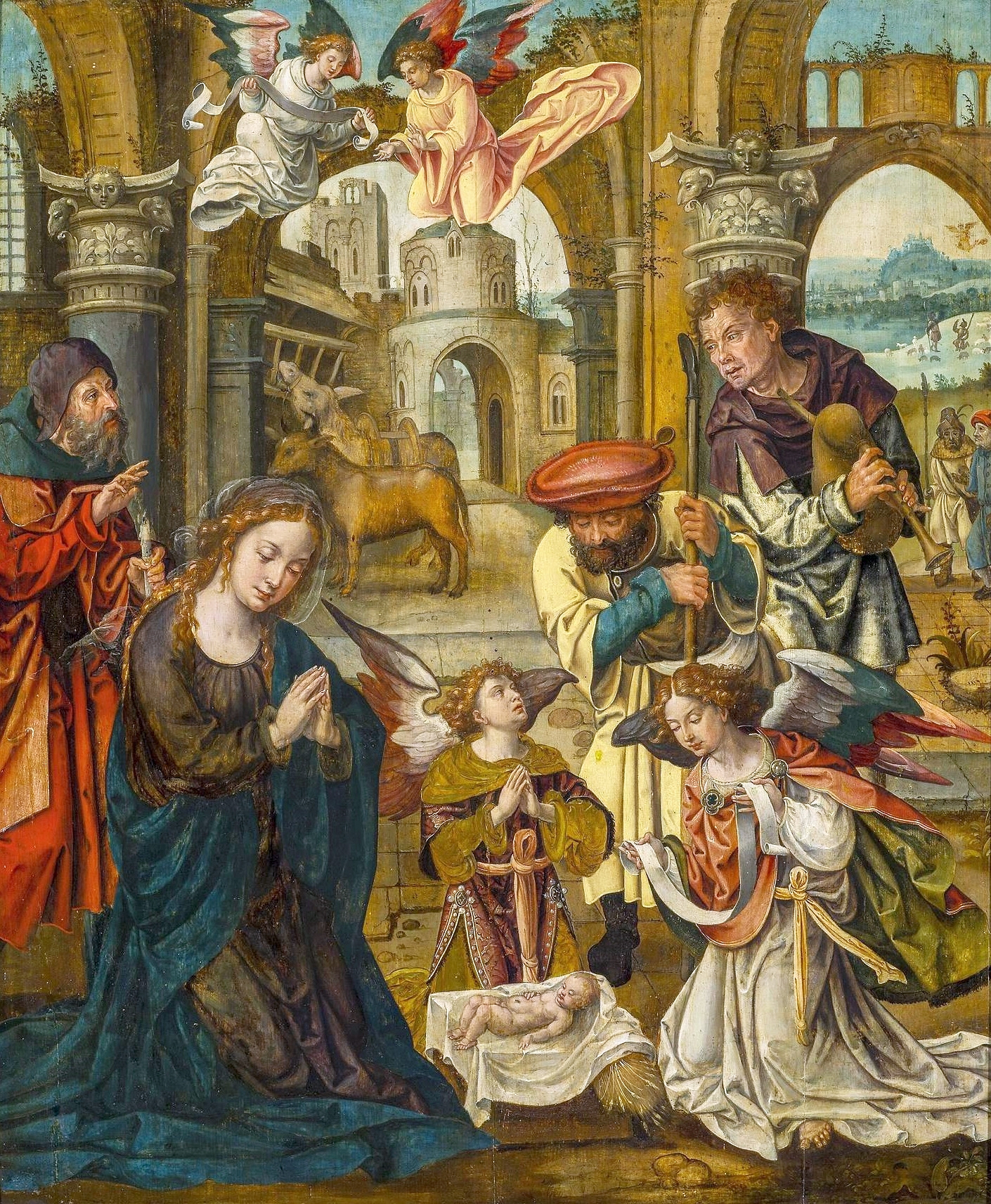
Pieter Coecke van Aelst, ca. 1540.
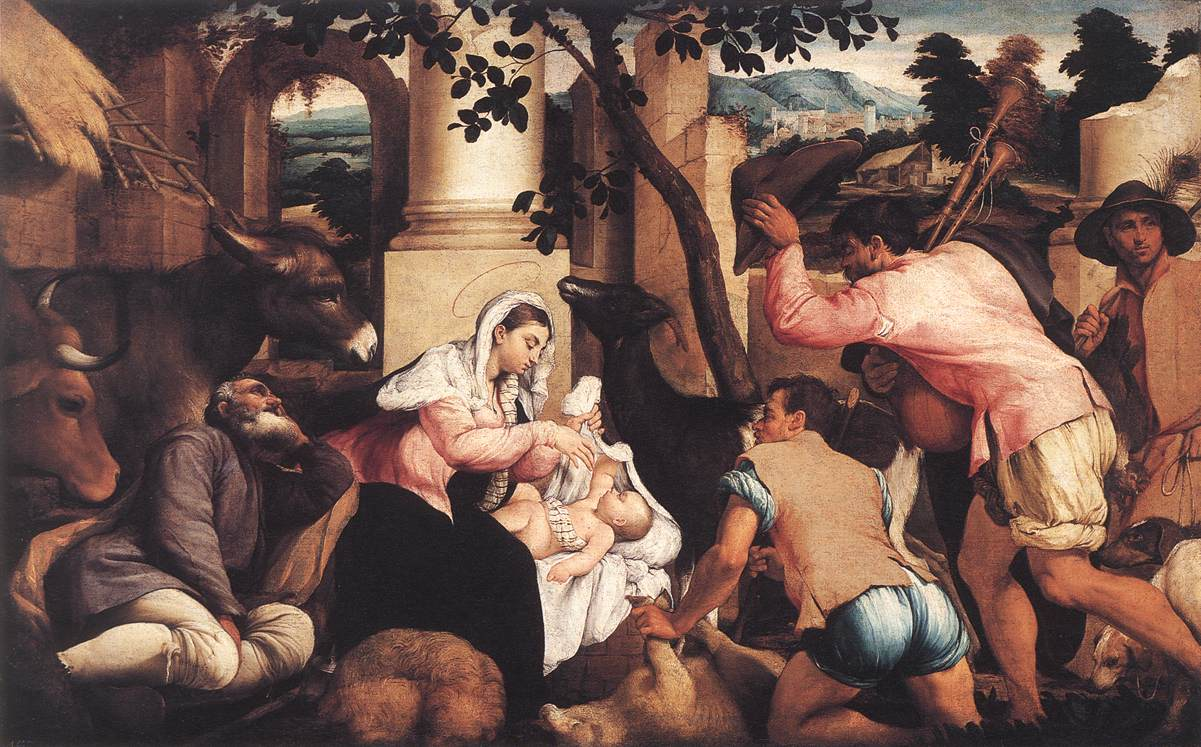
Jacopo da Ponte, ca. 1545.
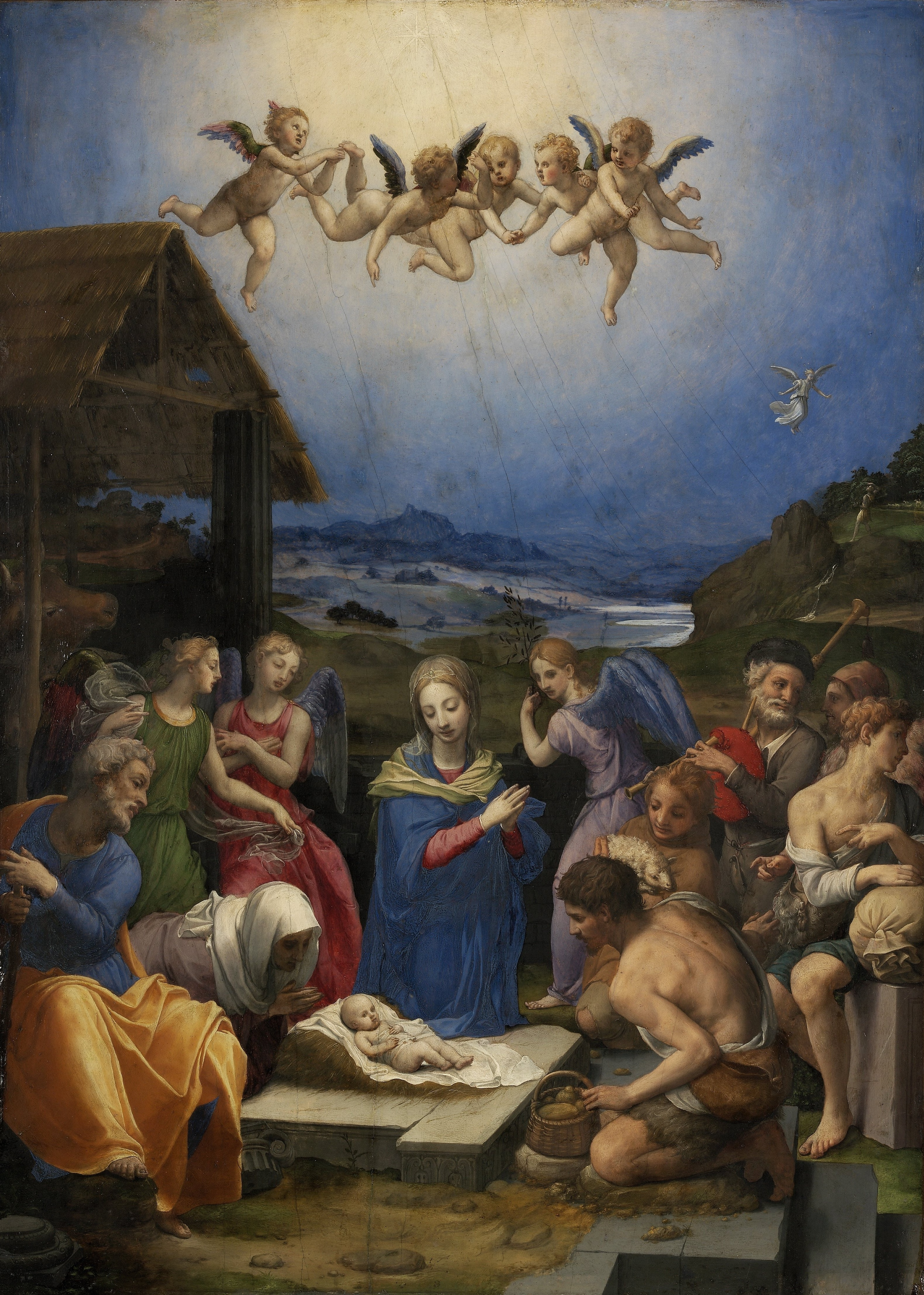
Bronzino, ca. 1547.
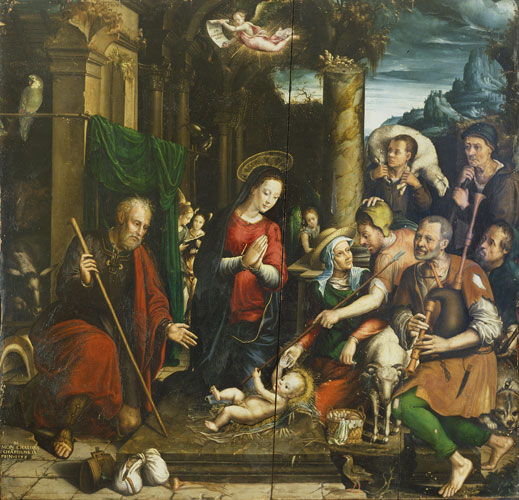
Simon de Châlons, ca. 1548.
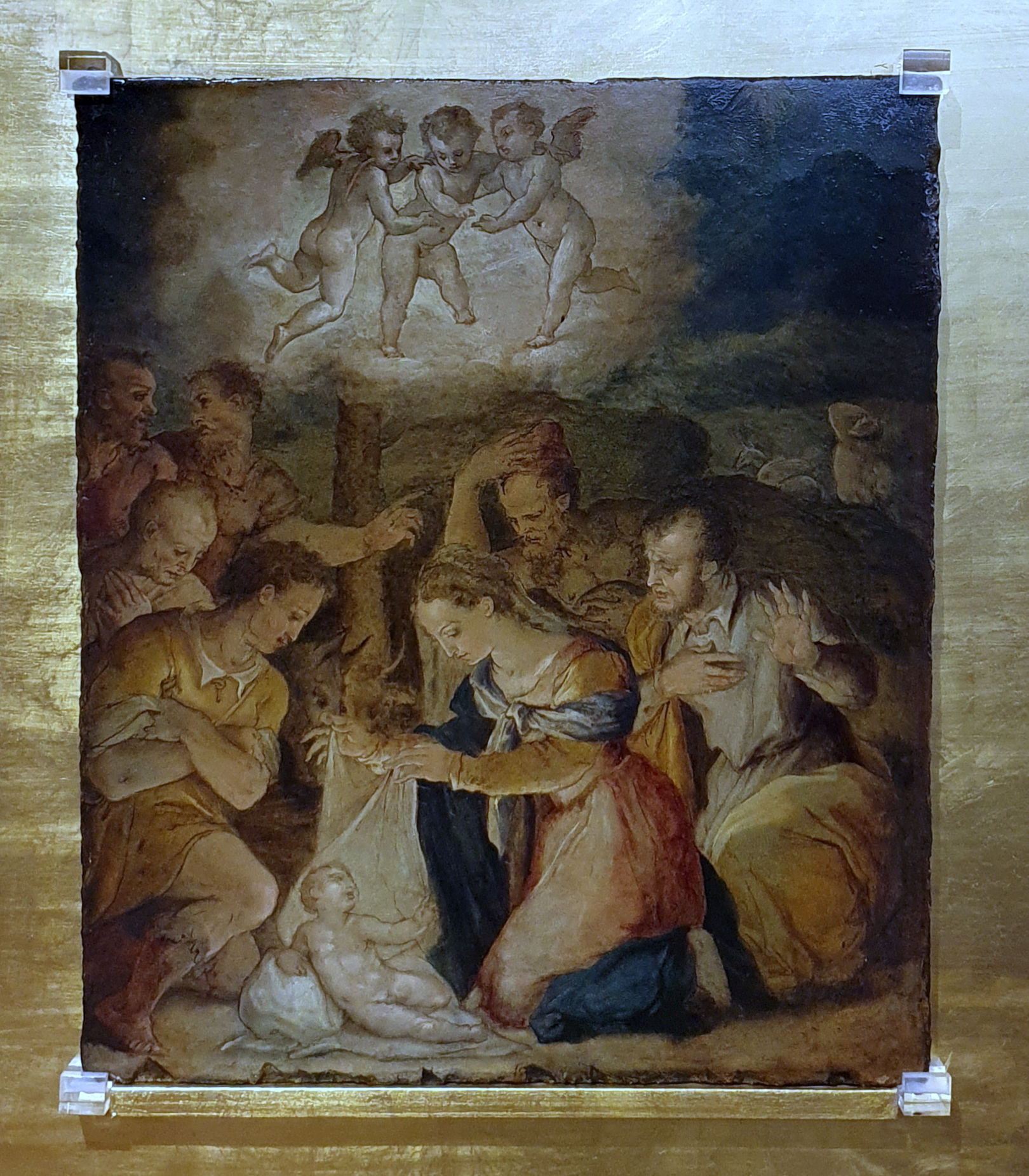
Vasari, ca. 1554.

En última parte del periodo manierista, a finales del siglo XVI y comienzos del siglo XVII, es de destacar el tratamiento innovador que dan al tema dos pintores que se enfrentaron a él en varias ocasiones cada uno: Veronés y El Greco. Ambos optan por alterar el punto de vista, situándolo en contrapicado, aunque la deformación de las obras del Greco es todavía más compleja.

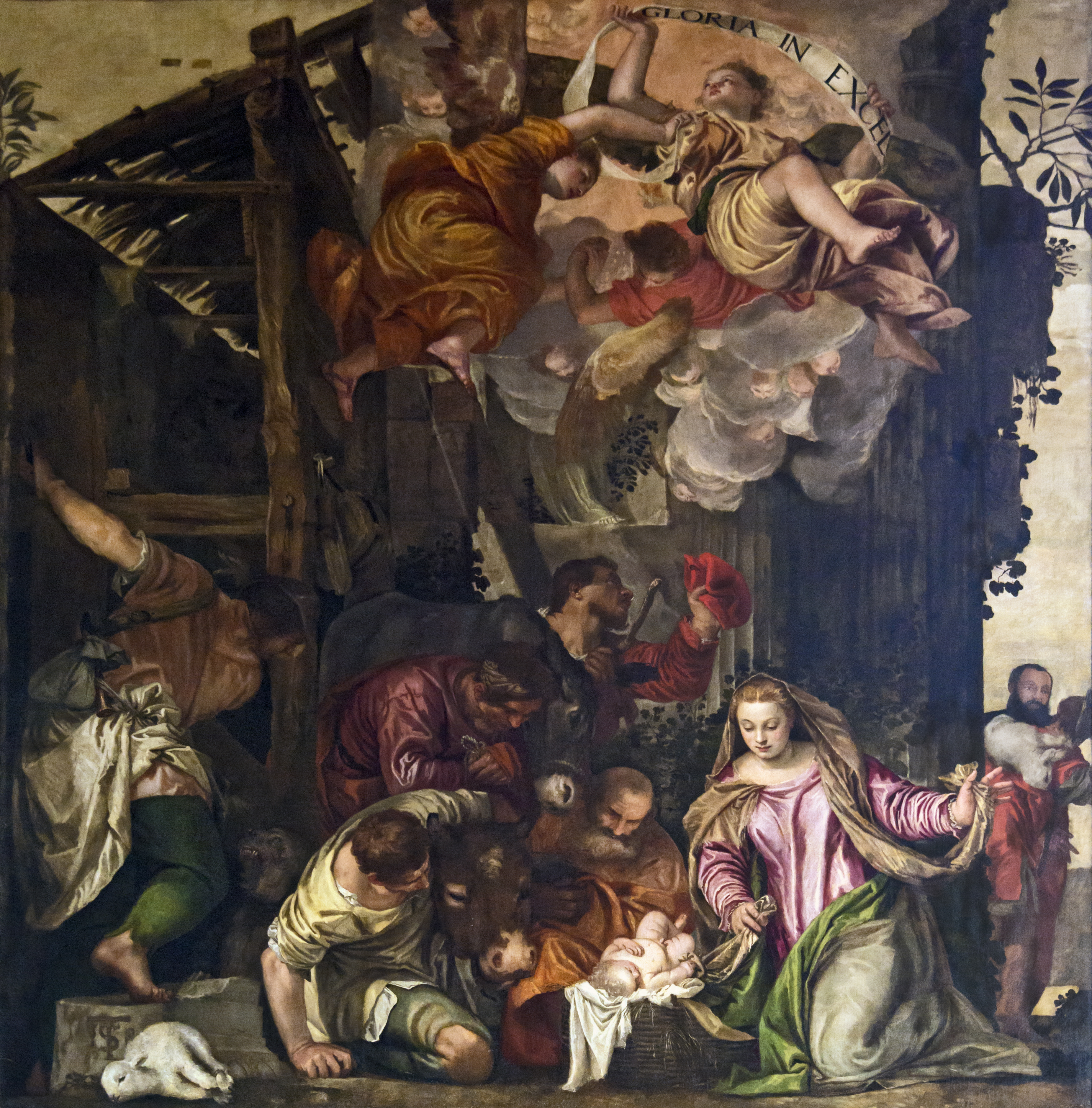
Veronés, basílica de San Juan y San Pablo (Venecia), 1557.
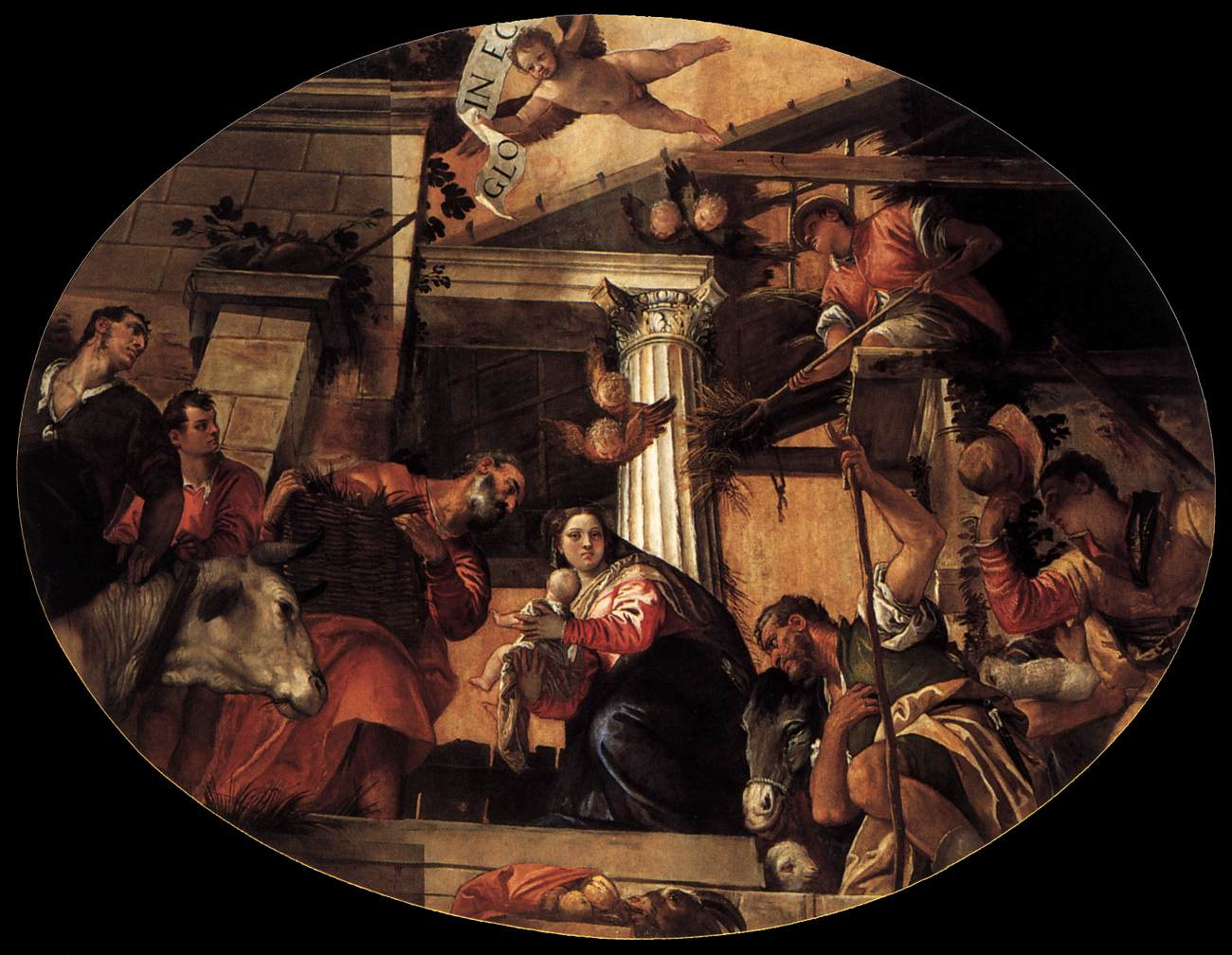
Veronés, misma ubicación, 1558.
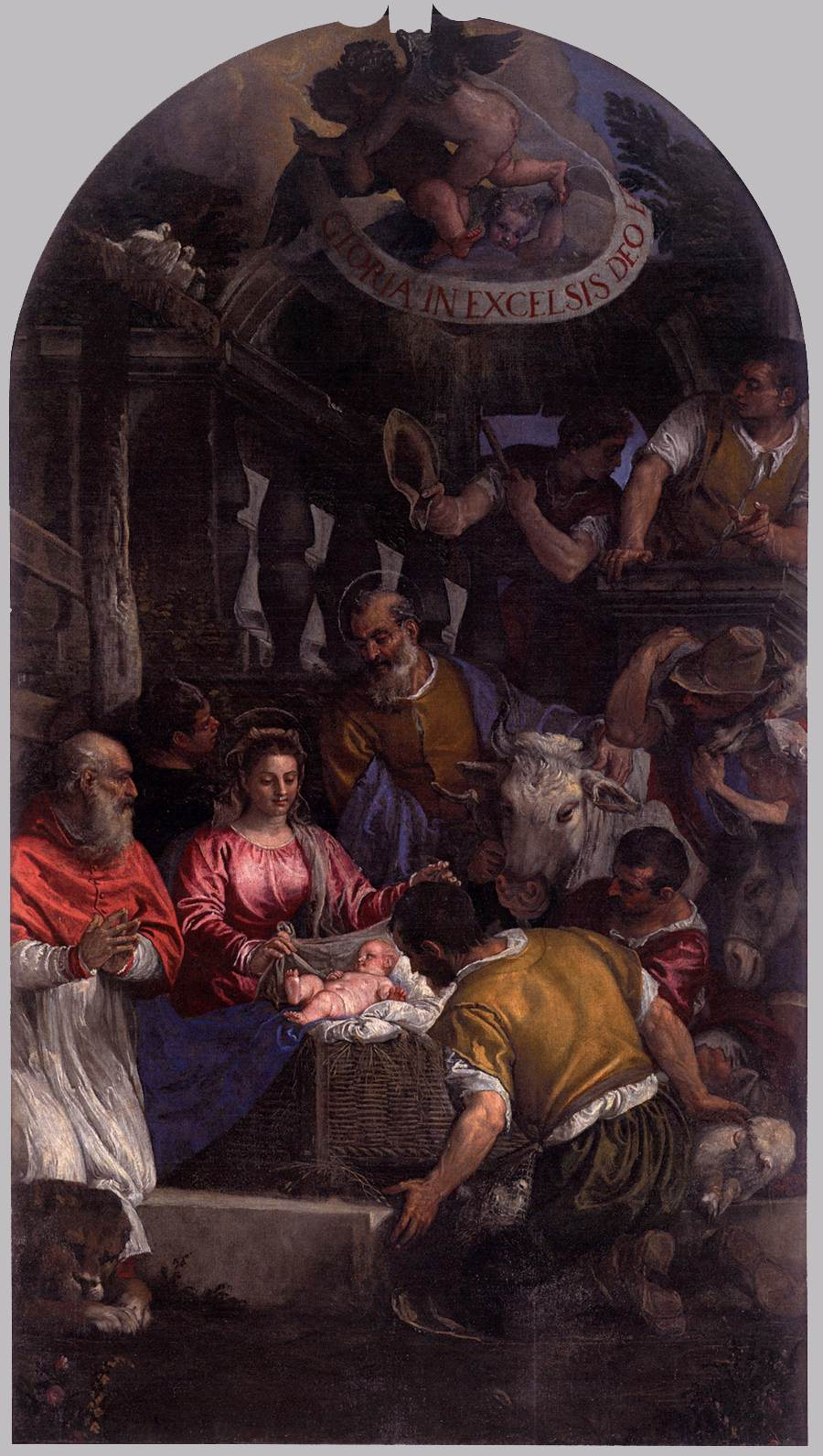
Veronés, Capella Grimani de la iglesia de Sant'Isepo o San Giuseppe di Castello[32] (Venecia), posterior a 1585.
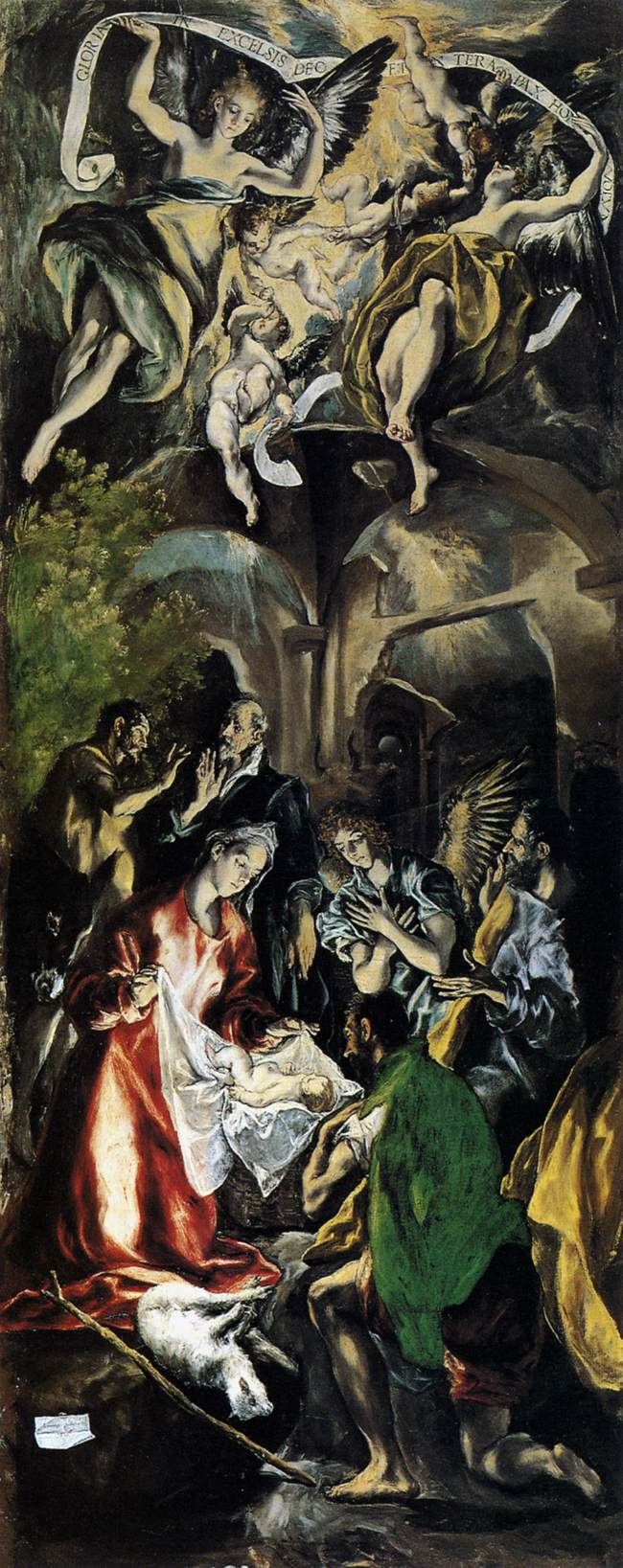
Adoración de los pastores (El Greco, Bucarest), para el retablo de doña María de Aragón, 1596-1599.
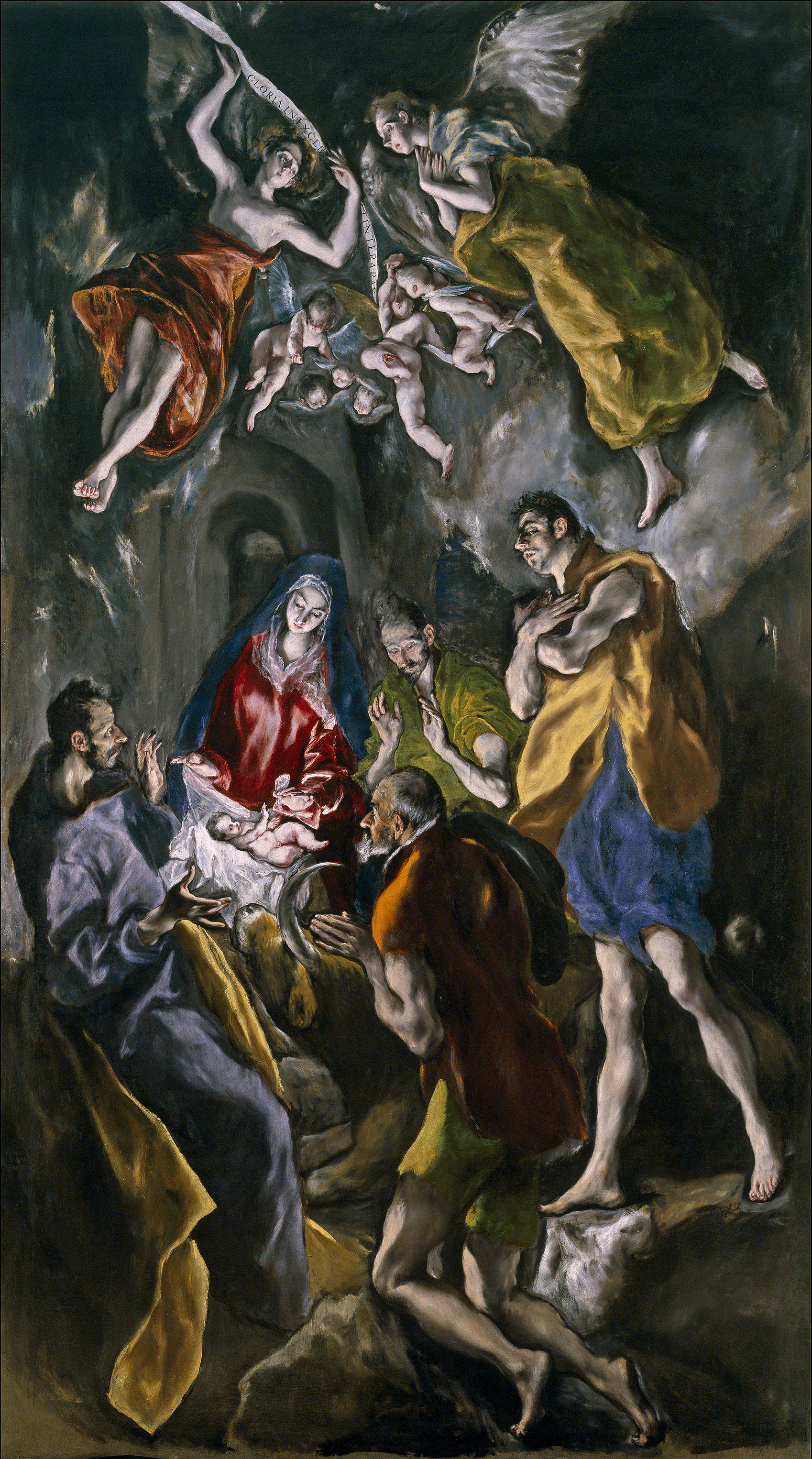
Adoración de los pastores (El Greco, Madrid) para el convento de Santo Domingo el Antiguo de Toledo, ca. 1612-1614.

Barroco y Clasicismo:

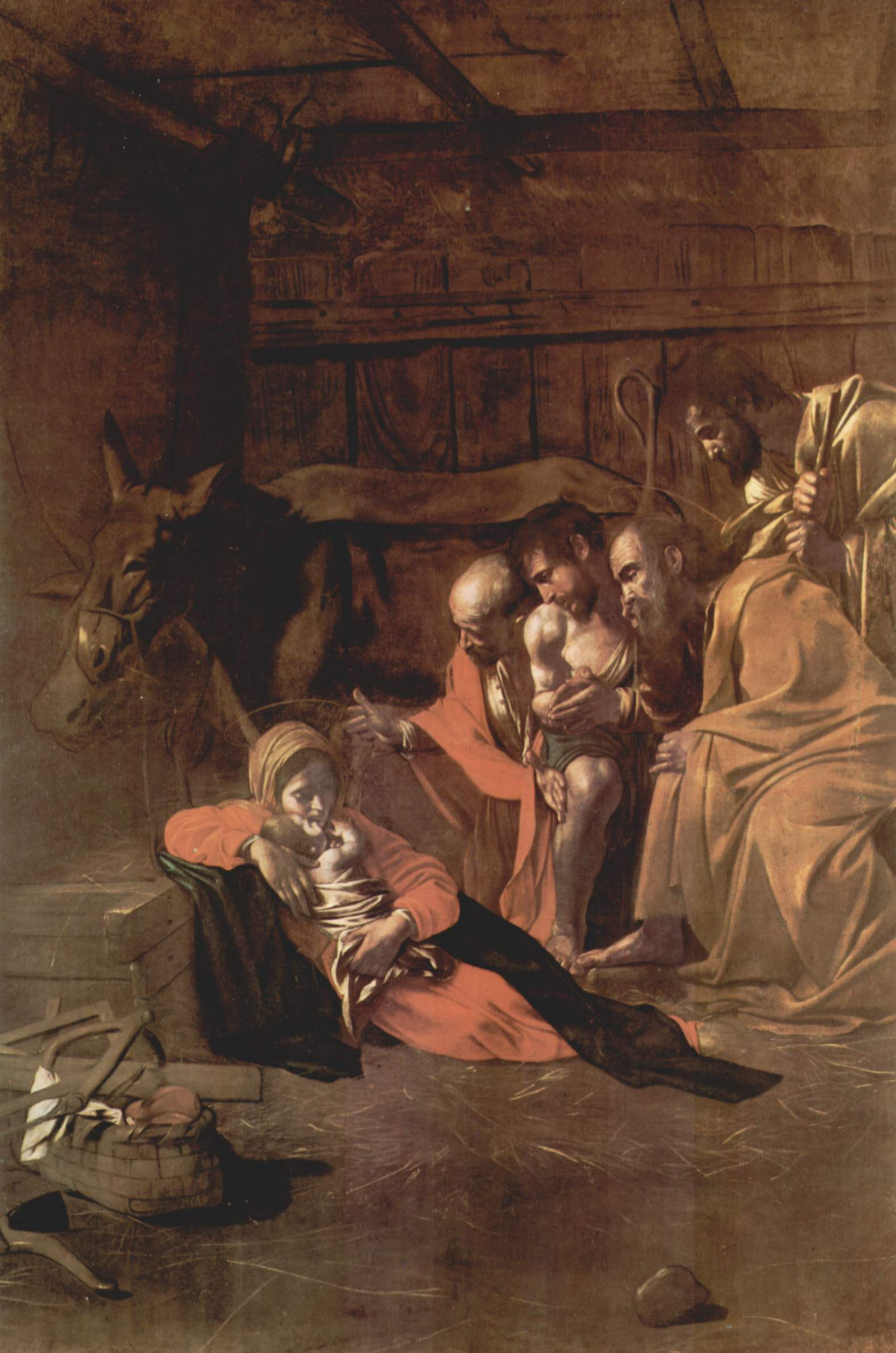
Adoración de los pastores (Caravaggio), 1609.
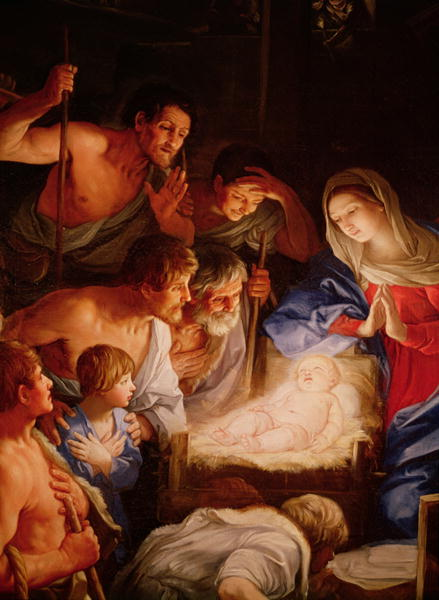
Guido Reni, ca. 1600.
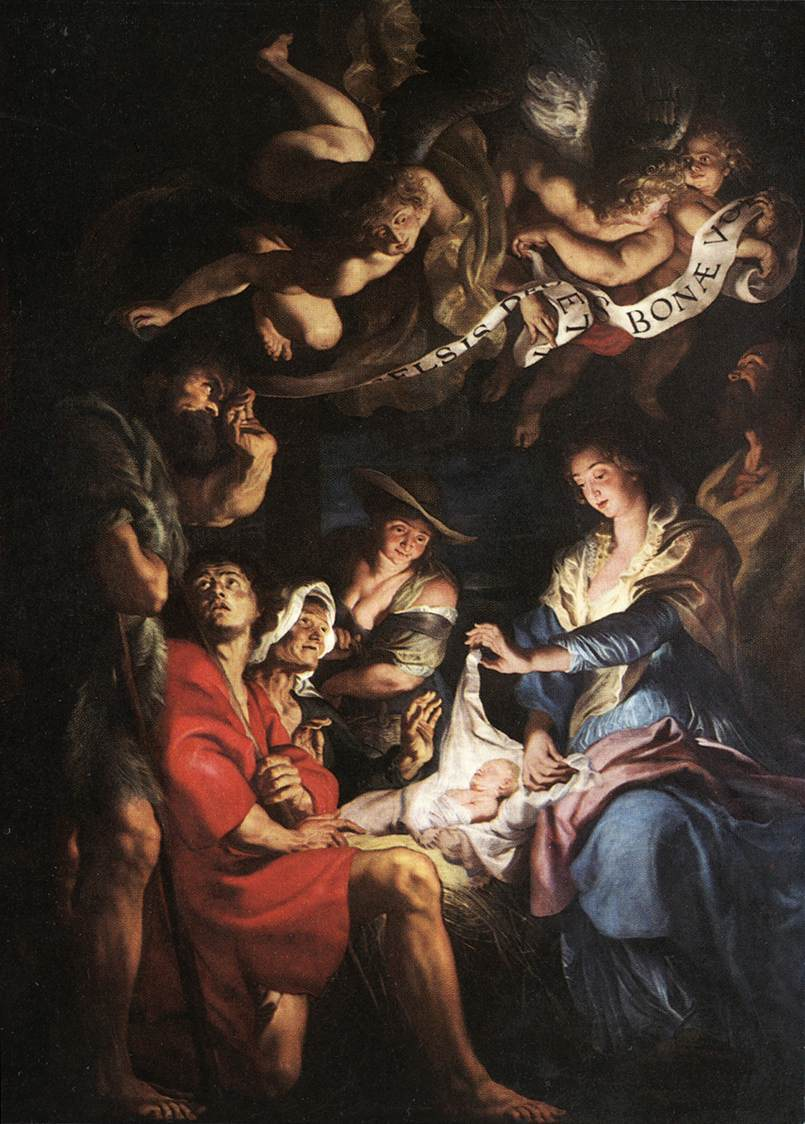
Rubens, 1608.
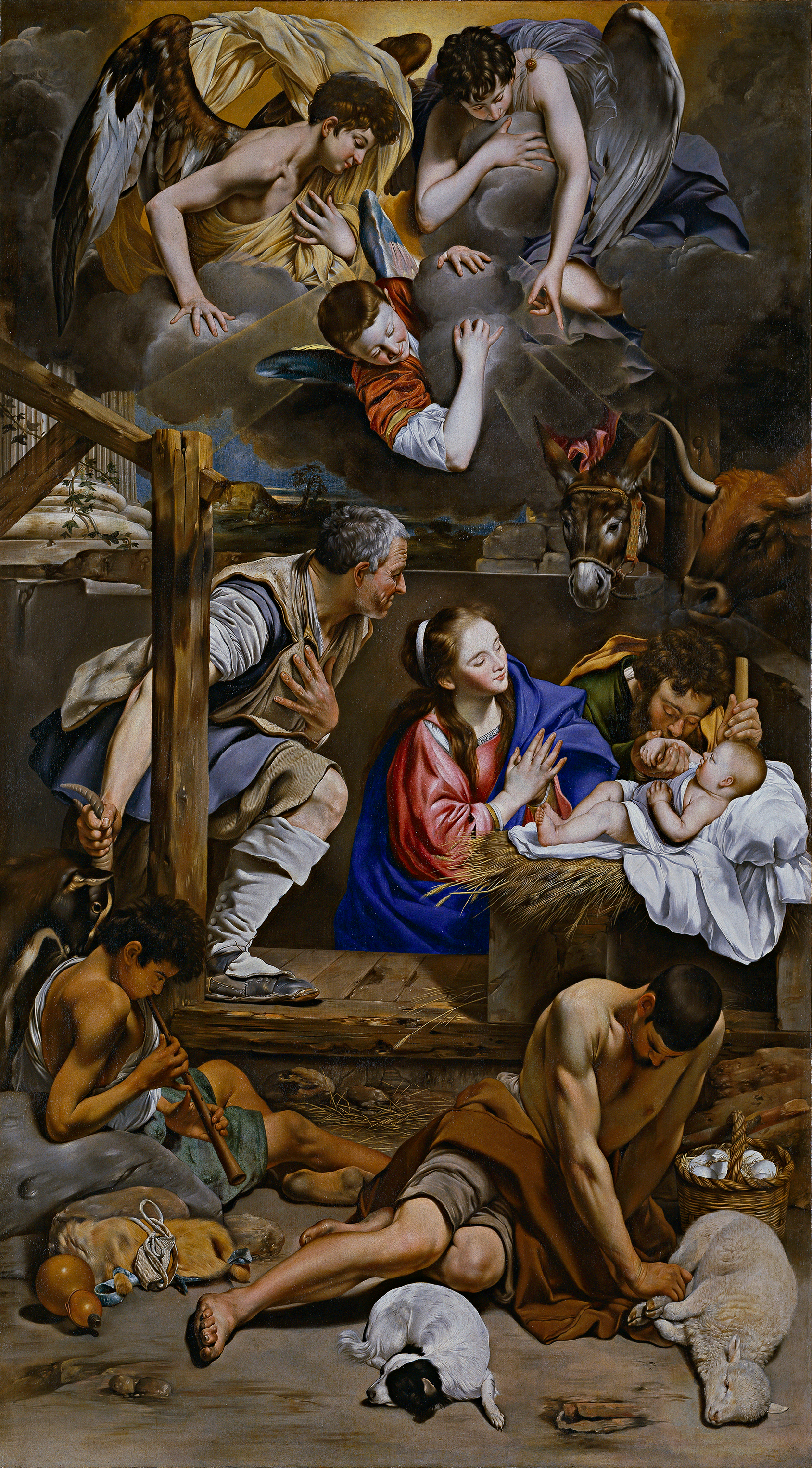
Juan Bautista Mayno, ca. 1611-1613.
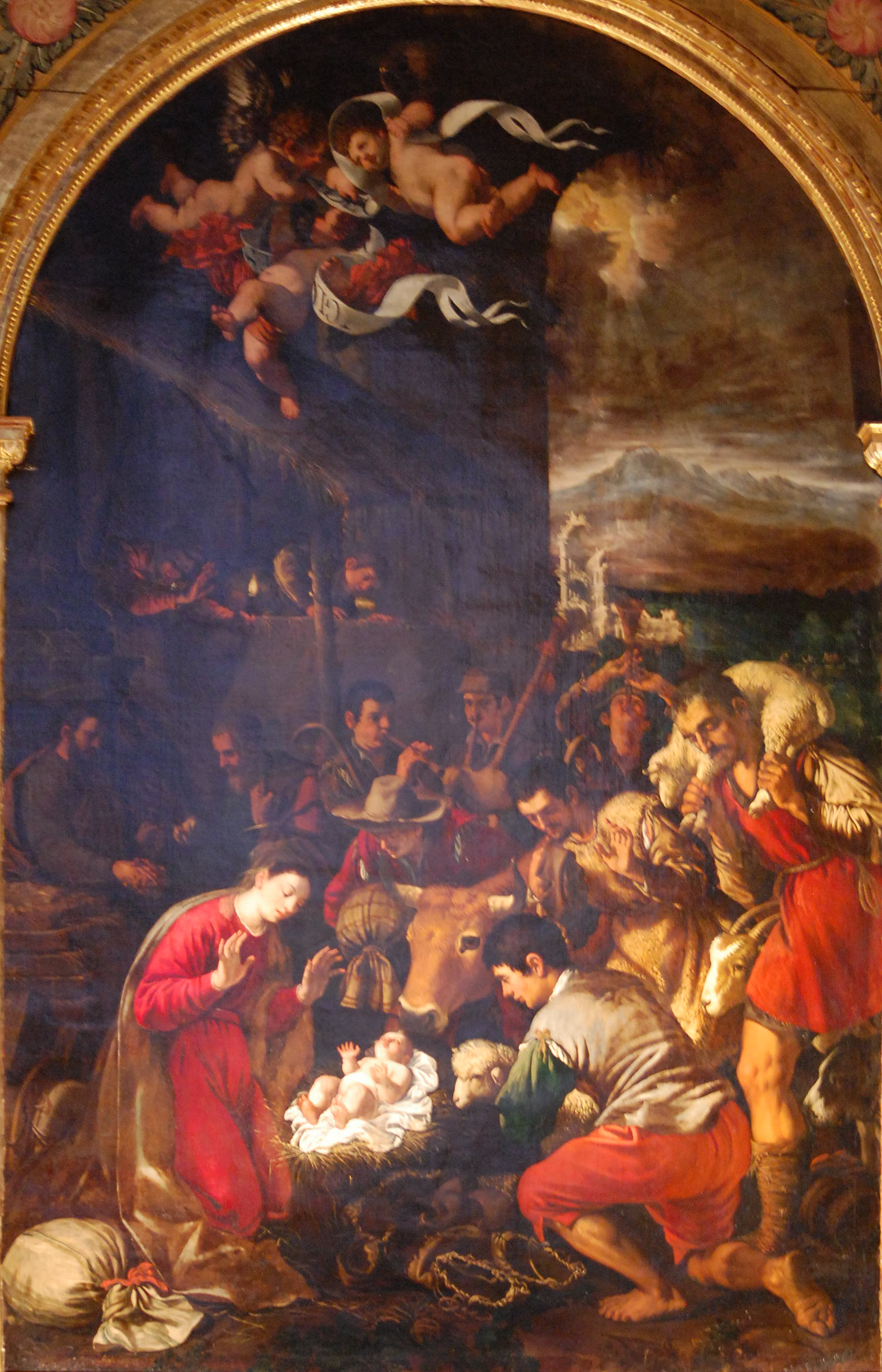
Angelo Nardi, 1620.
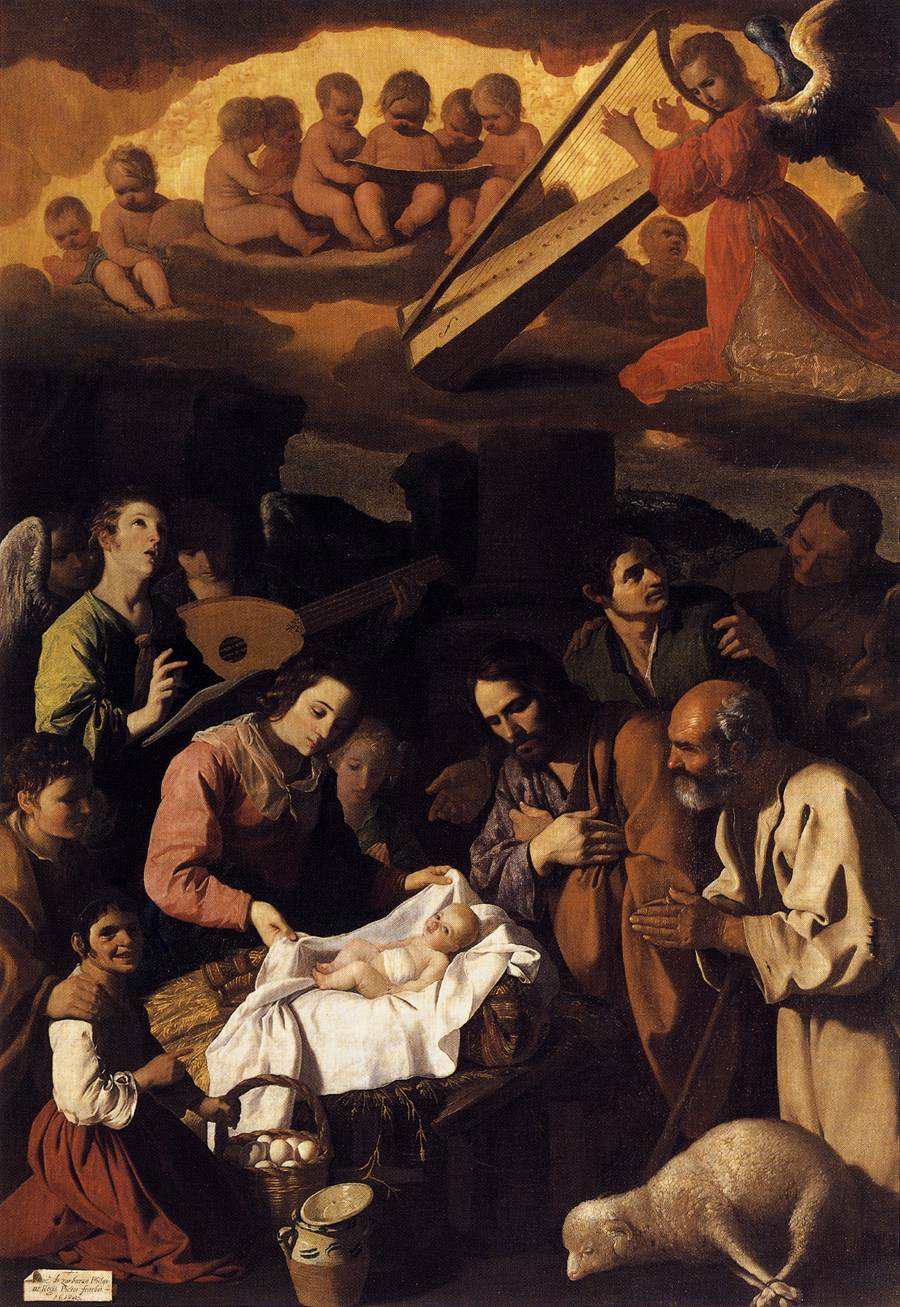
Zurbarán, 1638
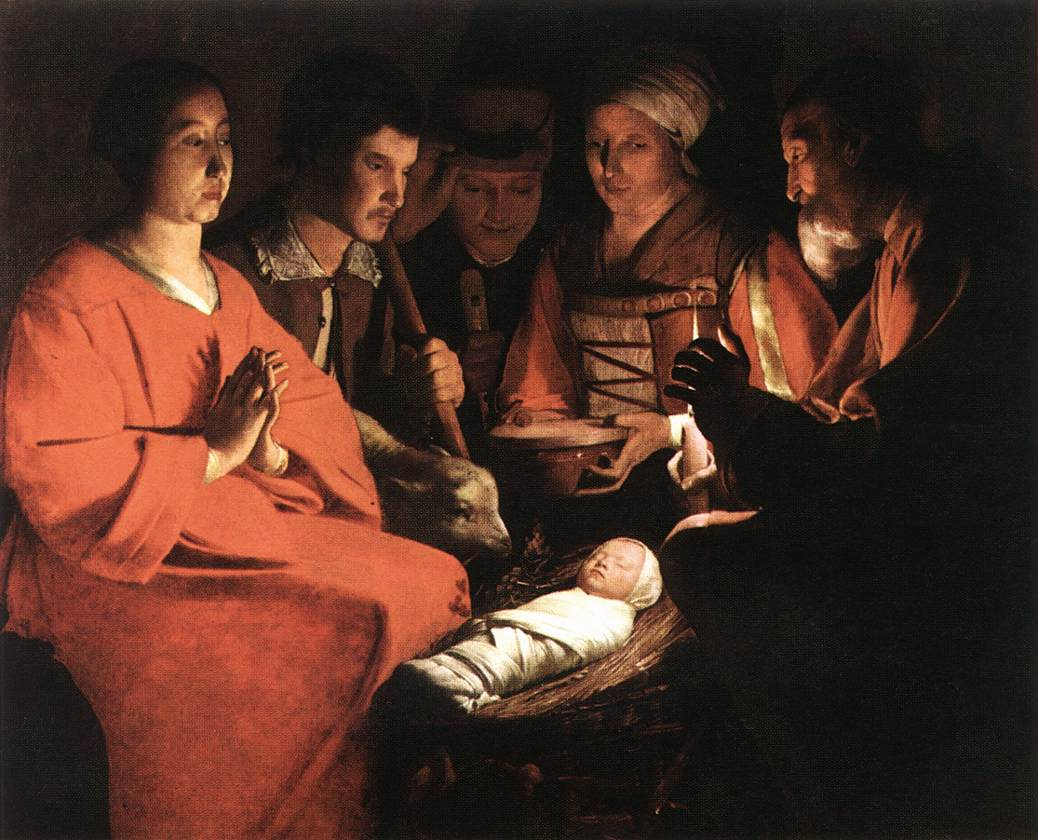
Georges de La Tour, ca. 1645.
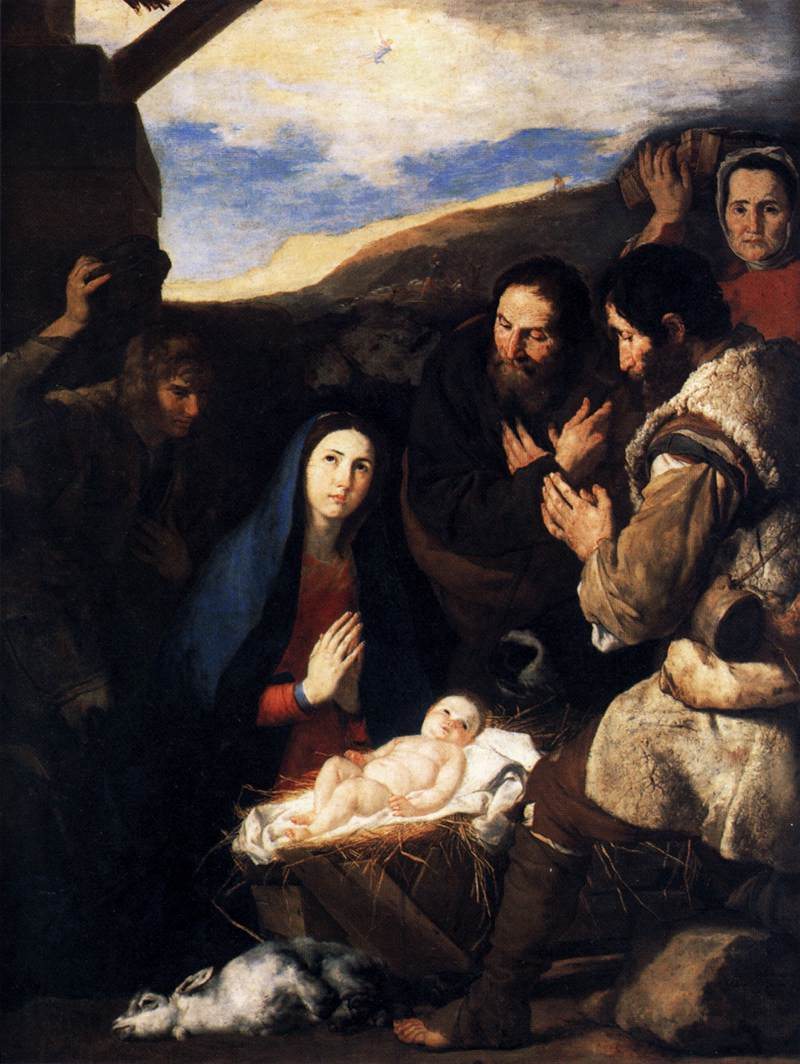
José de Ribera, ca. 1650.
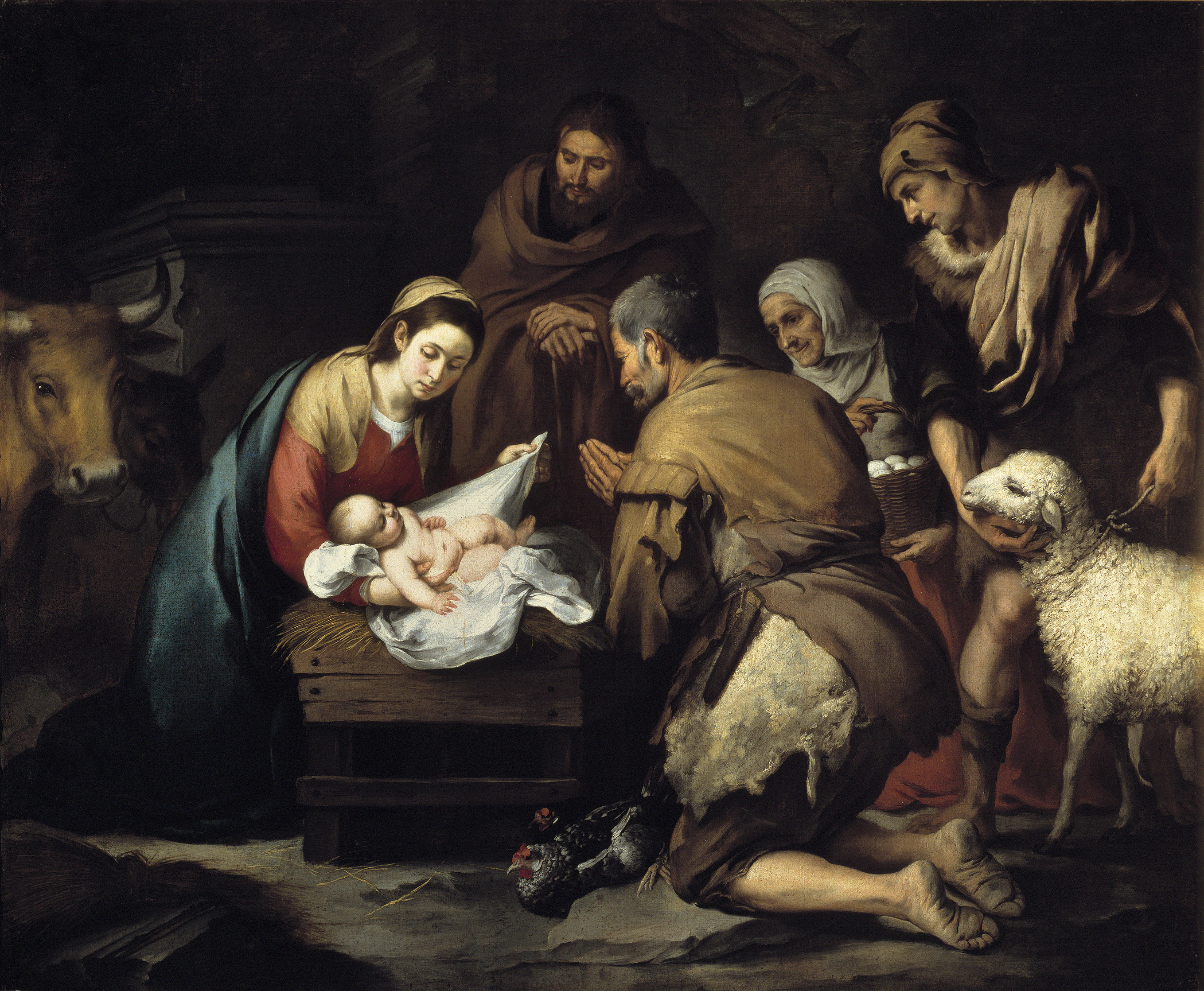
Murillo, ca. 1657.
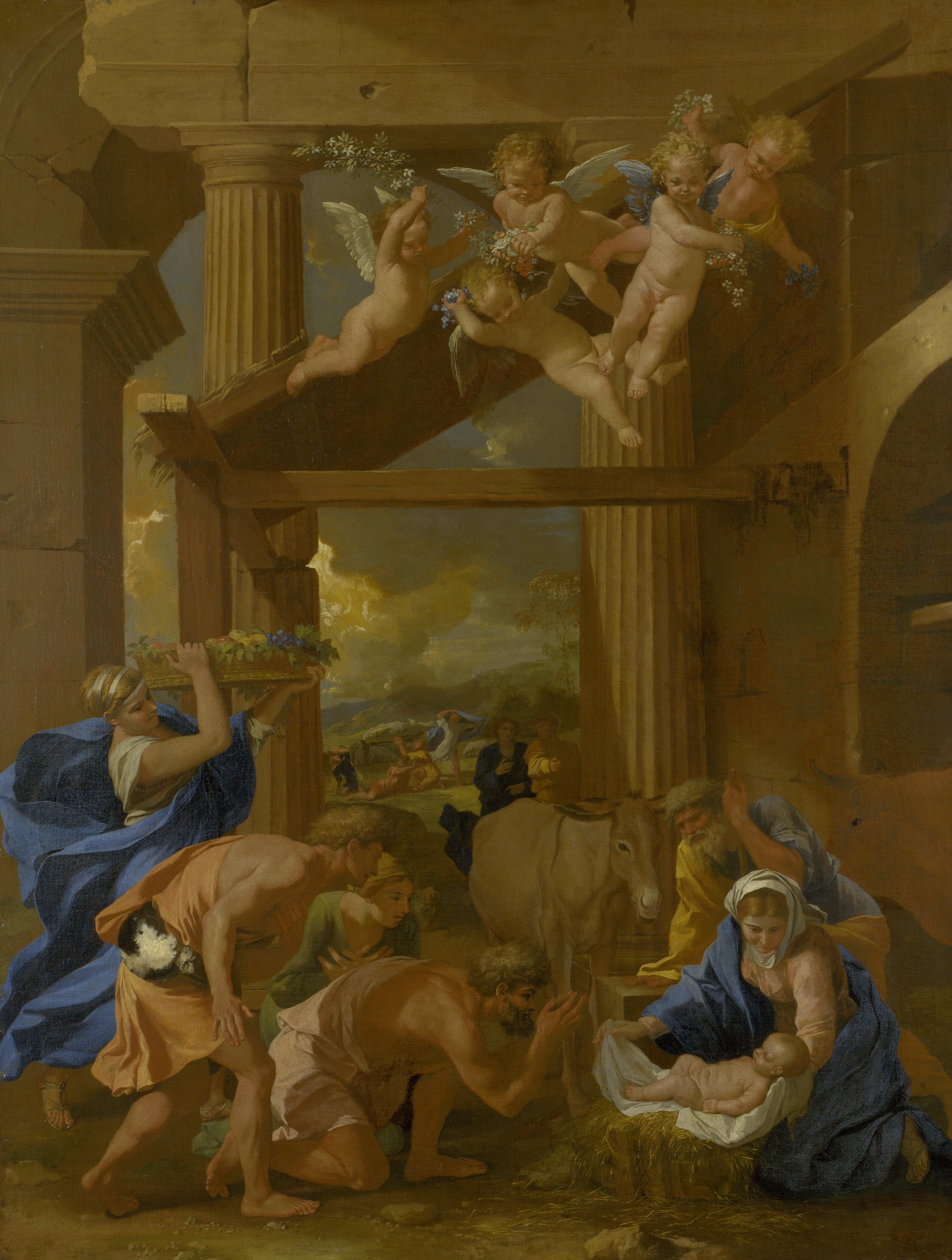
Nicolas Poussin, 1663 (tiene otro óleo con el mismo tema).
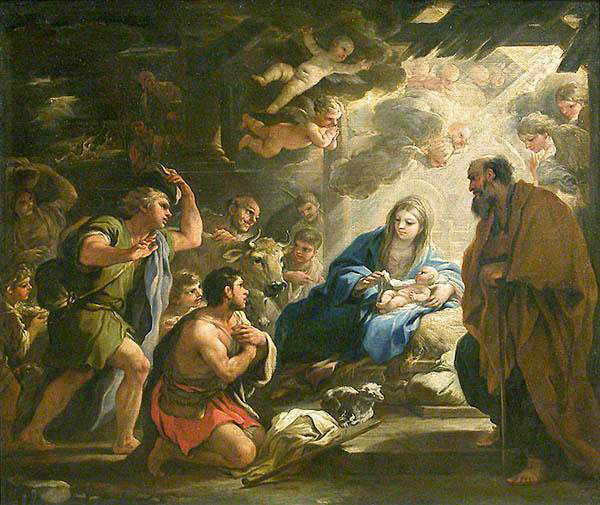
Luca Giordano, 1688.
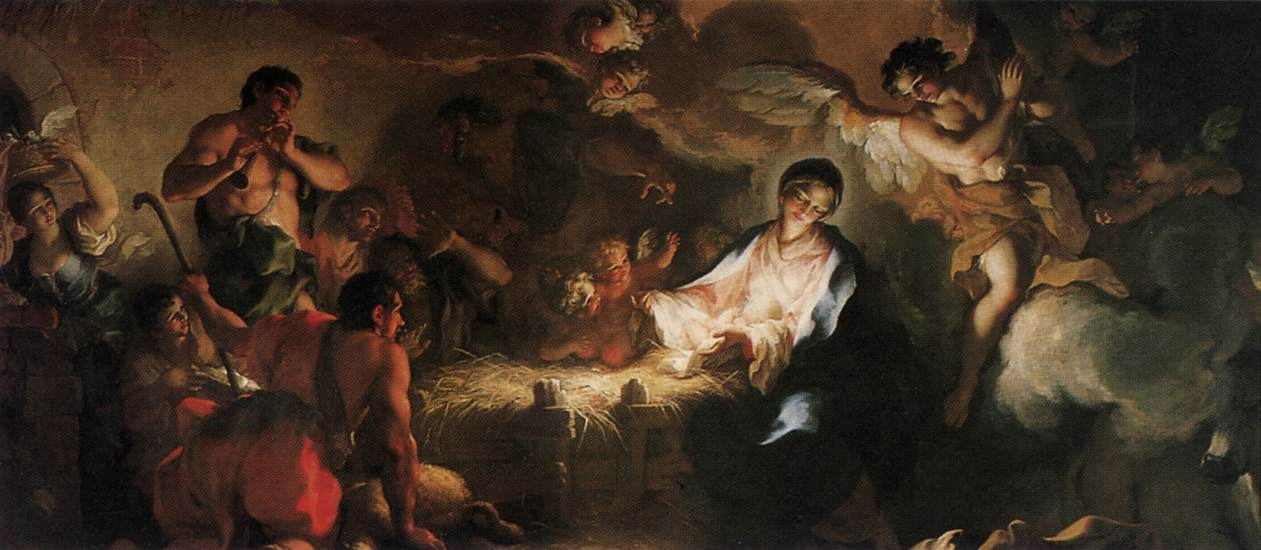
Antonio Balestra, 1707.
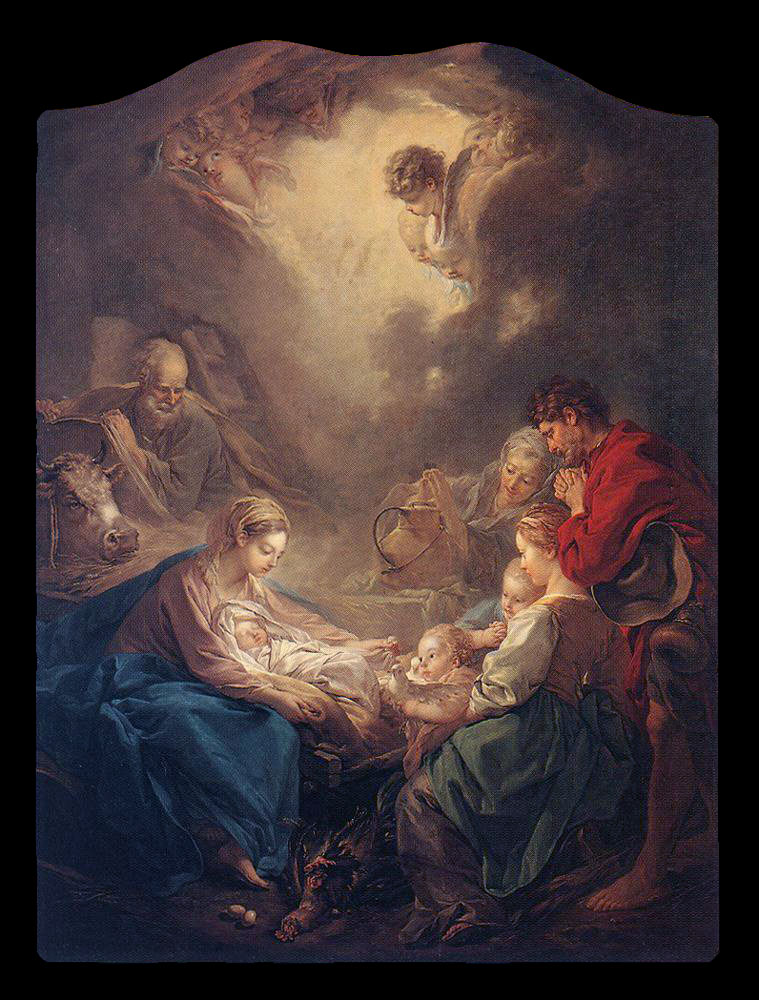
Boucher, 1750.
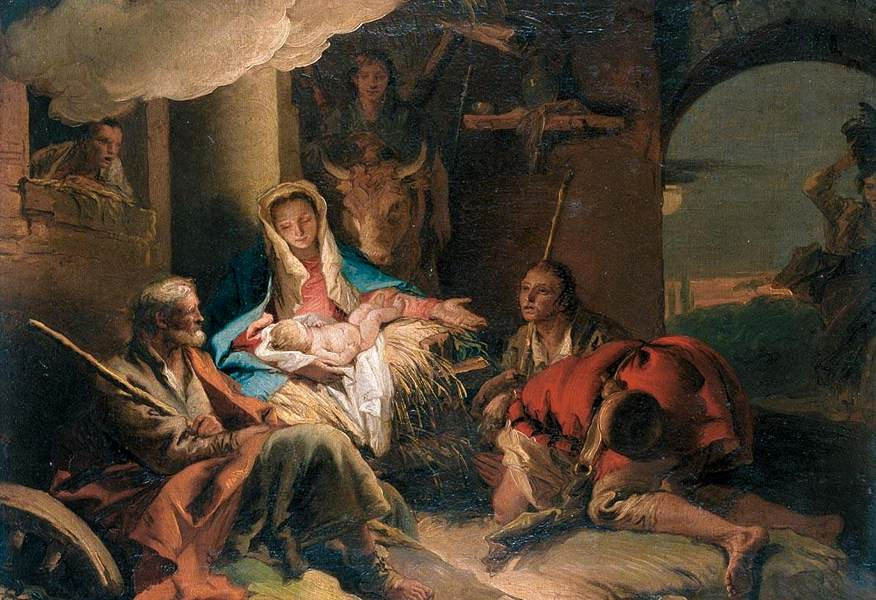
Tiepolo, ca. 1751-1753.
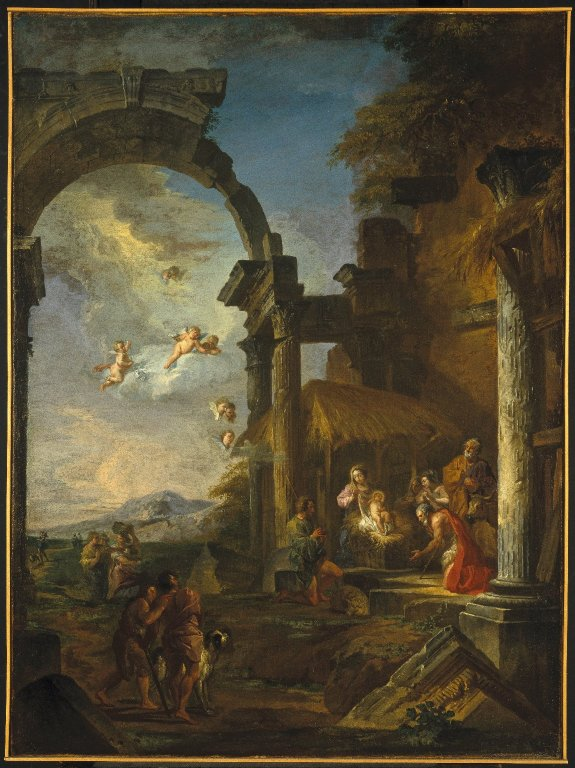
Giovanni Pannini, ca. 1755.

La escisión de los Países Bajos en un norte protestante y un sur católico tuvo especiales consecuencias en la pintura flamenca, que también se escindió ideológica y estilísticamente. El calvinismo no fue tan proclive a la pintura religiosa como la Contrarreforma católica, que estimulaba los rasgos exuberantes y populares del Barroco; no obstante hay ejemplos de la representación del tema de la Adoración de los pastores en ambos ámbitos geográficos y artísticos; en particular, es un tema especialmente repetido en la obra de dos notables pintores, significativos de uno y otro ámbito: Jacob Jordaens y Rembrandt. 
- Adoración de los pastores (Jordaens). Jordaens realizó al menos dos versiones del tema, de una de las cuales hay una réplica casi idéntica. Son de su época temprana, aunque se detecta ya la influencia caravaggiesca que recibió a través de Rubens (Jordaens no viajó a Italia). Se ha señalado que la acumulación de figuras en el primer plano, recortadas por el marco, produce una sensación de intimidad.[37]

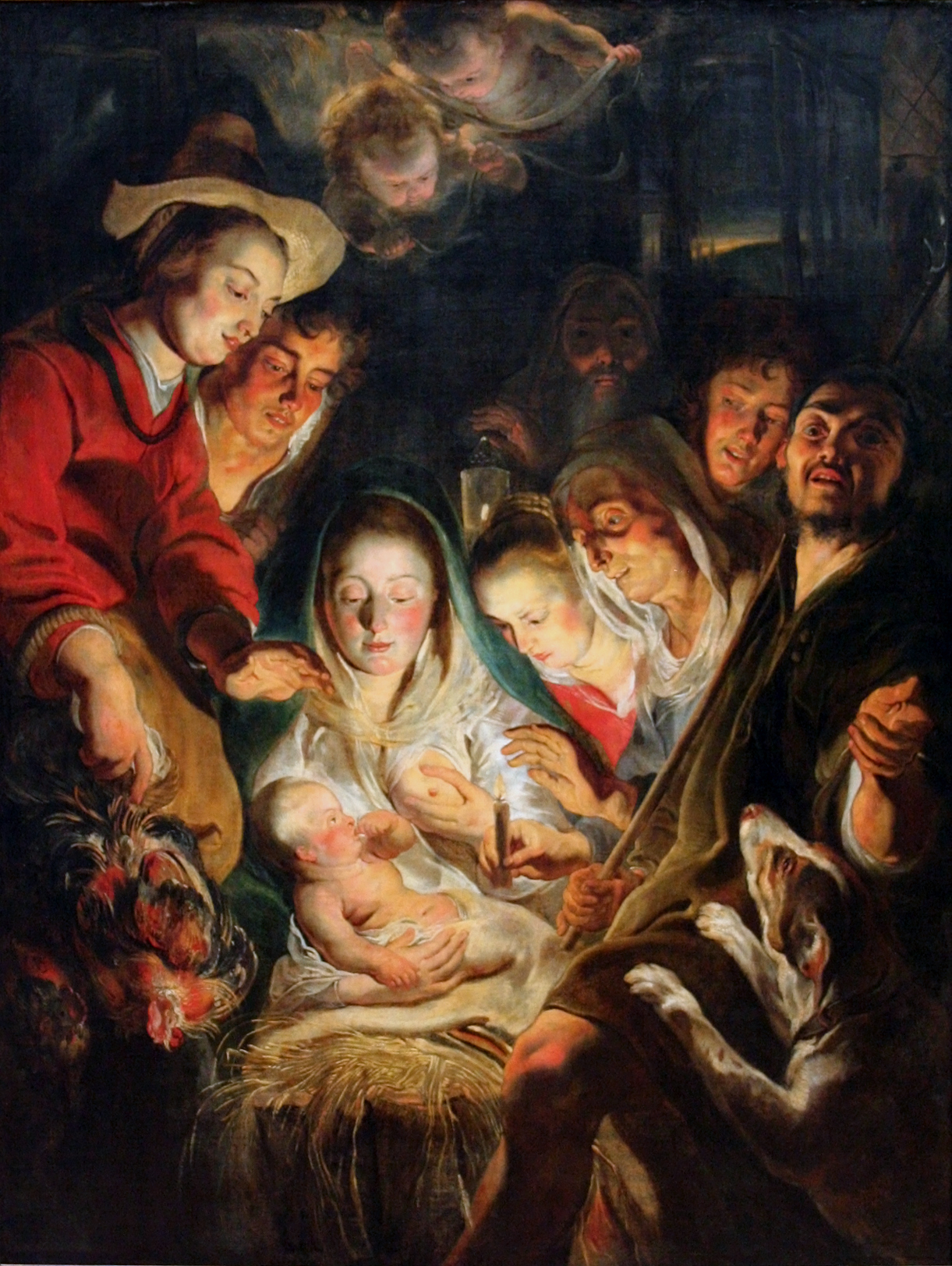
Jordaens, ca. 1616, Museo Real de Bellas Artes de Amberes.
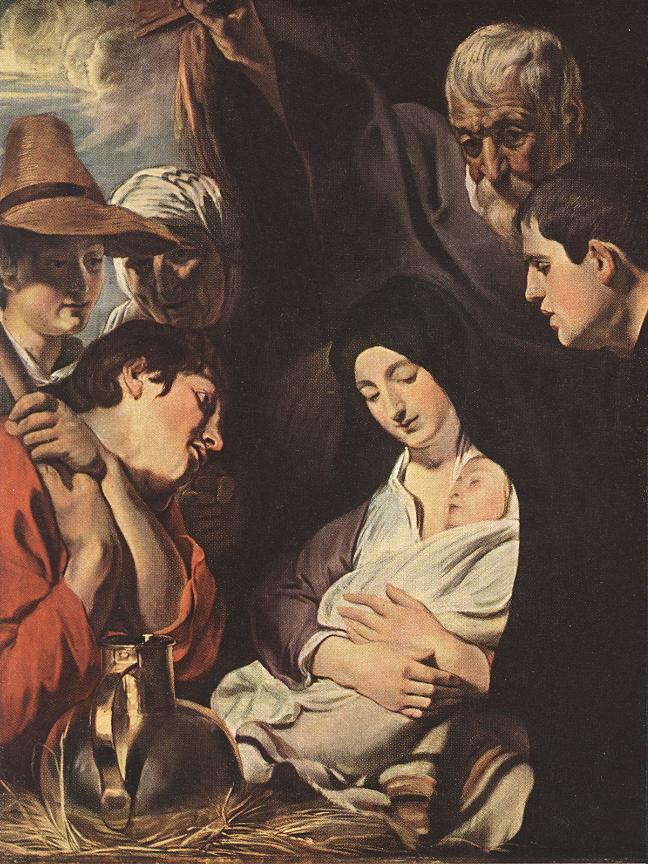
Jordaens, ca. 1617, Mauritshuis.
Jordaens, 1618, Museo Nacional de Estocolmo.[39]

- Adoración de los pastores (Rembrandt). Rembrandt realizó dos óleos (ambos de 1646) y varios dibujos y grabados con este tema.[40]

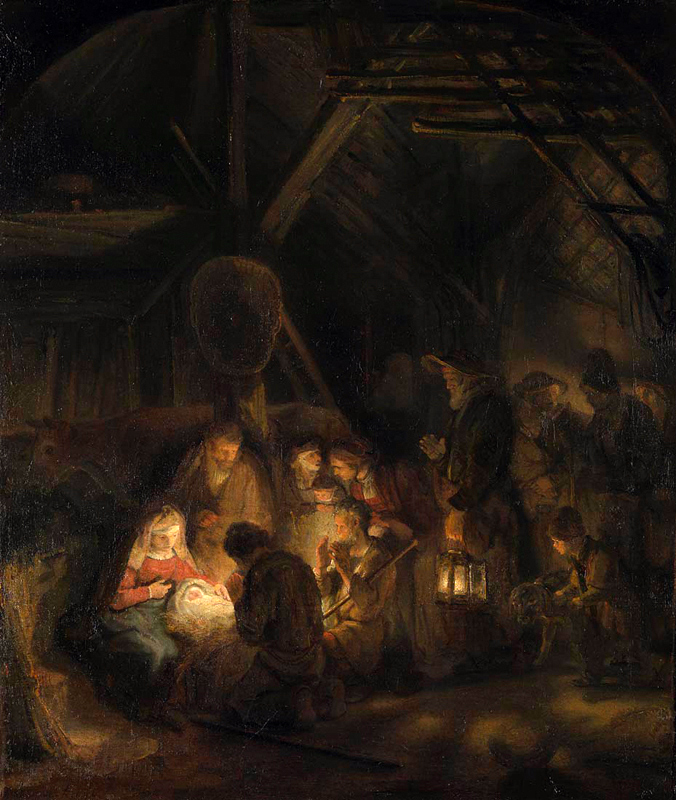
Rembrandt, National Gallery de Londres.
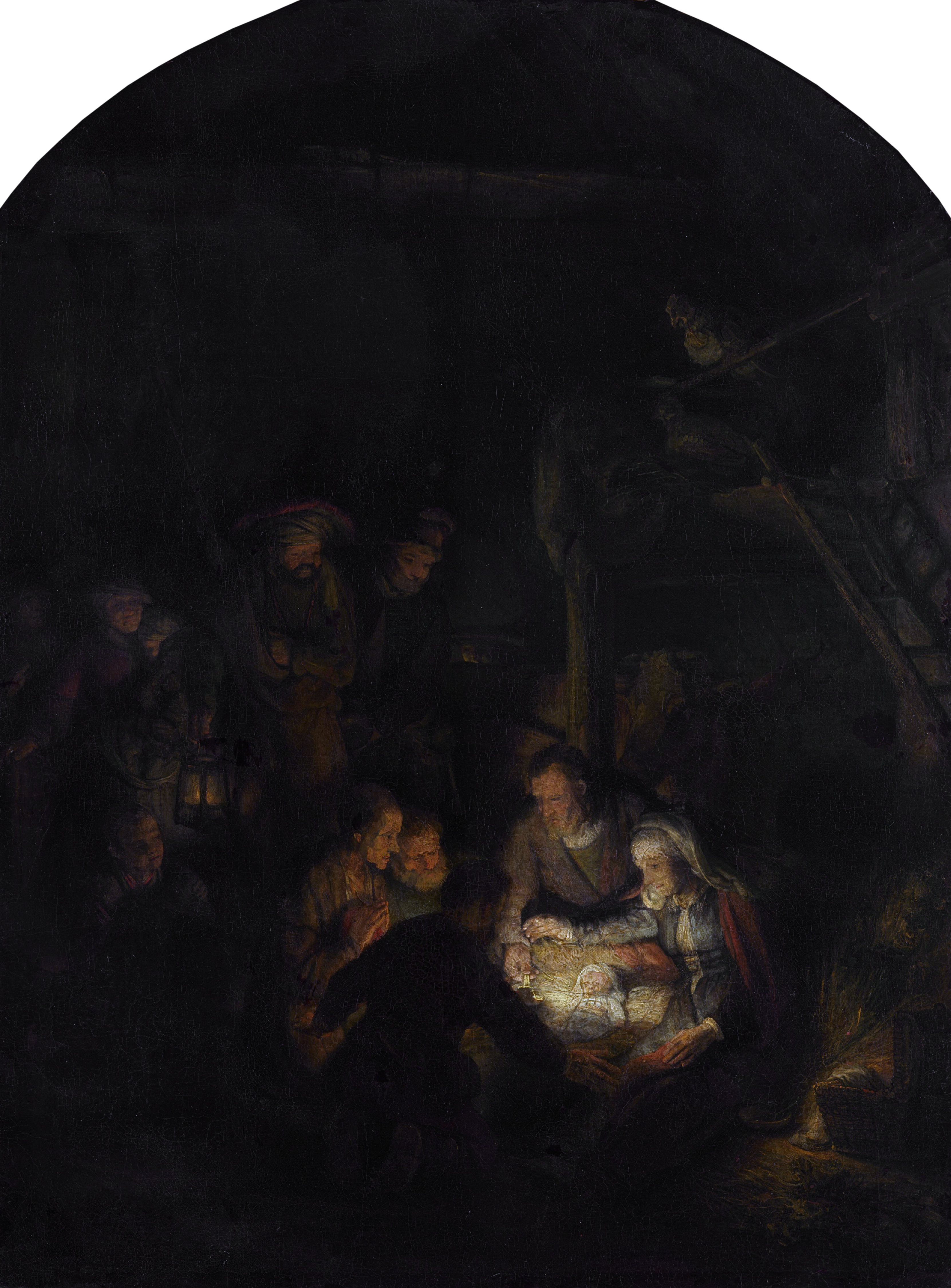
Rembrandt, Alte Pinakotek de Múnich.
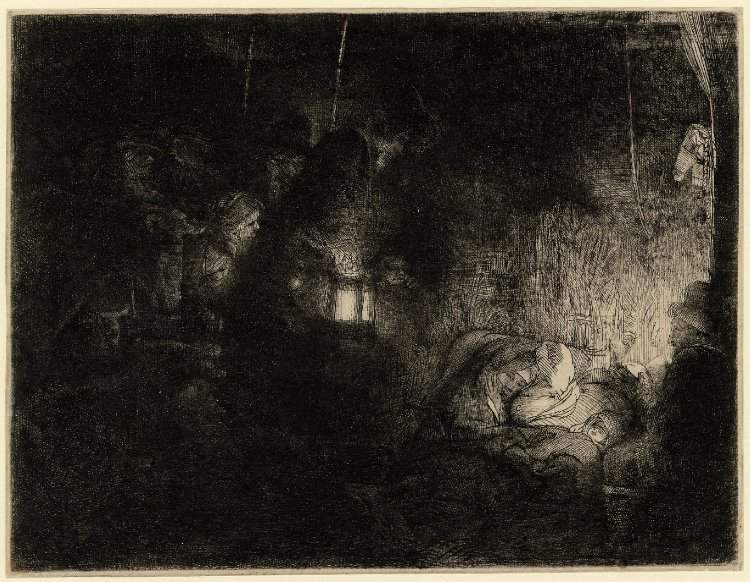
Rembrandt, 1652.
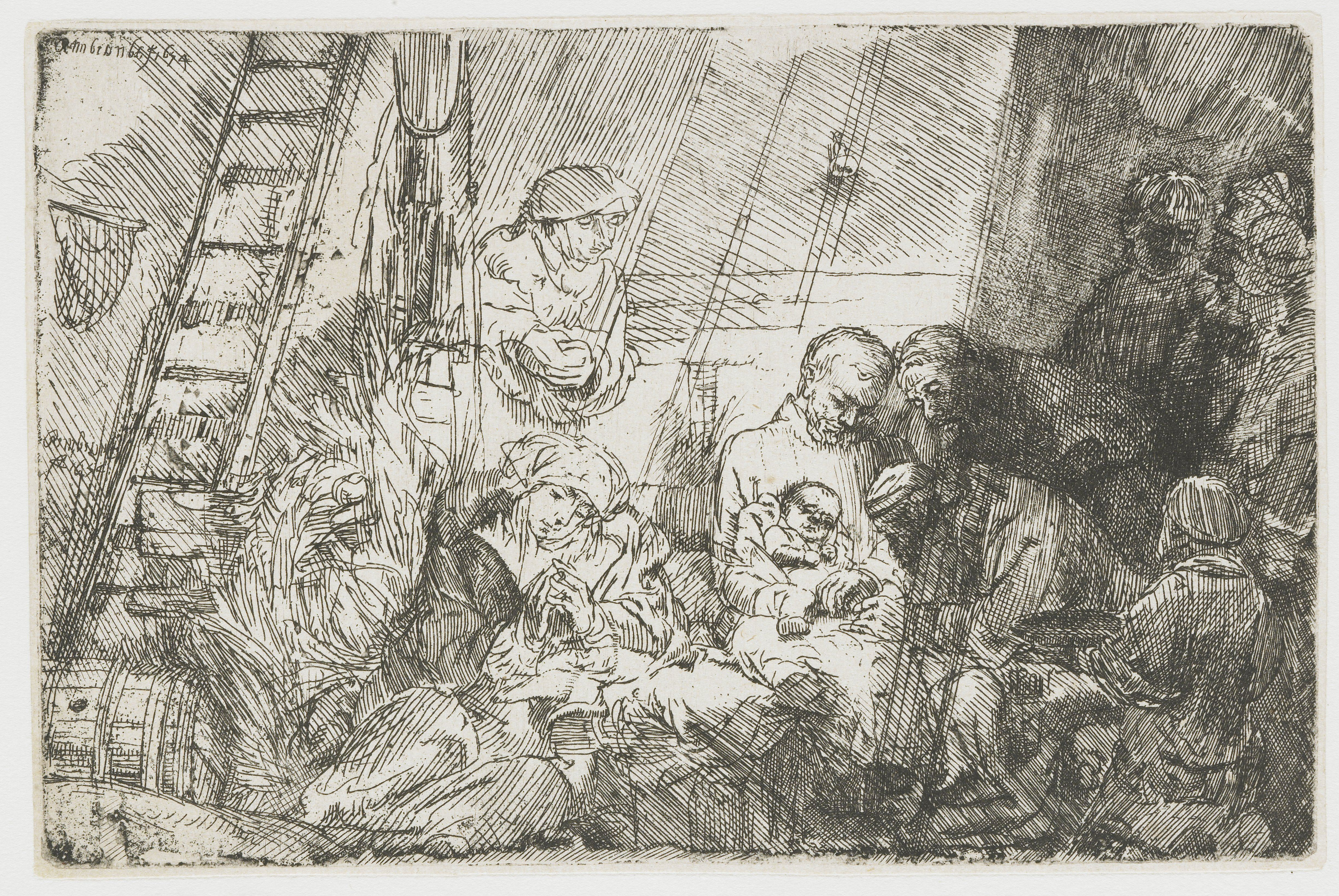
Rembrandt, 1654.
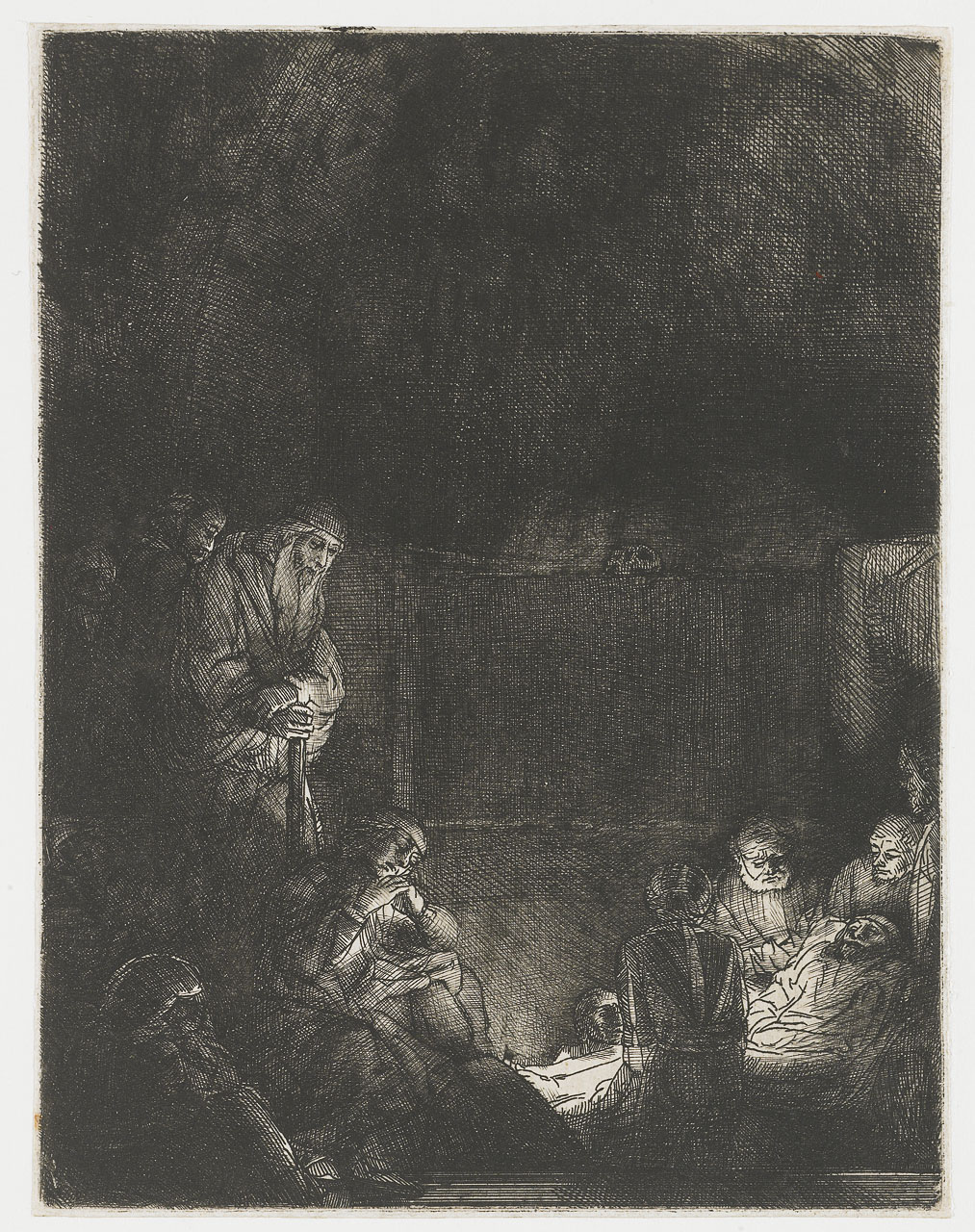
Rembrandt, 1654.
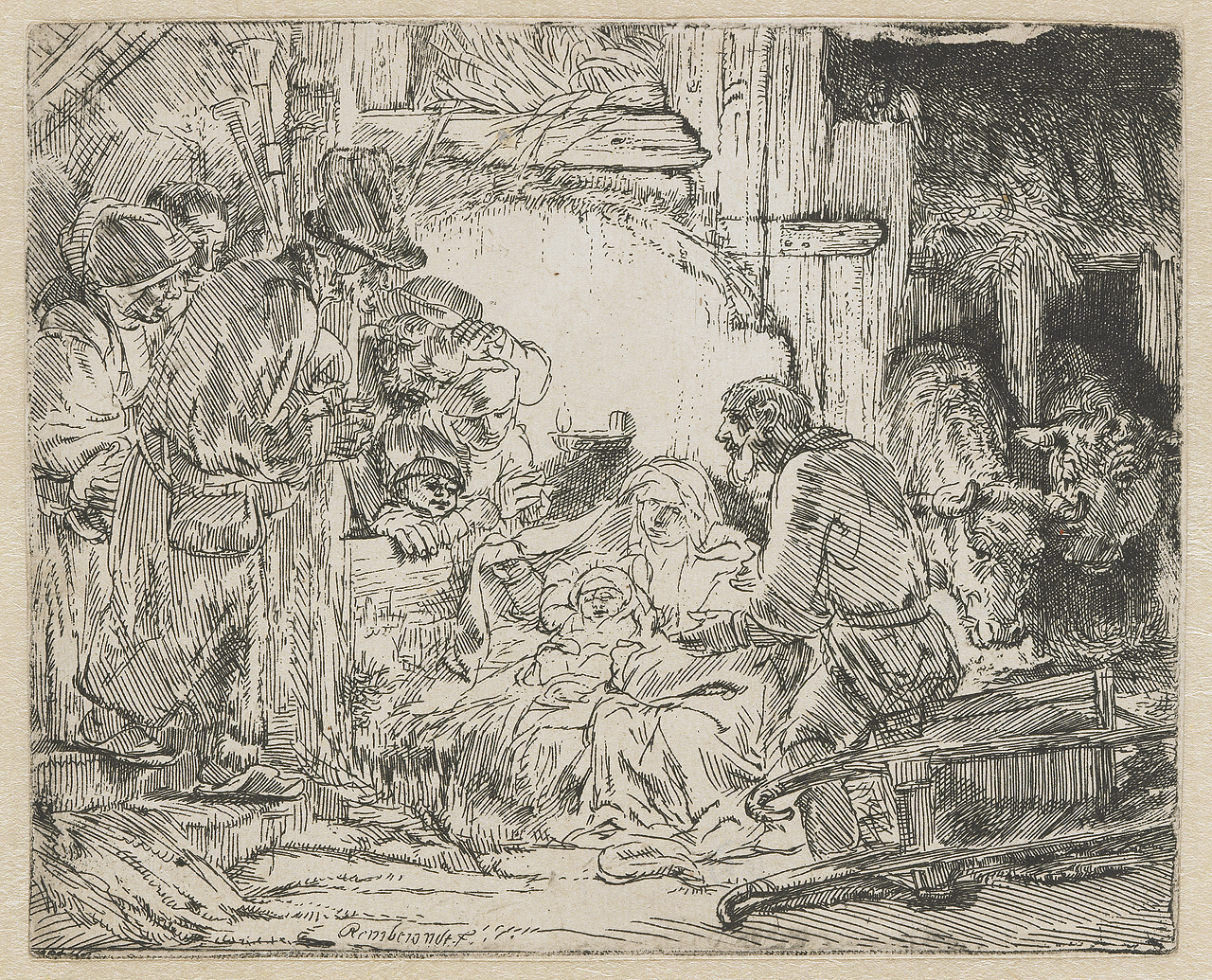
Rembrandt, 1654.

El tratamiento del tema con criterios neoclásicos caracteriza un importante obra de Anton Rafael Mengs, de la que pintó tres versiones distintas para Carlos III (1770, 1771 y 1772) y que en su época fue llamado la pittura del secolo ("la pintura del siglo").
|  |  |

### Escultura
Hay ejemplos desde la escultura románica.

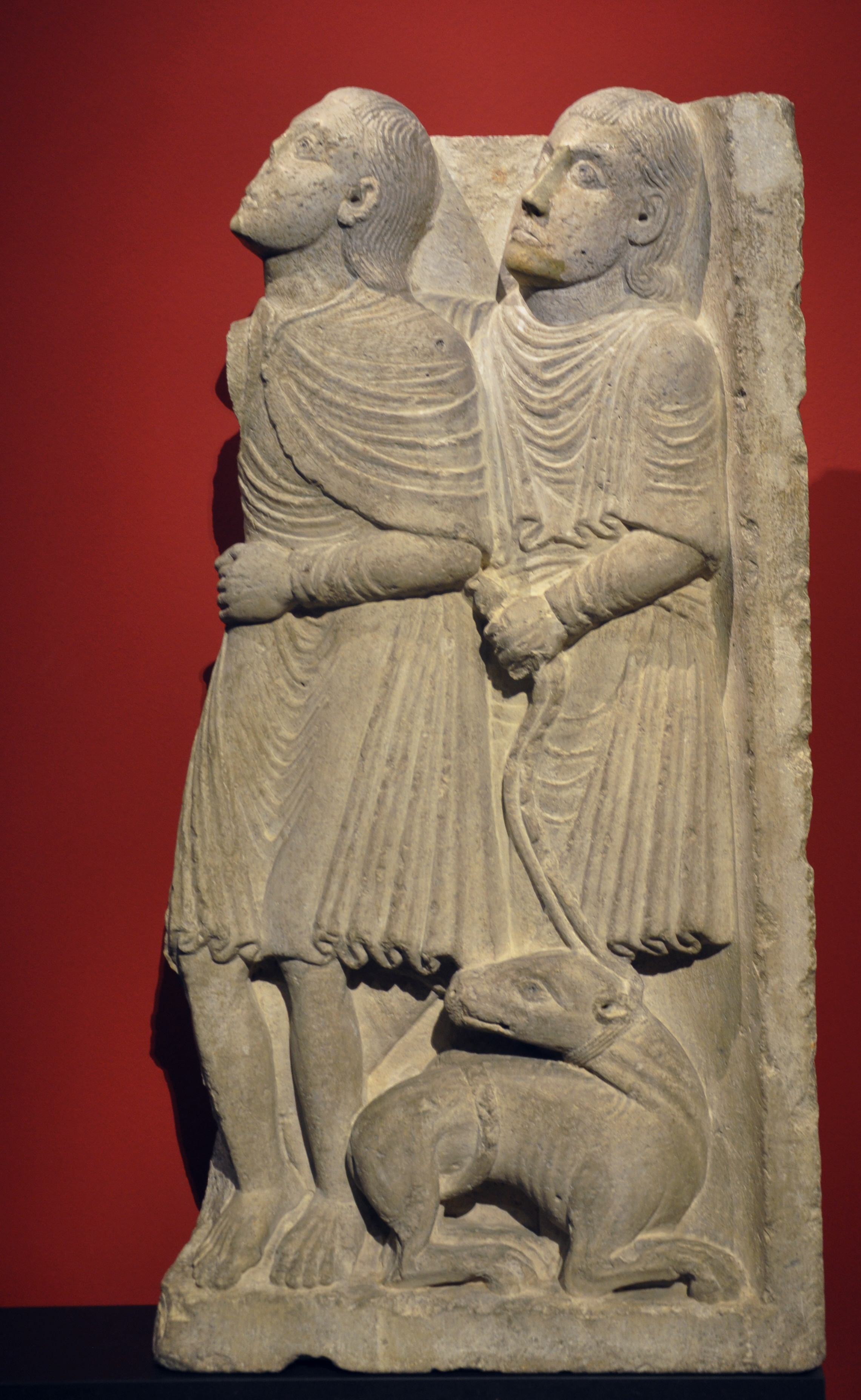
Fragmento de un relieve románico procedente de Piacenza, ca. 1150-1175.
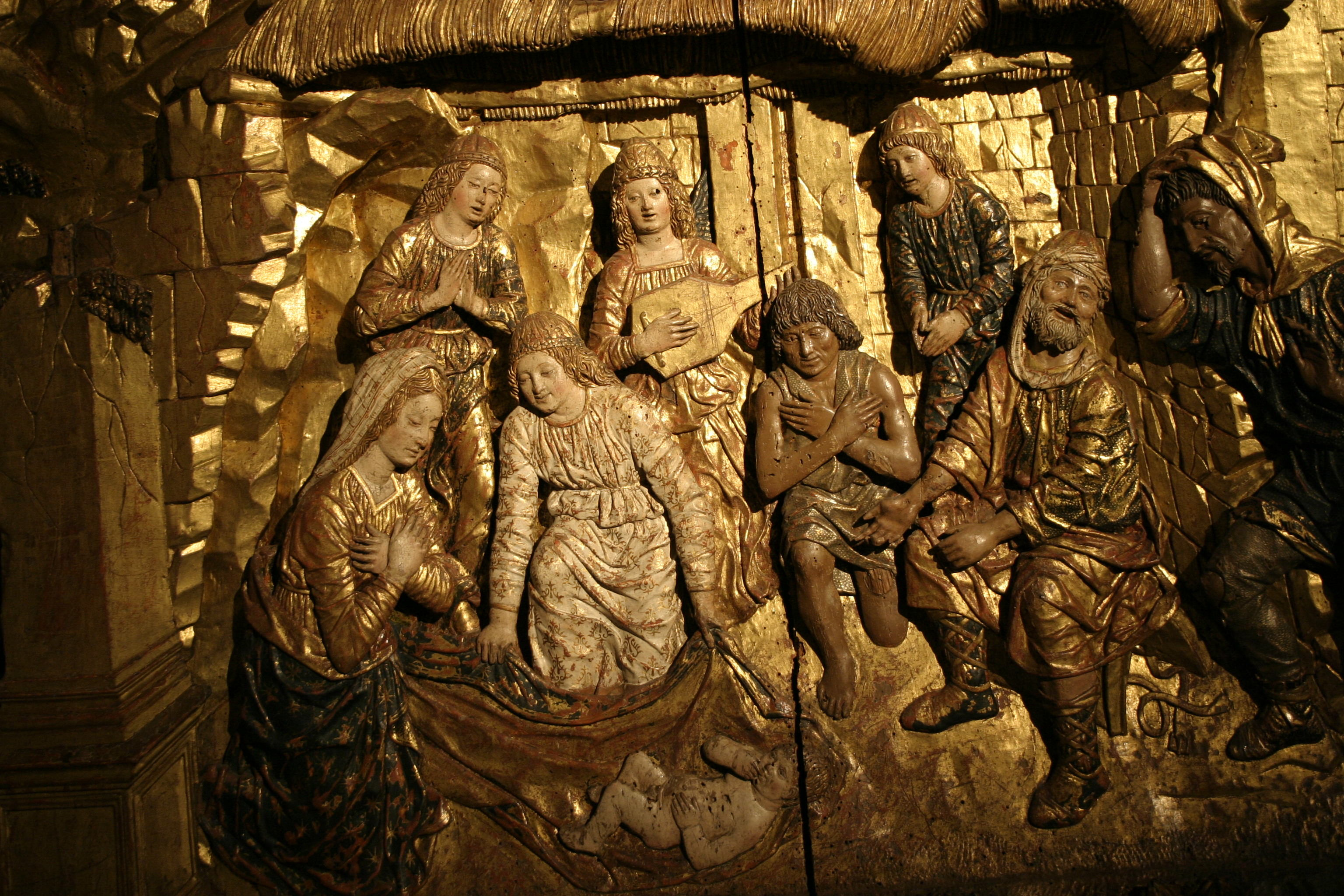
Maestro di Trognano, talla dorada y policromada, ca. 1476-1491.
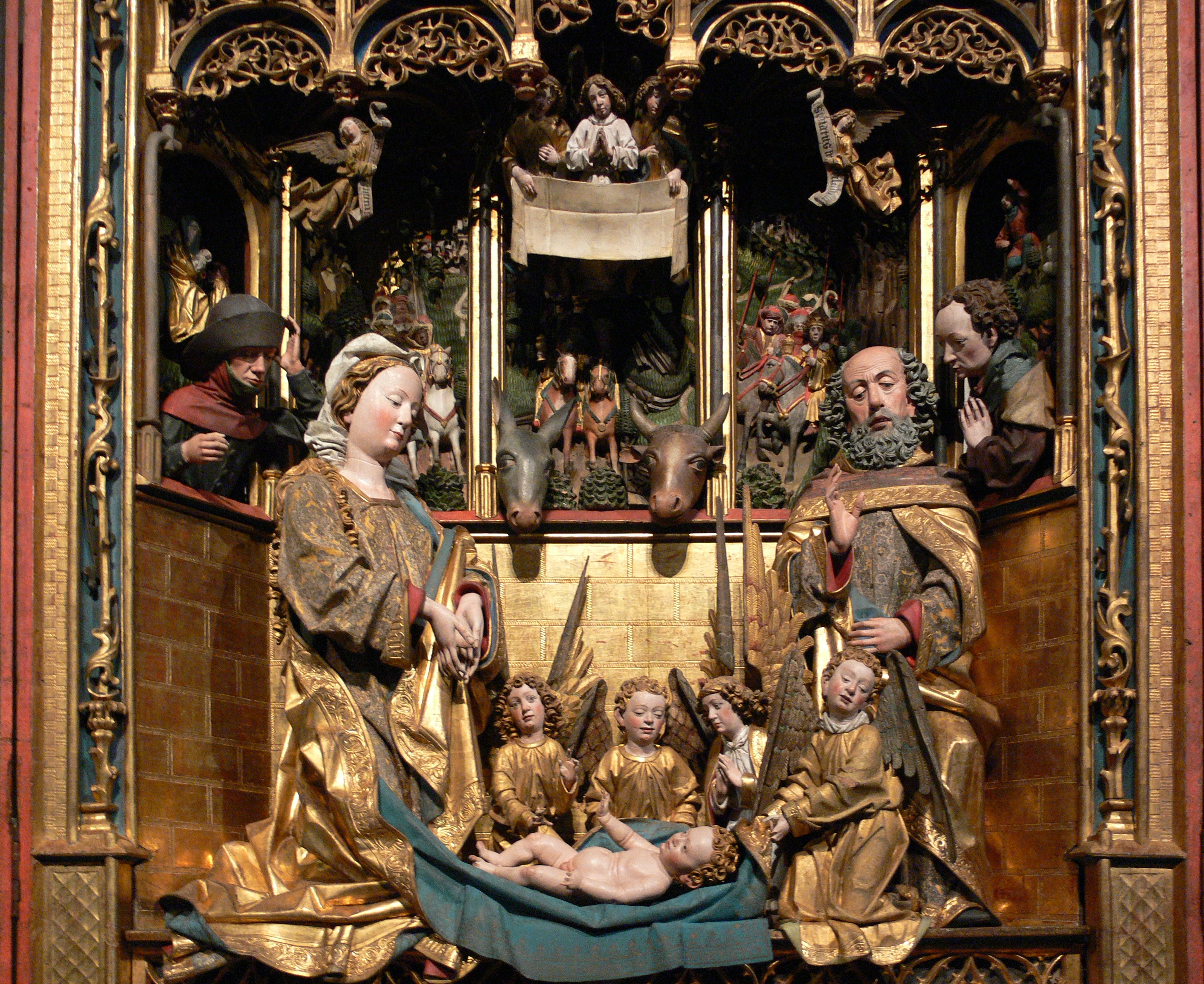
Retablo Traminer, de Hans Klocker, Brixen, ca. 1485-1490.
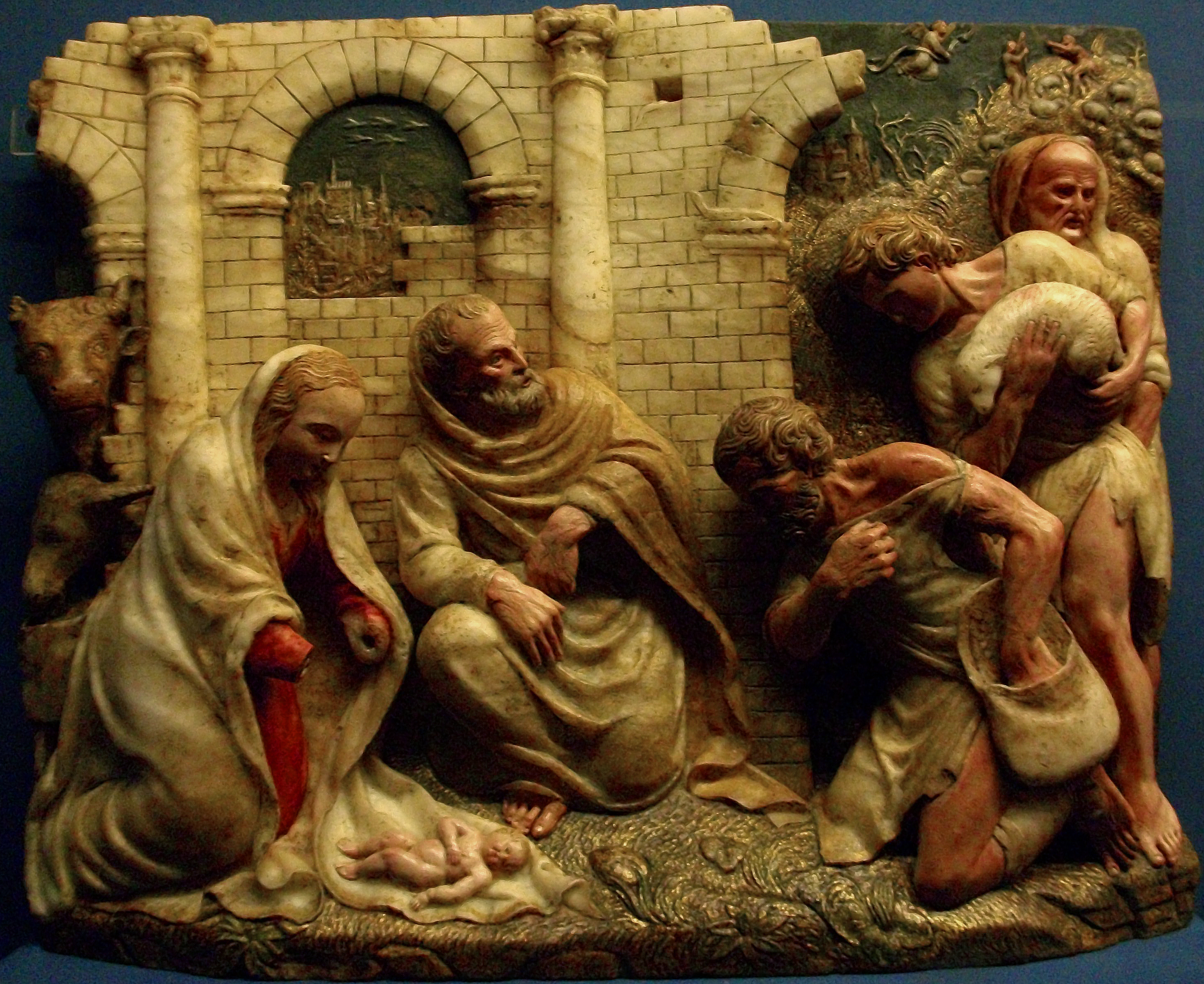
Adoración de los pastores (Damián Forment), relieve en alabastro policromado, ca. 1520-1530.
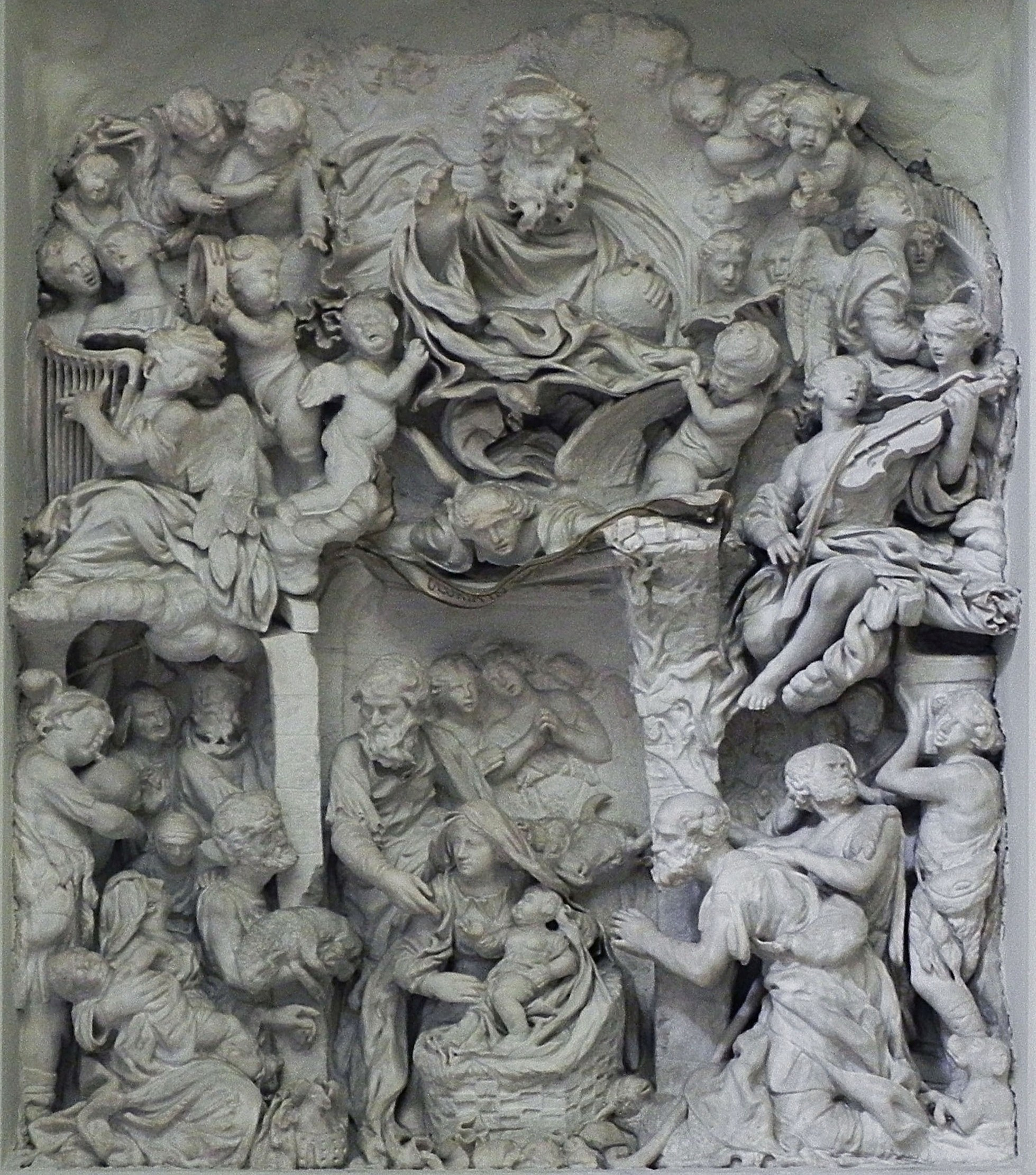
Francesco Grassia, altorrelieve en mármol, 1670.
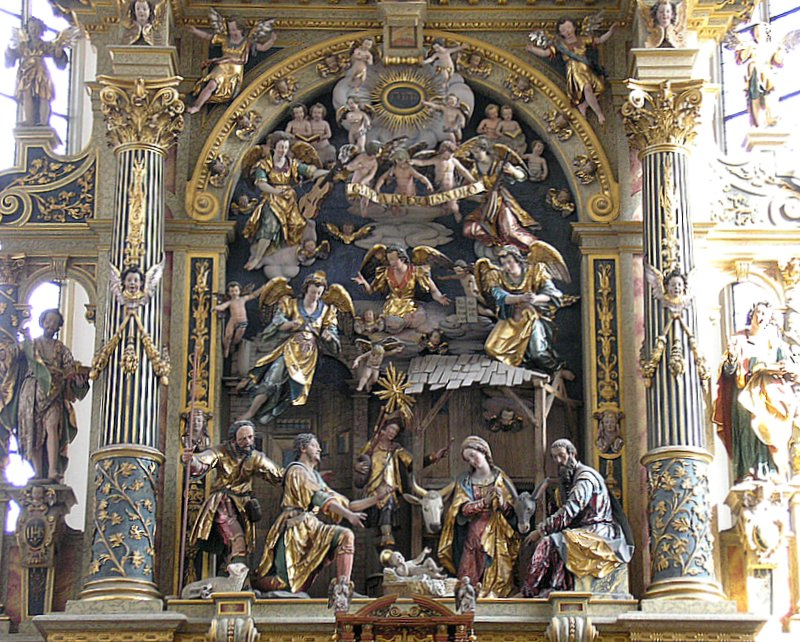
Retablo de la basílica de los santos Ulrico y Afra, Augsburgo.
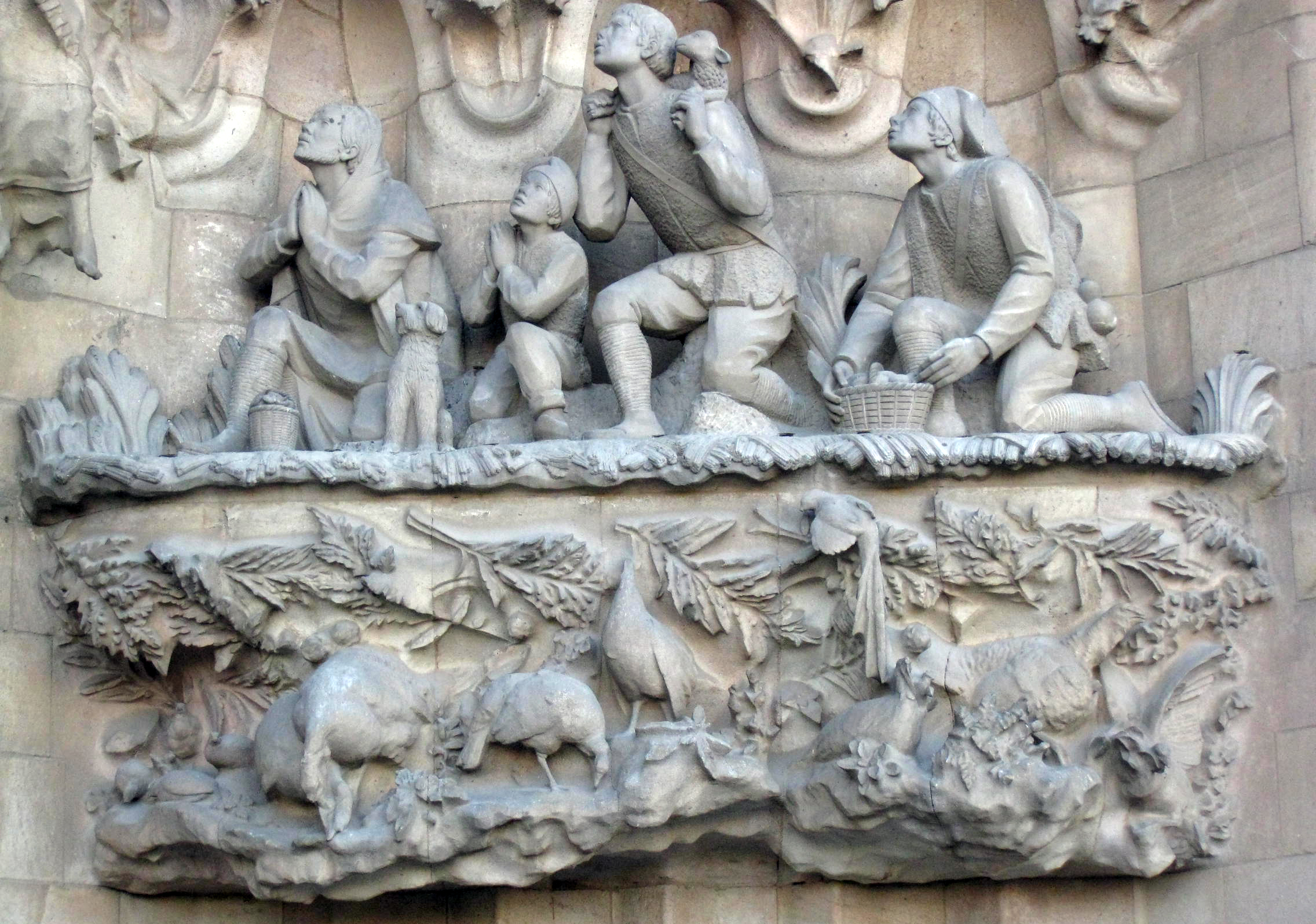
Joaquim Ros i Bofarull, fachada de la Natividad de la Sagrada Familia de Barcelona.